# クロード・モネ
クロード・モネ（Claude Monet, 1840年11月14日 - 1926年12月5日）は、印象派を代表するフランスの画家。代表作『印象・日の出』（1872年）は印象派の名前の由来になった。

## 概要
1840年にパリで生まれたが、5歳のころから少年時代の大半をノルマンディー地方のル・アーヴルで過ごした。絵がうまく、人物のカリカチュアを描いて売るほどであったが、18歳のころに風景画家ブーダンと知り合い、戸外での油絵制作を教えられた（→ル・アーヴル（少年時代））。1859年にパリに出て絵の勉強を始め、ピサロ、シスレー、バジール、ルノワールといった仲間と知り合った（→画塾時代）。
1865年にサロン・ド・パリ（サロン）に初入選してから、サロンへの挑戦を続け、戸外制作と筆触分割の手法を確立していったが、1869年と1870年のサロンに続けて落選の憂き目に遭った。私生活では、カミーユ・ドンシューとの交際を始め、長男も生まれたが、父親からは援助が断たれ、経済的に苦しい時代が始まった（→サロンへの挑戦）。1870年、普仏戦争が始まり、兵役を避けてロンドンに渡った。このとき画商デュラン＝リュエルと知り合い、重要な支援者を得ることとなった（→普仏戦争、ロンドン）。パリに戻ると、その近郊アルジャントゥイユにアトリエを構え、セーヌ川の風景などを描いた。
1874年、仲間たちと、サロンとは独立した展覧会を開催して『印象・日の出』などを出展し、これはのちに第1回印象派展と呼ばれる歴史的な出来事となった。しかし、当時の社会からの評価は惨憺たるものであった。1878年まで、アルジャントゥイユで制作し、第2回・第3回印象派展に参加した（→アルジャントゥイユ（1870年代））。1878年、同じくセーヌ川沿いのヴェトゥイユに住み、パトロンだったエルネスト・オシュデとその妻アリス・オシュデの家族との同居生活が始まった。妻カミーユを1879年に亡くし、アリスとの関係が深まっていった。他方、印象派グループは会員間の考え方の違いが鮮明になり、解体に向かった（→ヴェトゥイユ（1878年-1881年））。
次いで1881年にポワシーに移り住み、ノルマンディー地方への旅行に出ている（→ポワシー（1881年-1883年））。1883年、これもセーヌ川沿いのジヴェルニーに移り、生涯ここで暮らした。1880年代には、地中海沿岸やオランダなど、ヨーロッパ各地に制作旅行に出かけることが多かった。1886年にニューヨークでデュラン＝リュエルが印象派の展覧会を開いたころから、経済的に安定するようになった（→各地の制作旅行（1880年代））。1890年代には、ジヴェルニーの自宅周辺の『積みわら』や『ポプラ並木』、また『ルーアン大聖堂』を描いた連作に取り組んだ。このころには、大家としての名声が確立してきた。1892年、アリスを2人目の妻とした。また、日本美術愛好者の集い「Les Amis de l'Art Japonais_」（1892 - 1942）の会員でもあった（→「積みわら」からの連作（1890年代））。
1890年代、自宅に「花の庭」と、睡蓮の池のある「水の庭」を整えていったが、1898年ごろから睡蓮の池を集中的に描くようになった。1900年までの『睡蓮』第1連作は、日本風の太鼓橋を中心とした構図であったが、その後1900年代後半までの第2連作は、睡蓮の花や葉、さらに水面への反映が中心になっていき、1909年の『睡蓮』第2連作の個展に結実した。その間、ロンドンを訪れて国会議事堂の連作を手がけたり、1908年に最後の大旅行となるヴェネツィア旅行に出たりしている（→「睡蓮」第1・第2連作（1900年代））。
最晩年は、視力低下や家族・友人の死去といった危機に直面したが、友人クレマンソーの励ましを受けながら、白内障の手術を乗り越えて、オランジュリー美術館に収められる『睡蓮』大装飾画の制作に没頭し、86歳で最期を迎えた（→「睡蓮」の部屋（最晩年））。
モネのカタログ・レゾネには、油彩画2,000点以上が収録されている（→カタログ）。モネたち印象派の画家たちは、ロマン派（ドラクロワ）の豊かな色彩、コローやドービニーらバルビゾン派の緻密な自然観察、クールベの写実主義と反逆精神、マネの近代性を受け継ぎ、伝統的なアカデミズム絵画の決めた主題、構図、デッサン、肉付法・陰影法に縛られない、自由な絵画を生み出した。モネは特に戸外制作を重視し、物の固有色ではなく、日光やその反射を受けて目に映る「印象」をキャンバスに再現することを追求した。絵具をパレットで混ぜずに、素早い筆さばきでキャンバスに乗せていくことで、明るく、臨場感のある画面を作り出すことに成功した。その後の連作の時代には、光の当たったモチーフよりも、光そのものが主役の位置を占めるようになり、物の明確な形態は光と色彩の中に溶融していった（→時代背景、画風）。鋭敏な観察力と感受性をもって絶え間なく変わり続ける風景を表現したモネは、印象派を代表する画家と言われる（→評価と影響）。作品は、モネ存命中の1890年代から徐々に美術市場での評価が高まっていったが、20世紀を通じてオークションで次々記録を塗り替える高額落札が生まれ、数十億円で落札されるに至っている（→市場での高騰）。
ジヴェルニーの家に造成した庭園は、それ自体がモネの芸術作品と言われる。死後は一時荒れていたが、修復工事を経て、1980年以降、一般に公開されている（→庭園）。

## 生涯

### ル・アーヴル（少年時代）
1840年11月14日、パリ9区のラフィット街で、父アドルフと母ルイーズとの間の二男として生まれた。父親の職業ははっきり分かっていない。出生時のフルネームは、オスカル＝クロード・モネ（Oscar-Claude Monet）であったが、のちに本人はクロード・モネと名乗っている。
1845年ごろ、一家でノルマンディー地方のセーヌ河口の街ル・アーヴルに移住した。ここでは、父の義兄ジャック・ルカードルが富裕な雑貨卸業を営んでいた。モネは、少年時代の大半をル・アーヴルで過ごすことになる。これ以降も、モネは生涯のほとんどをセーヌ川沿いの町で過ごすことになり、のちに自ら「セーヌ。私は生涯この川を描き続けた。あらゆる時刻に、あらゆる季節に、パリから海辺まで、アルジャントゥイユ、ポワシー、ヴェトゥイユ、ジヴェルニー、ルーアン、ル・アーヴル……」と回想している。
1851年4月1日、ル・アーヴルの公立中学校に入学した。モネは、学校を抜け出して外で遊び回るのが好きな少年であった。彼はのちに、次のように回想している。
モネは少年のころから絵画に巧みで、10代後半のころには自分の描いた人物のカリカチュア（戯画）を地元の文具店の店先に置いてもらっていた。カリカチュアの注文を頼む者も現れ、最初は10フラン、のちに20フランで引き受けた。デッサン教師ジャック＝フランソワ・オシャールの授業も受けている。1857年1月28日、母親が死去した。モネは、同じころ学業を放棄したが、叔母のマリー＝ジャンヌ・ルカードルが彼をアトリエに入れ、デッサンの勉強を続けさせた。
1858年ごろ、モネの描いていたカリカチュアが、ル・アーヴルで活動していた風景画家ウジェーヌ・ブーダンの目にとまり、2人は知り合った。ブーダンは、それまでアトリエで制作するのが当たり前だったキャンバスを戸外に持ち出し、陽光の下で海や空の風景を描いていた画家であった。ブーダンから、カリカチュアばかり描くのをやめ、油絵を勉強しようと誘われたことから、モネは油絵に取り組み始め、画家としての一歩を踏み出した。ブーダンとともにル・アーヴル北東のルエルに赴いて制作し、油絵『ルエルの眺め』をル・アーヴル市展覧会に出品した。

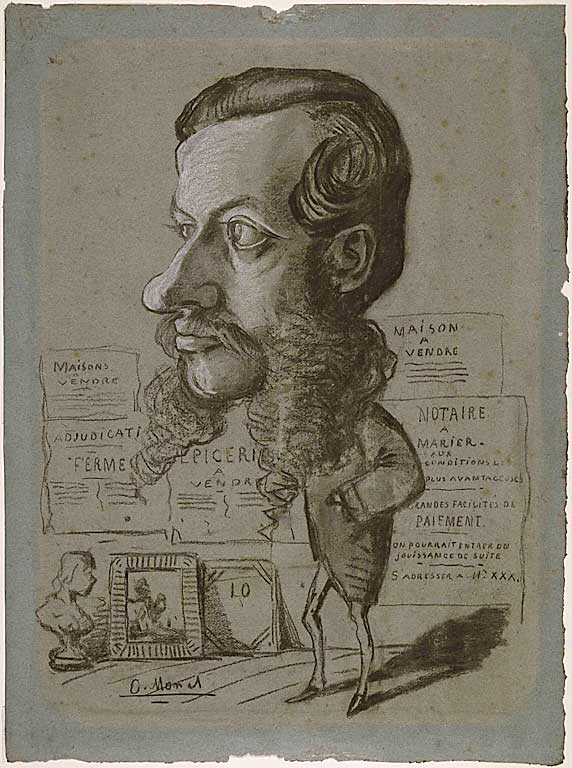
戯画、1855 - 56年ごろ。61.2 × 45.2 cm。シカゴ美術館。
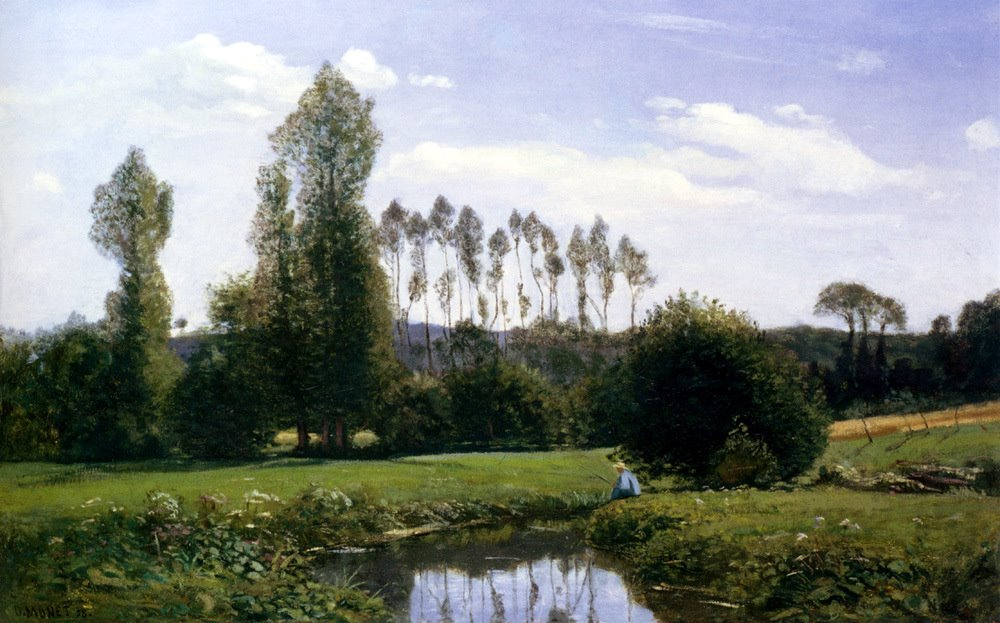
『ルエルの眺め』1858年。油彩、キャンバス。46 × 65 cm。丸沼芸術の森コレクション[13]。

### パリ（1860年代）

#### 画塾時代
モネは、パリで絵の勉強をしたいと考えるようになったが、父は強く反対した。しかし、モネがカリカチュアで稼いだ貯金2,000フランでパリに行きたいと伝えると、父はこれに驚いてやむを得ず許可し、1859年4月、パリに出ることとなった。当初、ブーダンの師であったコンスタン・トロワイヨンのもとを訪れ、ルーヴル美術館で模写をしてデッサンを学ぶこと、トマ・クチュールのアトリエに入ることを勧められた。しかしモネは、そうしたアカデミックな勉強を拒否し、1860年に、より自由なアカデミー・シュイスに入学した。ここでカミーユ・ピサロらと知り合った。
1861年、徴兵を受け、アフリカ方面の連隊に入隊し、秋からアルジェリアで兵役を務めたが、1862年、病気（チフス）のため6か月の休暇を得て、フランスに帰国した。モネはのちに、アルジェリアでの経験について「あの地で受けた光と色彩の印象。それはずっと後になるまで明確な形を取らなかったが、私の来るべき探求の萌芽は、すでにあそこにあったのだ」と回想している。
同年（1862年）夏、ル・アーヴルに戻った際、オランダの画家ヨハン・ヨンキントと知り合った。ヨンキント、ブーダン、モネは、温かい友情で結ばれた。モネはのちに「そのときから彼は私の真の師となった。私の眼の教育の仕上げをしてくれたのは彼なのだ」と、ヨンキントからの影響について語っている。兵役は、叔母が納付金を支払って残りの期間を免除された。叔母や父は、ブーダンやヨンキントとの交際による悪影響を懸念していた。父は、パリで有名な師匠の訓練を受けること、好き放題するようなら仕送りを打ち切ることを言い渡したうえ、モネをパリに送り出すこととした。

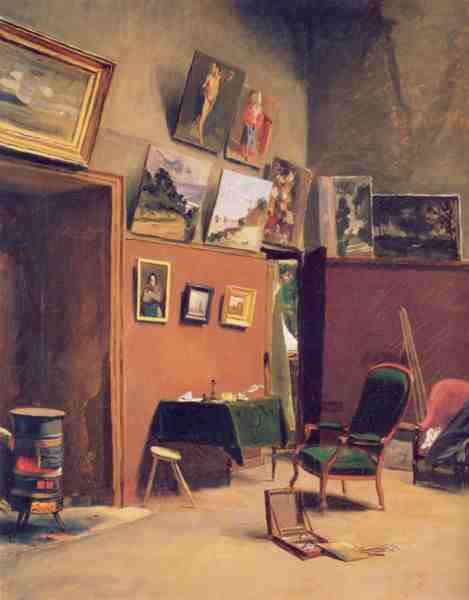
バジール『フュルスタンベール通りのアトリエ』（1866年）

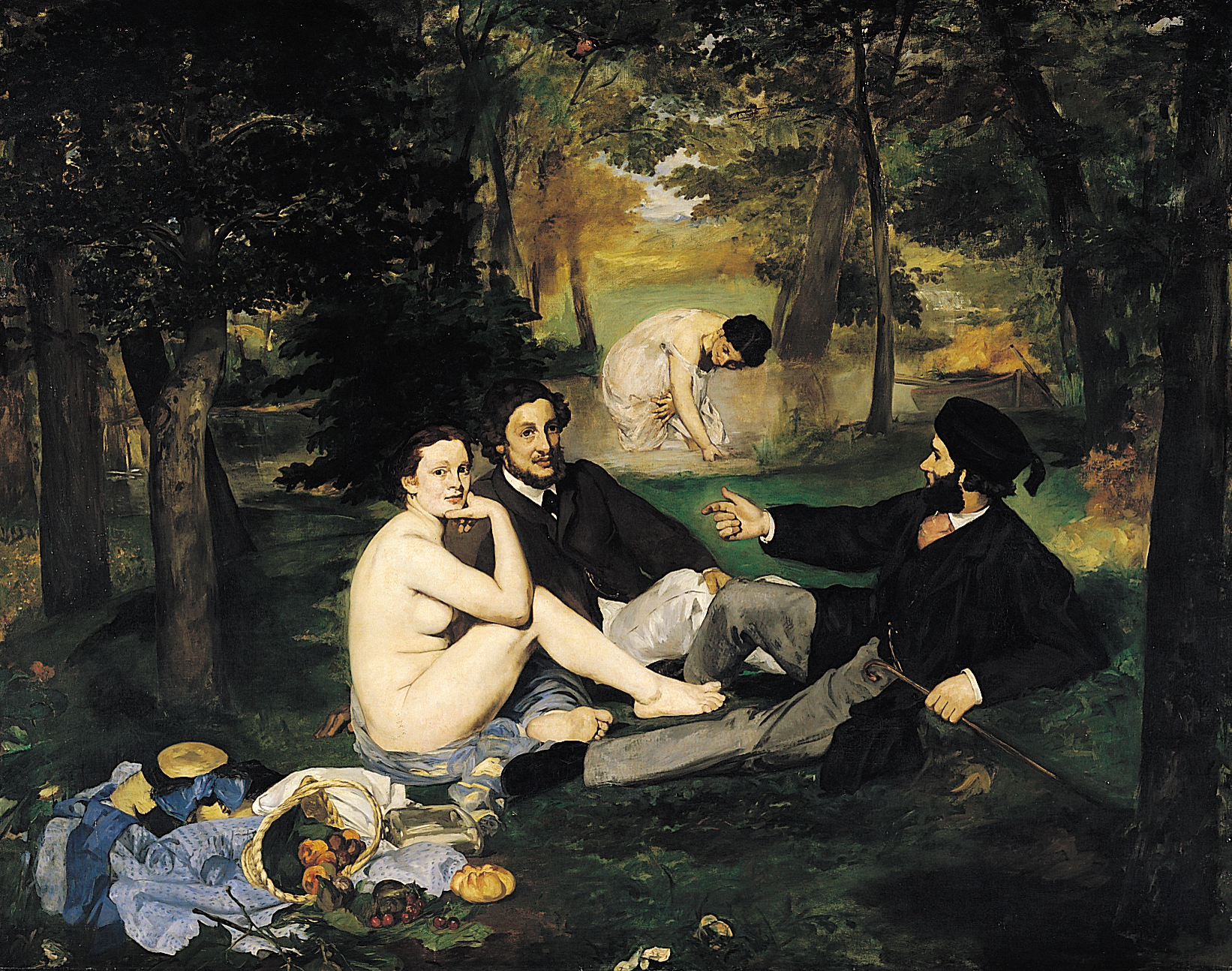
エドゥアール・マネ『草上の昼食』（1862 - 63年）
アカデミズム絵画の歴史主義に反して同時代の風俗を描き、落選展で展示されると、不道徳な作品として厳しい非難を浴びた

同年（1862年）11月、パリに着くと、後見人として指定された親戚筋の画家オーギュスト・トゥールムーシュの勧めを受けて、シャルル・グレールのアトリエに入ることとした。ここでアルフレッド・シスレー、フレデリック・バジール、ピエール＝オーギュスト・ルノワールらと知り合った。グレール自身は、理想化された様式を重んじるアカデミズムの画家であったが、当時の画家のアトリエの中では比較的自由で、グレールが週に1度やってきて生徒の絵を直すほかは、生徒はモデルを使って自由に描くことが許されていた。費用が安いこともあり、アカデミックな美術教育に飽き足らない画家の卵たちが彼のアトリエに集まっていた。もっとも、グレールの指導は、モデルをありのまま描いてしまっては醜いから、古代美術を念頭に様式化して描くことというものであり、自然をありのまま描くことというブーダンやヨンキントの教えに心服していたモネは、グレールに不信感を持った。教室には、家族を失望させない程度に定期的に顔を出す程度であった。モネは、アカデミー・シュイスの仲間とグレールのアトリエの仲間を結びつける役割を果たし、のちの印象派グループの中心メンバーを形成していくことになった。1863年にはナポレオン3世が開かせた落選展で、エドゥアール・マネの『草上の昼食』がスキャンダルを巻き起こしており、モネもこれを見たと思われる。その年の秋ごろ、グレールの病気のためアトリエの閉鎖が検討されることになり、モネ、バジール、ルノワール、シスレーはアトリエを離れた。モネは、ほかの3人を誘ってフォンテーヌブローの森の外れのシャイイ＝アン＝ビエールを訪れ、森の中での制作を教え、また森で出会ったバルビゾン派の巨匠たちから助言を受けた。モネは特にジャン＝フランソワ・ミレーを尊敬していたが、気難しいミレーに実際に話しかけることはできなかった。
1864年、モネは、バジールとともにノルマンディー地方のルーアン、オンフルール、サン＝タドレスを訪れた。一足先にパリに帰ったバジールに対して、オンフルールに残ったモネは「ここは素晴らしいよ。毎日毎日、何かしら昨日よりもっと美しいものが見つかる」と、興奮した手紙を送っている。同年末にパリに戻ると、フュルスタンベール通りのバジールのアトリエで一緒に制作をするようになった。バジールが描いた『フュルスタンベール通りのアトリエ』の画中には、壁に『並木道 (サン＝シメオン農場の道)』、『オンフルールの海辺』などモネの絵がかかっているのを見ることができる。

#### サロンへの挑戦
1865年のサロン・ド・パリに、海景画『オンフルールのセーヌ河口』と『干潮のエーヴ岬』を初出品し、2点とも入選した。新人モネの作品は、エドゥアール・マネの『オランピア』の真前に並ぶことになり、マネは、自分の名前を利用しようとする人物がいると誤解して憤慨したという。これを機に、モネは姓だけの署名をやめ、「クロード・モネ」というフルネームの署名をするようになった。マネの『オランピア』がスキャンダルを巻き起こしたのに対し、モネの作品は批評家から好意的な評価を得た。

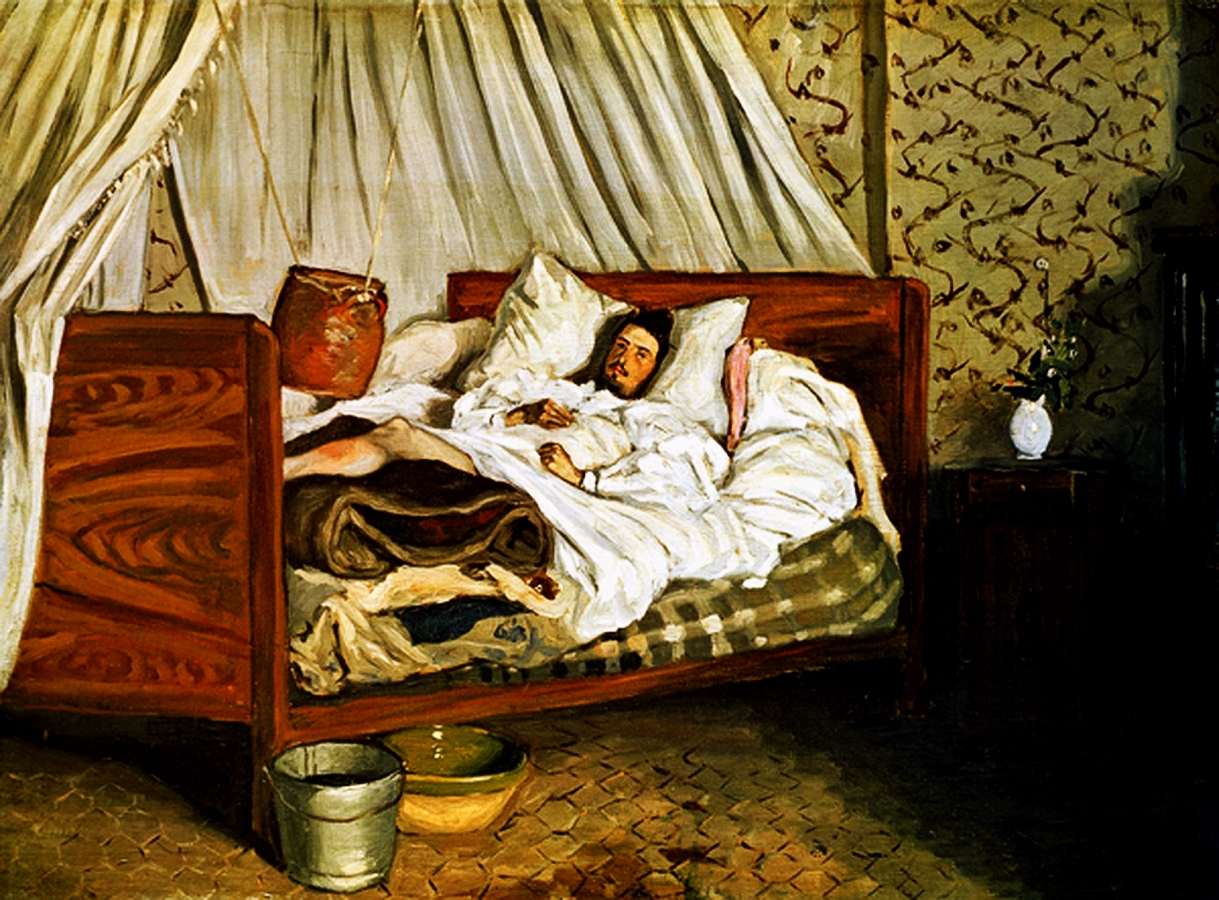
バジール『病床のモネ』1865年。バジールは、シャイイにいるモネ（当時24歳）からモデルになってくれるよう頼まれて行ったが、モネは直前に足の怪我をしており、バジールが面倒を見てやった。

モネはシャイイでマネの『草上の昼食』と同じテーマの作品の制作を始めていたが、サロンの後、シャイイに戻って、1866年のサロンに出品することを目指して制作を続行した。モネの『草上の昼食』は、縦4.6メートル、横6メートルという大作であったが、結局、サロンには出品されなかった。ギュスターヴ・クールベに批判されたからだとも言われる。代わりに1866年のサロンに出品した『緑衣の女（カミーユ）』と『シャイイの道』は2点とも入選を果たした。『緑衣の女』は、当時知り合ったばかりの恋人カミーユ・ドンシューをモデルにしたものであった。この頃、ザカリー・アストリュクの紹介で、マネと面識を得た。
1866年のサロンで、エミール・ゾラが『レヴェヌマン』紙にモネを賞賛する記事を書いた。これを読んだル・アーヴルの父は、息子の絵がすぐに売れるようになるものと思って、仕送りをしてくれるようになった。しかし、新聞で批評家に褒められたからといって絵が売れるわけではなく、父は同年末、カミーユと別れれば再開すると条件をつけて、仕送りをやめてしまった。このときすでにカミーユは第1子を妊娠しており、モネにはカミーユと別れることは考えられなかった。この先10年間、モネは、苦しい貧困の時代を過ごすことになる。
1866年のサロンが終わると、セーヴルやオンフルールに滞在しながら、大作『庭の中の女たち』に取りかかった。4人の女はいずれもカミーユをモデルとしたもので、モネは、実際に庭の中でこれを制作した。画面の上部に手が届かなかったため、庭に堀を掘って、その中にキャンバスを入れて描いた。光の状態を正確に再現するため、毎日同じ時間に仕事を始め、太陽が雲で隠れると作業を中断した。クールベがモネのアトリエを訪ねた際、モネが絵筆を持ったままキャンバスの前でぼんやり立っているのを見て、なぜ描かないのかと言ったところ、モネは、あのせいだと言って雲を指したというエピソードが知られている。クールベは、「影をつけるところはともかく、背景は今でも描けるじゃないか」と言ったが、モネは従わなかったという。このような手法にこだわったため、制作には翌1867年までかかった。しかし、1867年のサロンでこの労作は落選してしまった。審査員からは、絵筆の跡が露わになっている点が、不注意と未完成の証拠であると受け止められたのであった。当時の画家にとって、サロンに入選するかどうかは絵が売れるかどうかを決める決定的な要素であった。そのため、サロンへの落選はモネにとって大きなショックで、ルノワール、バジール、シスレーも同様に落選したことから、独自の展覧会を開催しようという案が出たが、資金不足のため立ち消えとなった。『庭の中の女たち』は、バジールが2,500フランの大金で購入してくれた。
1867年、サン＝タドレスの叔母の家に滞在し、海と庭という2つのテーマを結びつけた作品『サン＝タドレスのテラス』に取りかかった。同年8月8日、パリに残していたカミーユが、長男ジャン（en:Jean Monet (son of Claude Monet)）を出産した。しかし、父はモネとカミーユの仲を認めなかった。モネは、ル・アーヴルにカミーユを連れて行き父を説得しようとしたが、父はカミーユに会おうとせず、金を出してもくれなかった。モネは、バジールに、「とてもいとおしく感じられる、大きくてかわいい男の子だ。でも、その母親が食べるものが何もないことを考えると、苦しくてたまらない」と書き送っている。
1868年には、ル・アーヴルに滞在しながら制作を続けた。1868年のサロンでは、海景画1点だけが、審査員であったシャルル＝フランソワ・ドービニーの推薦で入選した。同年6月、フェカンからバジールに宛てた手紙で、依然として経済的苦境にあることを述べ、動転して自殺未遂に及んだことを伝えている。しかし、同年9月の手紙では、ル・アーヴルで得たパトロンの支援のおかげで、カミーユとジャンとの生活が落ち着いていることを知らせている。同年12月には、エトルタで『かささぎ』などの雪景色を描いている。

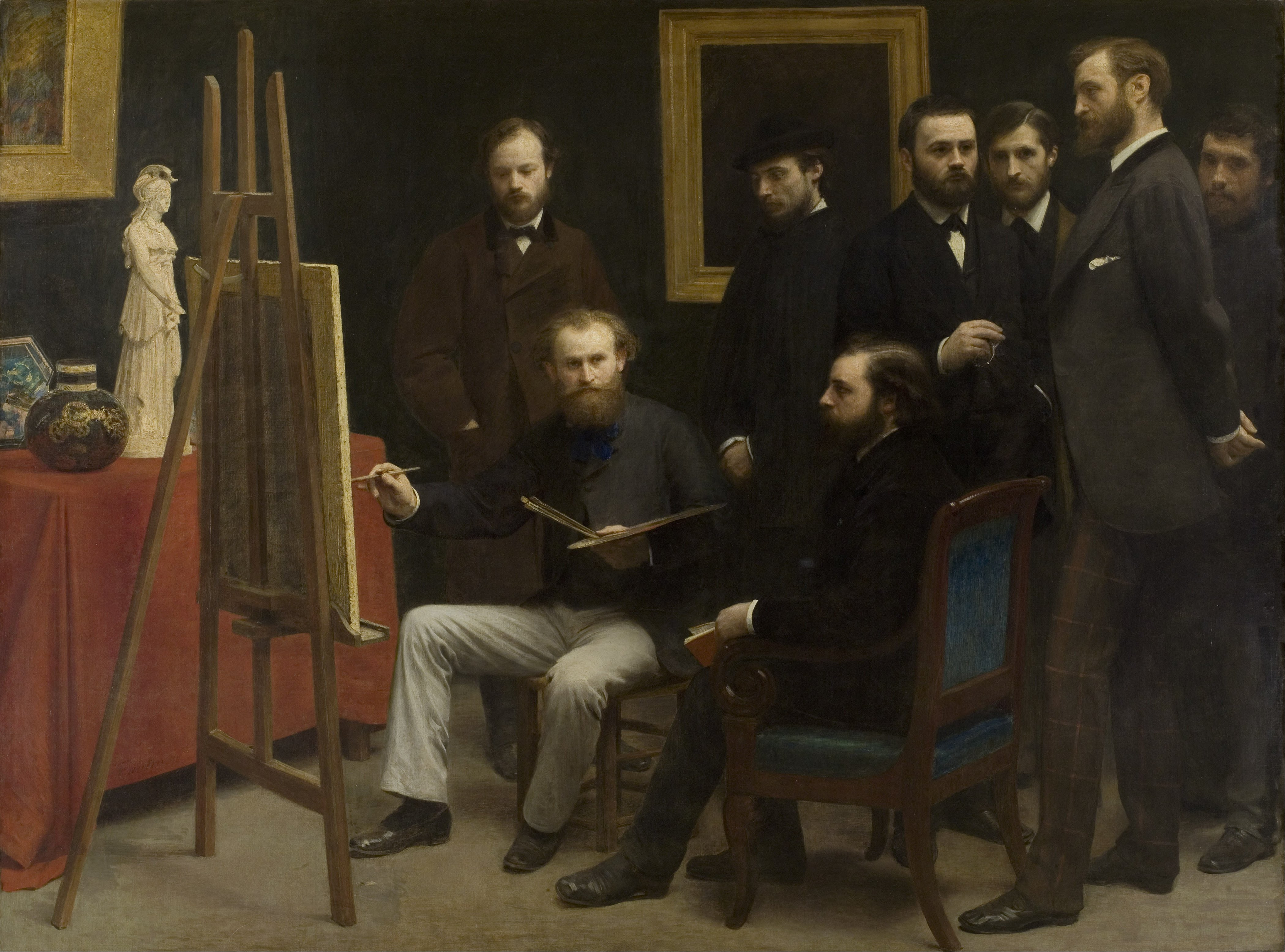
アンリ・ファンタン＝ラトゥール『バティニョールのアトリエ』1870年。絵筆を持つマネを、ルノワール、バジール、ゾラらが囲んでいる。モネ（当時29歳ごろ）は右端に描かれている。

1869年のサロンには、カミーユと長男ジャンを描いた『昼食』を提出したが落選した。家族とブージヴァル近くのサン・ミッシェルに移り住んだが、お金がなく、電気や暖房がない生活であった。モネは6月、知人に「僕の精神はとてもいい状態で、仕事をする気力にあふれています。でも、あの致命的な落選によって、生活のあてがまったくありません」と、悲痛な手紙を書いている。そうした中、ルノワールがパンを運んでくれるなど支援してくれた。モネはルノワールとともに、ブージヴァル近くの水浴場「ラ・グルヌイエール」でキャンバスを並べて制作した。ラ・グルヌイエールは、パリから鉄道で30分の人気のリゾート地であり、2人はこの地で、ラフな筆致で絵具を置いていく筆触分割という印象派の手法を確立していった。その中でも、ルノワールが人物の形態を重視したのに対し、モネは人物を抽象的な色斑で描き、自然の中に埋没させている。
1869年頃、マネを中心として若手画家たちが集うバティニョール地区のカフェ・ゲルボワに、モネも招かれるようになった。カフェ・ゲルボワでは、マネとエドガー・ドガが芸術論を戦わせており、モネやルノワールは聞き役に回っていた。そのほか、ゾラやポール・セザンヌ、写真家ナダールなども参加しており、彼ら芸術家のグループは「バティニョール派」と呼ばれた。モネはのちに「際限なく意見を戦わすこうした『雑談』ほど面白いものはなかった。そのおかげで、我々の感覚は磨かれ、何週間にもわたって熱中することができ、そうして意見をきちんとまとめることができた」と振り返っている。
1870年のサロンには、『昼食』や『ラ・グルヌイエール』を提出したが、ジャン＝フランソワ・ミレーやドービニーといった審査員の支持にもかかわらず、再度落選してしまった。ドービニーはモネの落選に抗議して審査員を辞任した。モネは、以後しばらくサロンへの出品を取りやめている。
1870年6月28日、ようやくカミーユと正式に結婚した。その夏、長男ジャンを連れてノルマンディー地方のリゾート地トルヴィル＝シュル＝メールに新婚旅行に行った。ブーダンも妻を連れてトルヴィルに来て、モネと一緒に制作した。このときのモネの作品『トルヴィルの浜辺』には、カミーユと、ブーダンの妻が描かれている。強風の中制作したため、絵具の表面に、吹き上げられた海岸の砂や貝殻の破片が付着していることが分かっている。

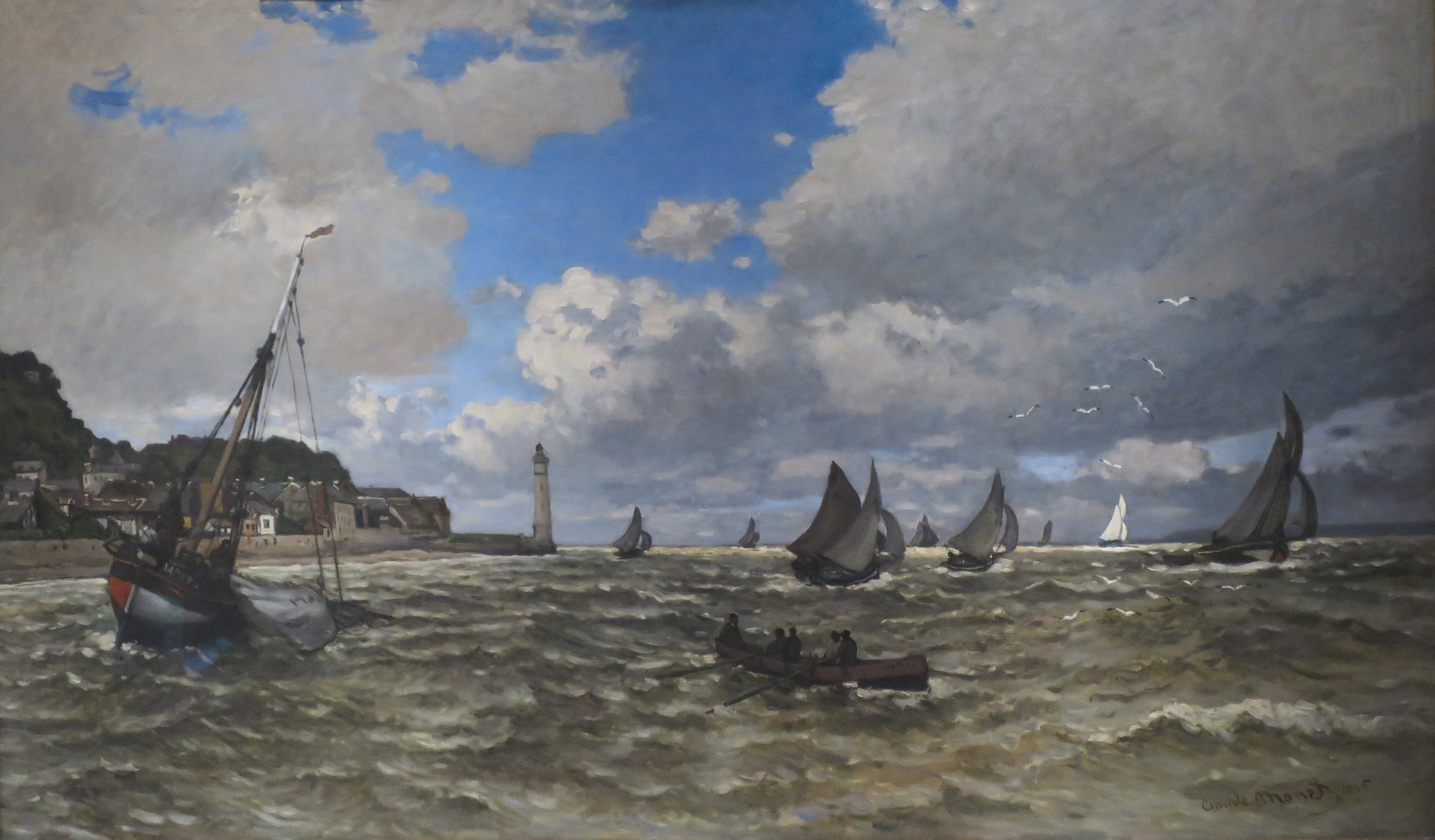
『オンフルールのセーヌ河口』1865年。油彩、キャンバス、89.5 × 150.5 cm。ノートン・サイモン美術館。同年サロン入選[65]。
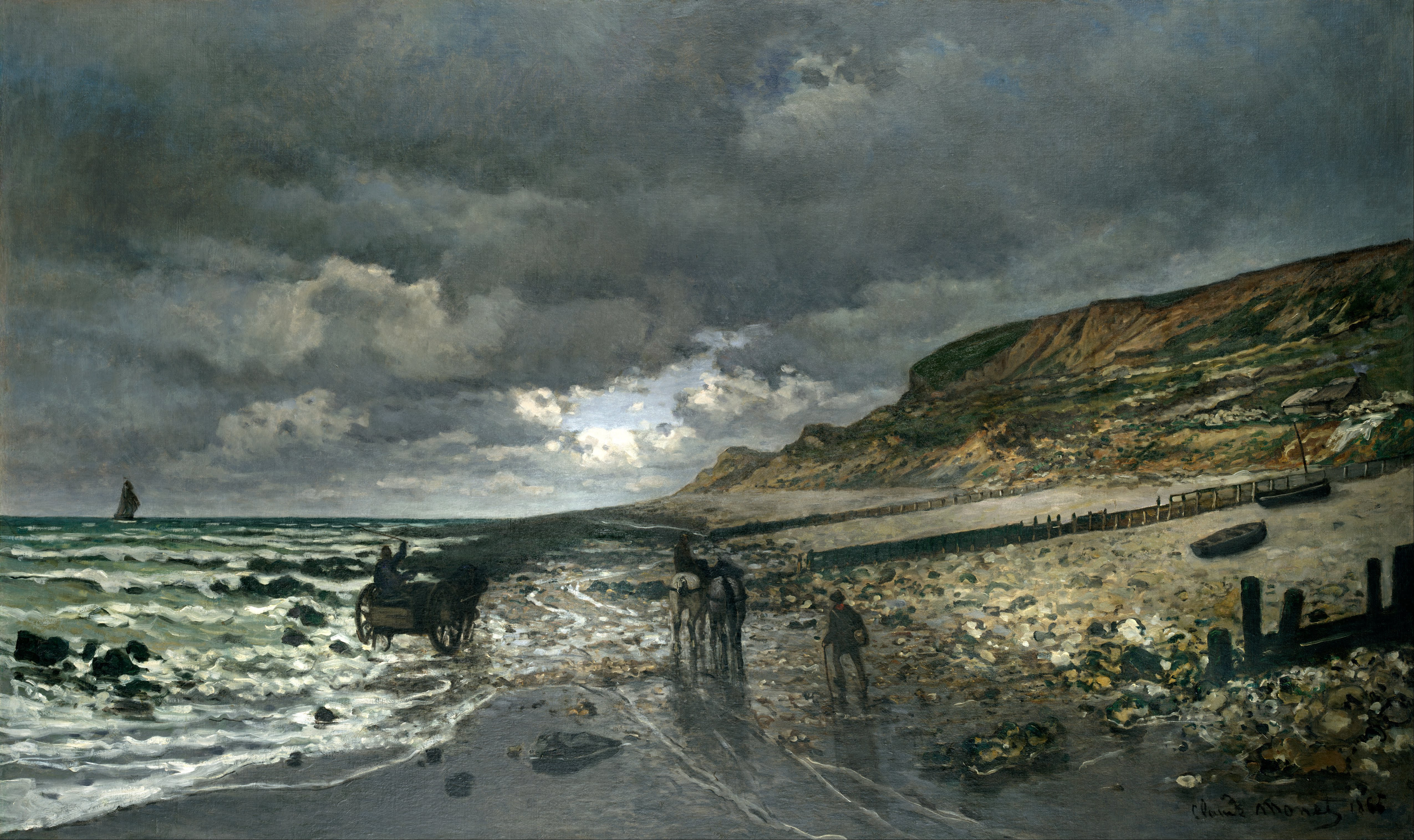
『干潮のエーヴ岬』1865年。油彩、キャンバス、90.2 × 150.5 cm。キンベル美術館（テキサス州フォートワース）。同年サロン入選[66]（W52）。
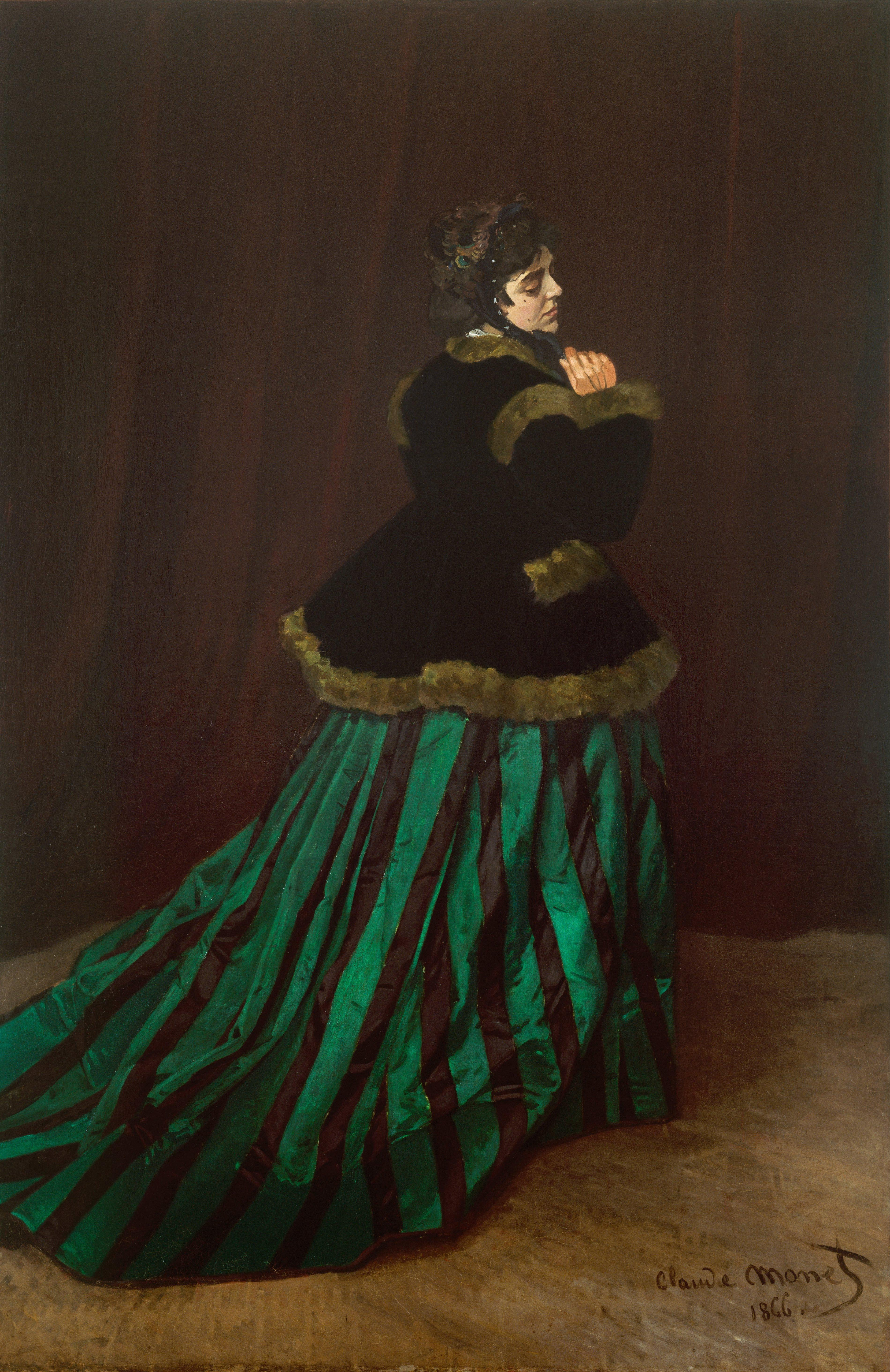
『緑衣の女』1866年。油彩、キャンバス、231 × 151 cm。ブレーメン美術館[67]。同年サロン入選（W65）。
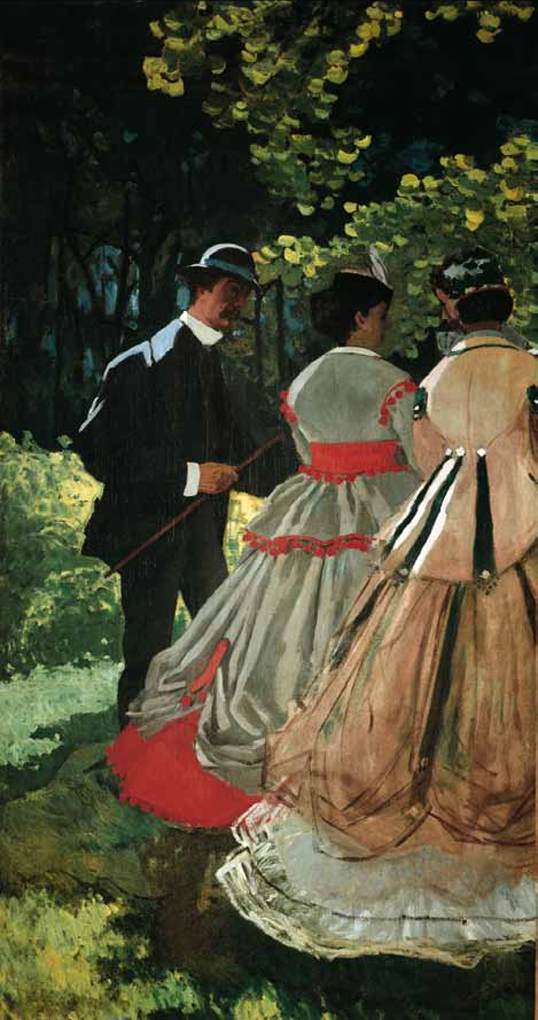
『草上の昼食』1865 - 66年（左側の断片）。油彩、キャンバス、418 × 150 cm。オルセー美術館[68]（W63a）。
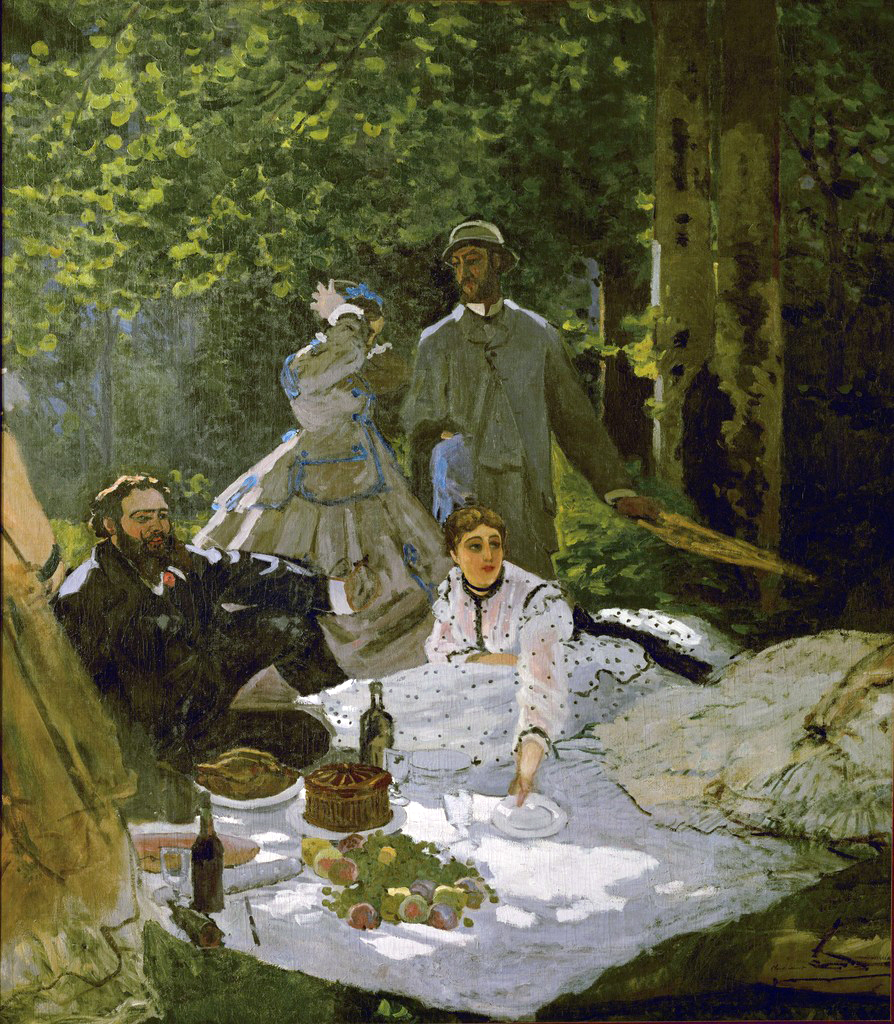
『草上の昼食』1865 - 66年（中央の断片）。油彩、キャンバス、248 × 217 cm。オルセー美術館[69]（W63b）。
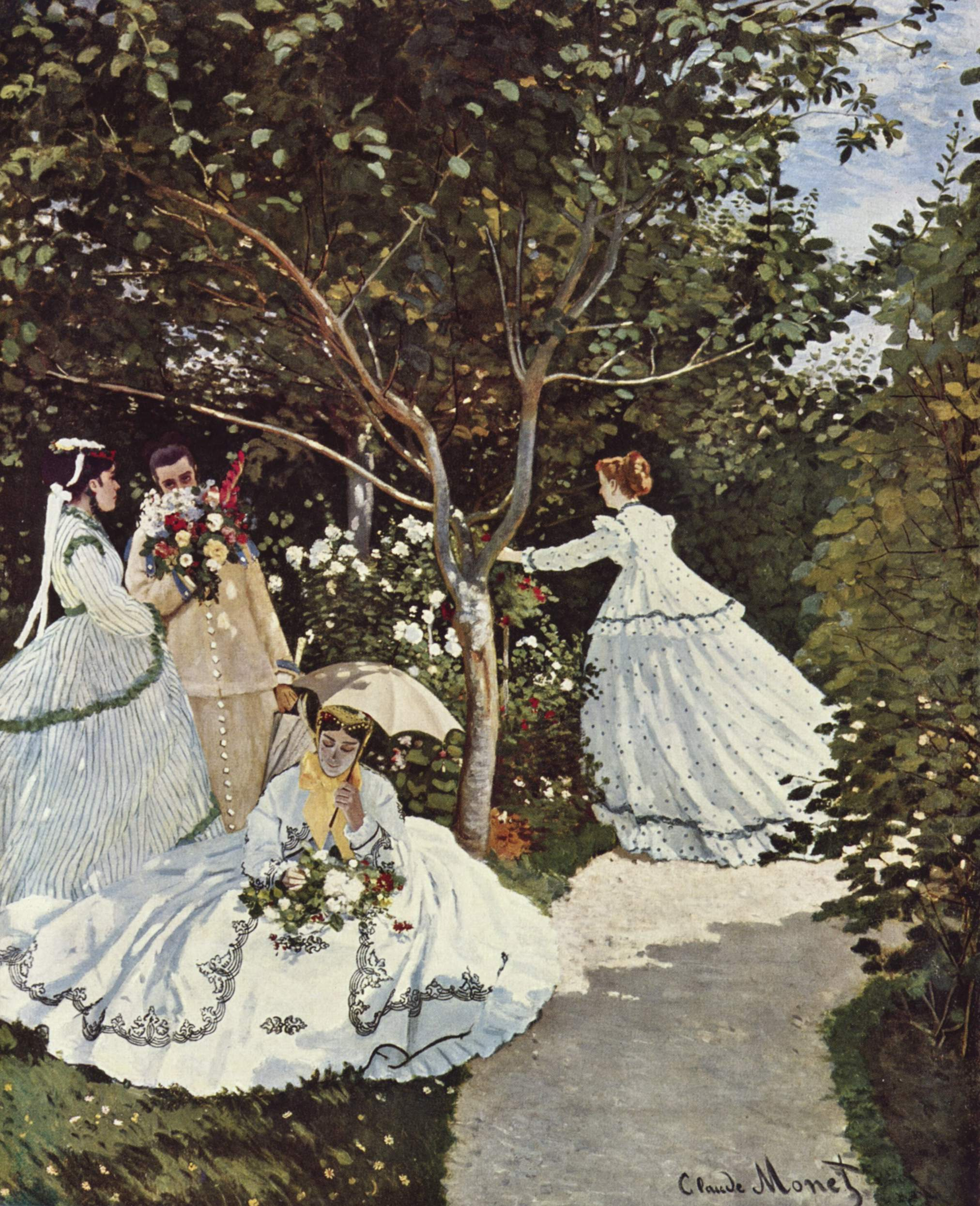
『庭の中の女たち（英語版）』1866年ごろ。油彩、キャンバス、255 × 205 cm。オルセー美術館[41]。1867年サロン落選（W67）。
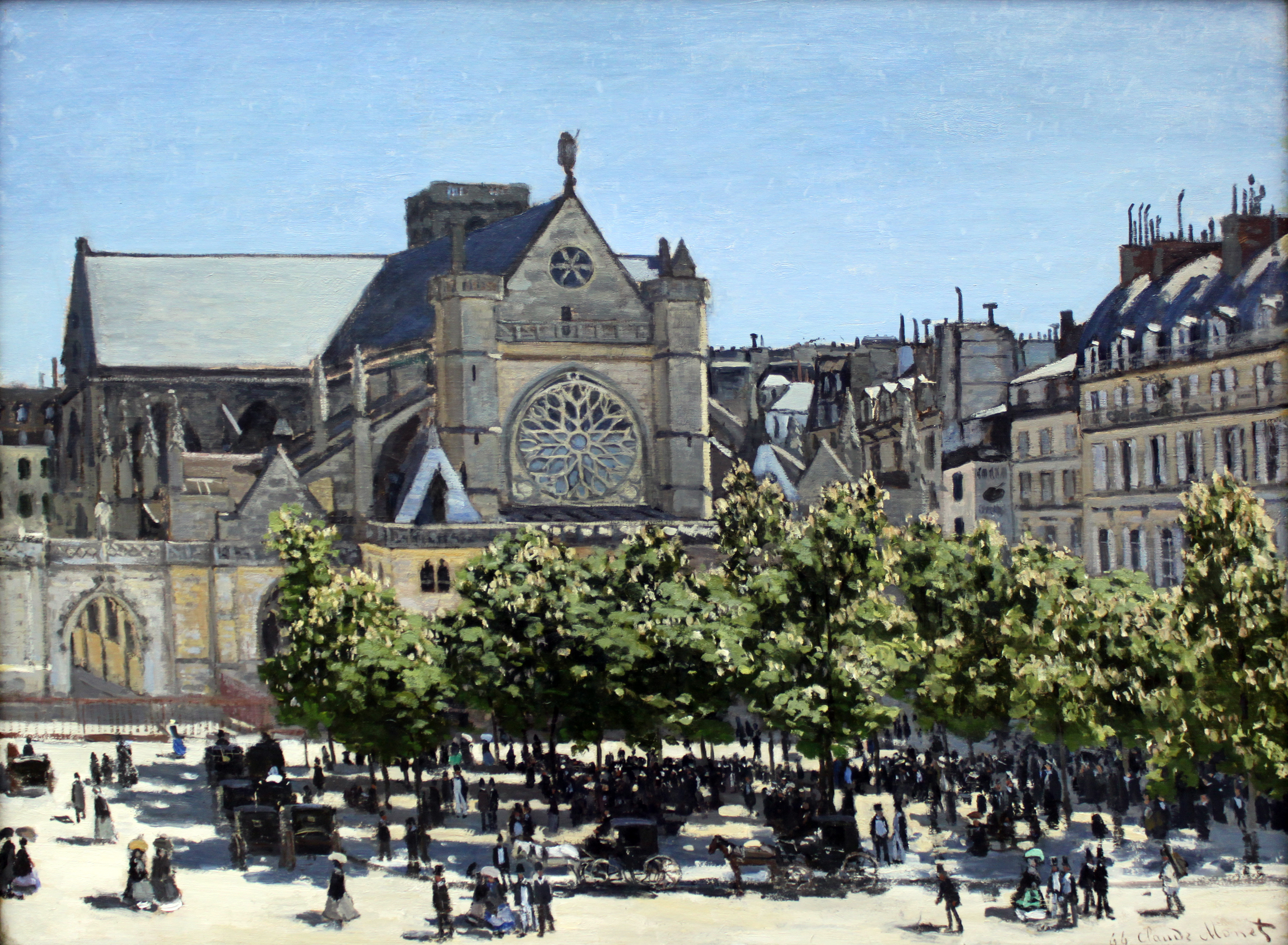
『サン＝ジェルマン＝ロクセロワ教会』1867年。油彩、キャンバス、79 × 98 cm。旧国立美術館（ベルリン）（W84）。
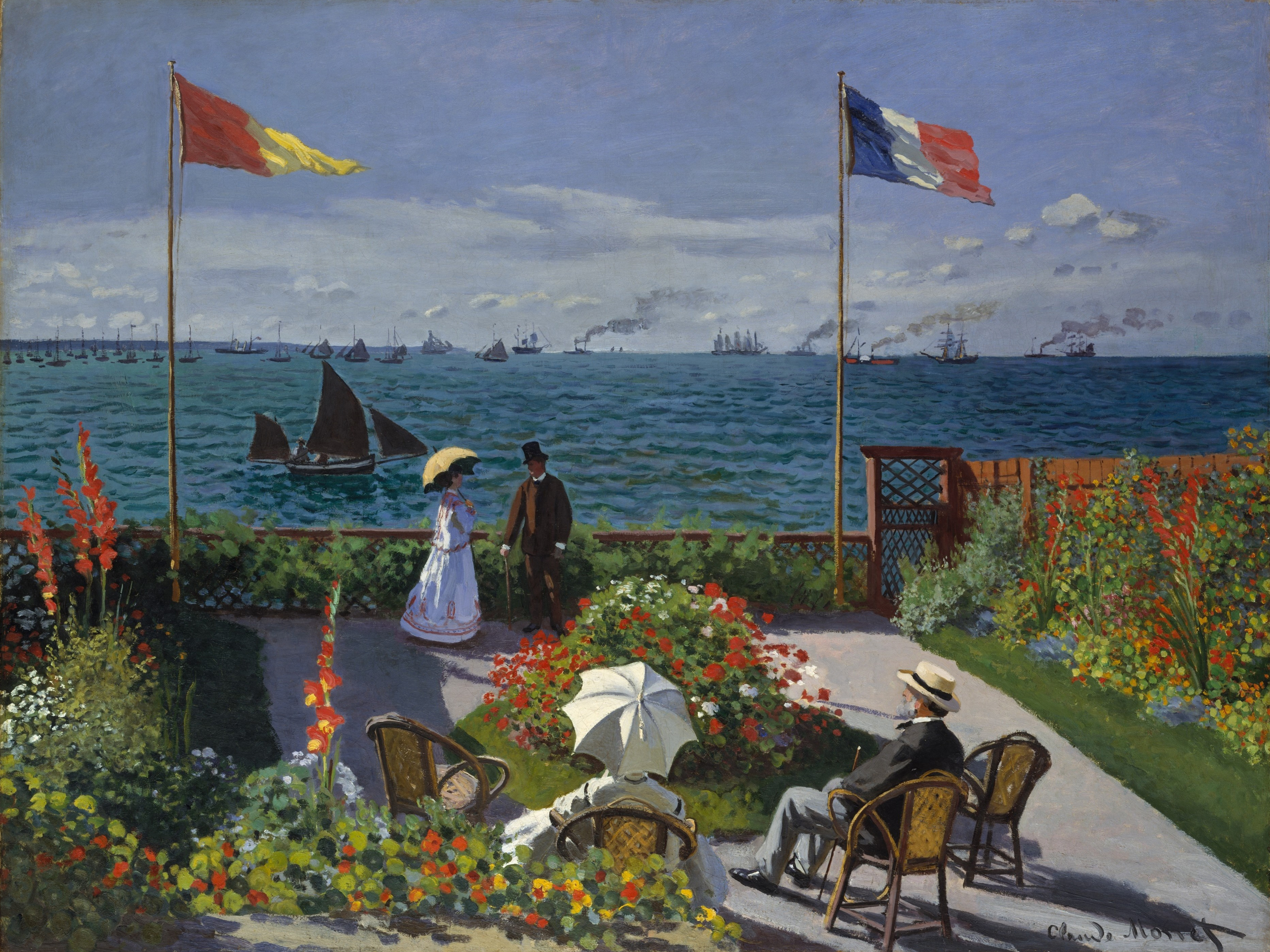
『サン＝タドレスのテラス（英語版）』1867年。油彩、キャンバス、98.1 × 129.9 cm。メトロポリタン美術館[70]（W95）。
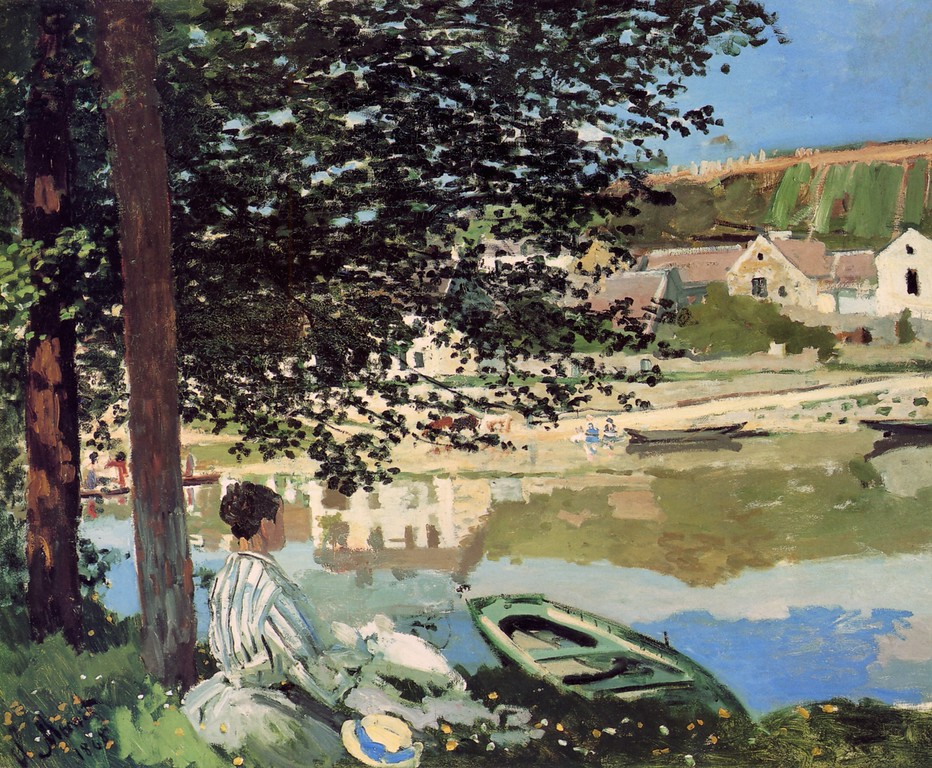
『セーヌ河岸、ベンヌクール』1868年。油彩、キャンバス、81.5 × 100.7 cm。シカゴ美術館[71]（W110）。
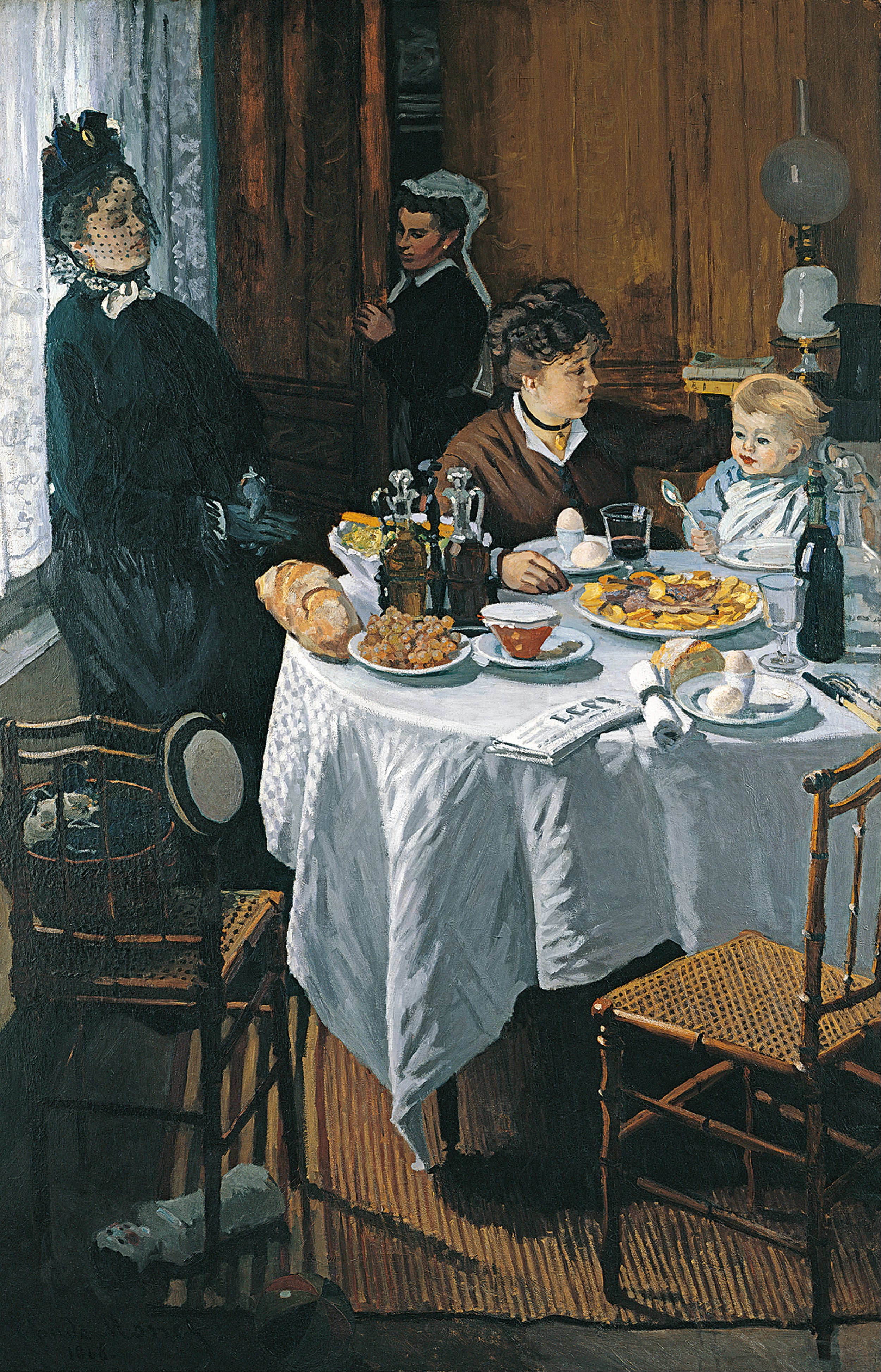
『昼食』1868 - 69年。油彩、キャンバス、231.5 × 151 cm。シュテーデル美術館。1870年サロン落選[72]、第1回印象派展出品[73]（W132）。
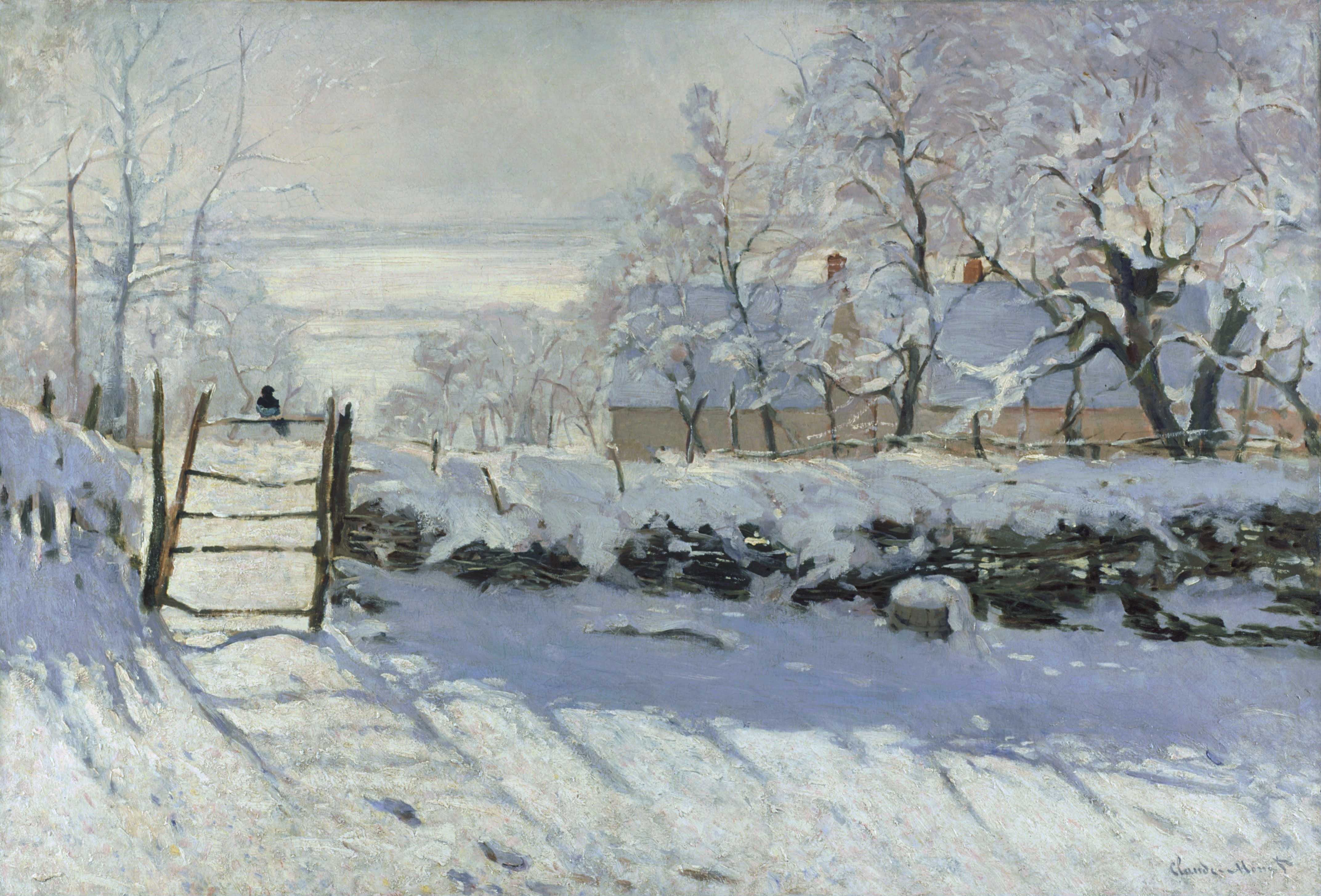
『かささぎ（英語版）』1868 - 69年。油彩、キャンバス、89 × 130 cm。オルセー美術館[74]。1869年サロン落選[75]（W133）。
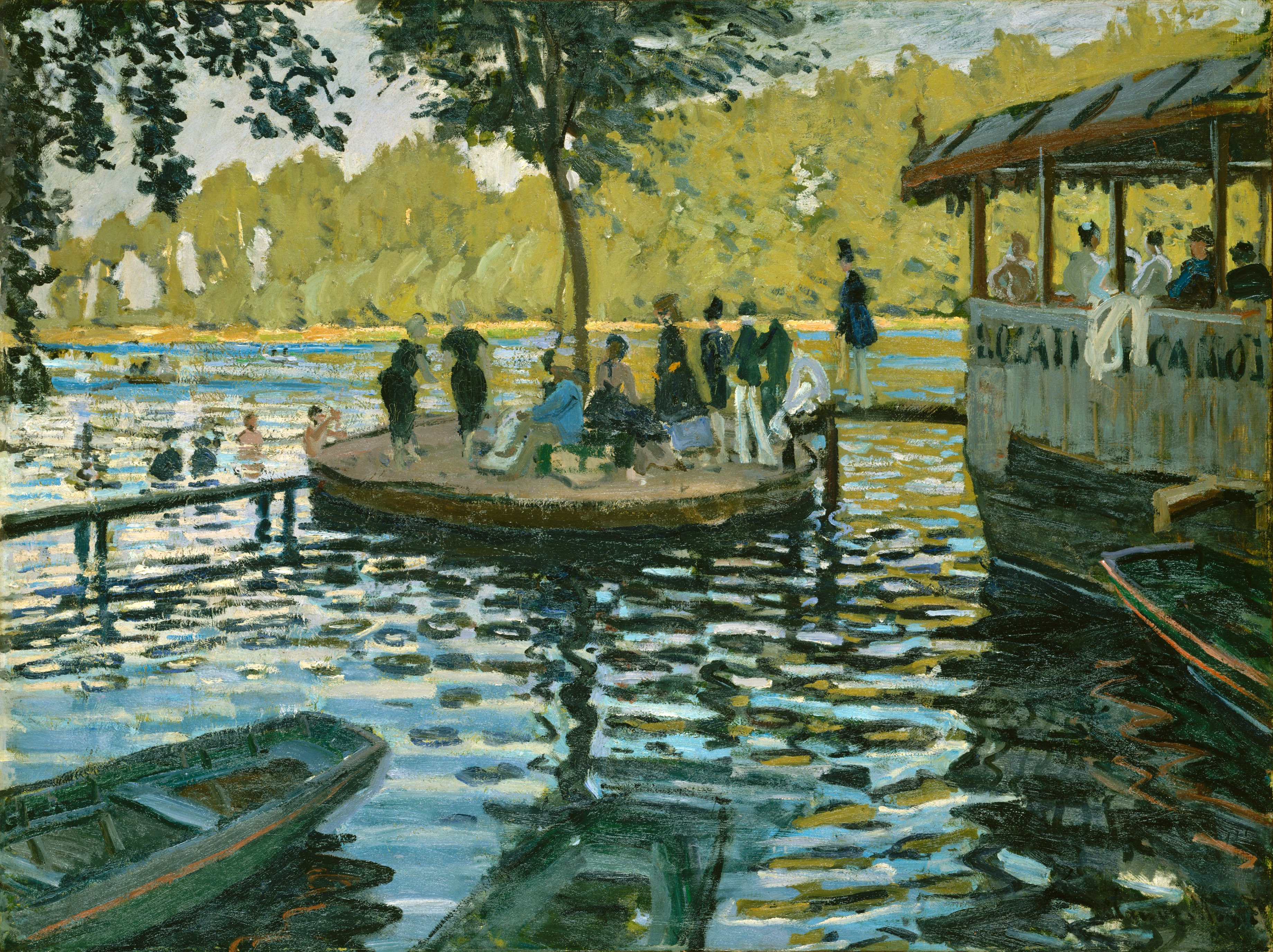
『ラ・グルヌイエール』1869年。油彩、キャンバス、74.6 × 99.7 cm。メトロポリタン美術館[76][注釈 8]（W134）。
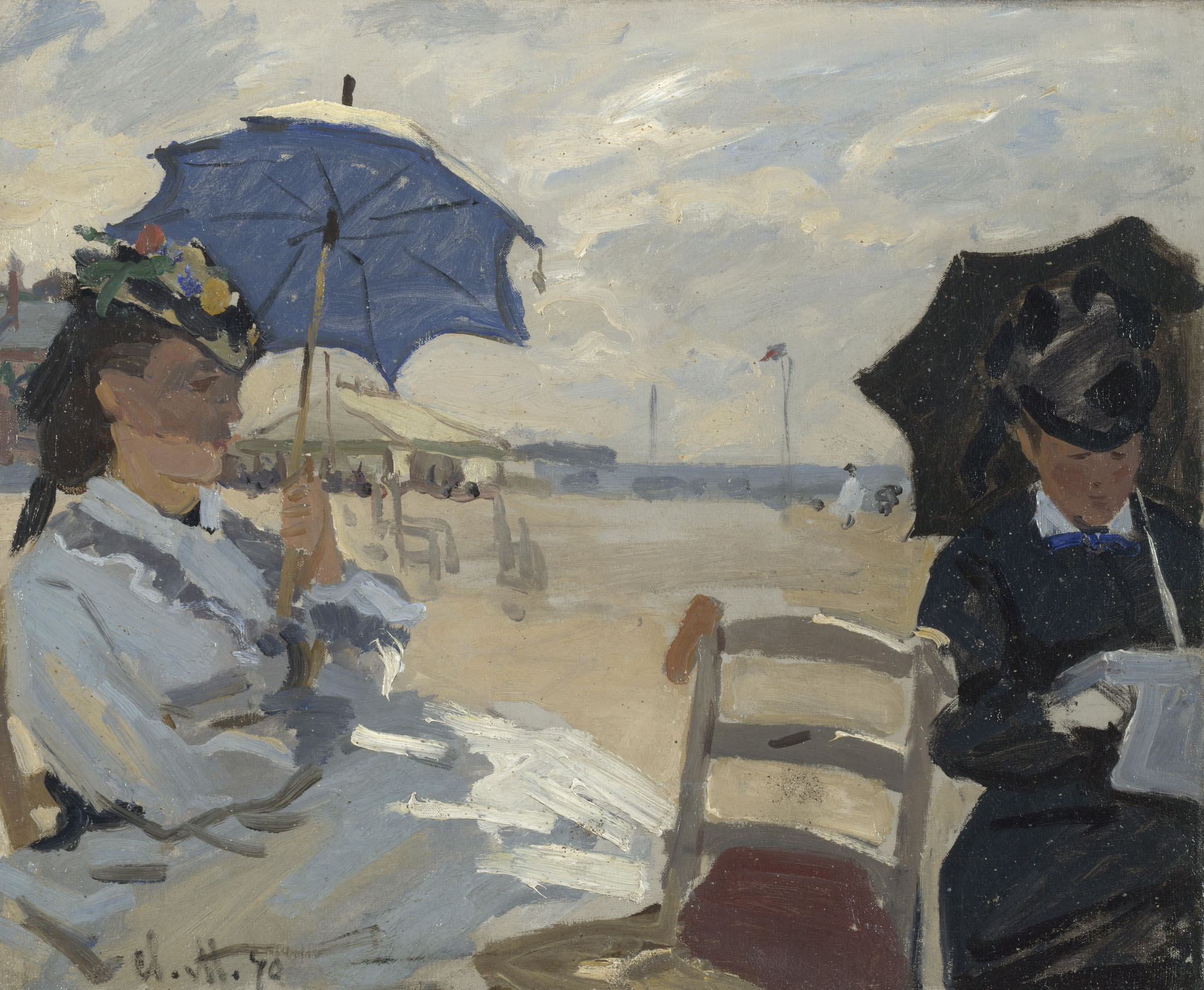
『トルヴィルの浜辺』1870年。油彩、キャンバス、38 × 46.5 cm。ナショナル・ギャラリー（ロンドン）[77]（W158）。
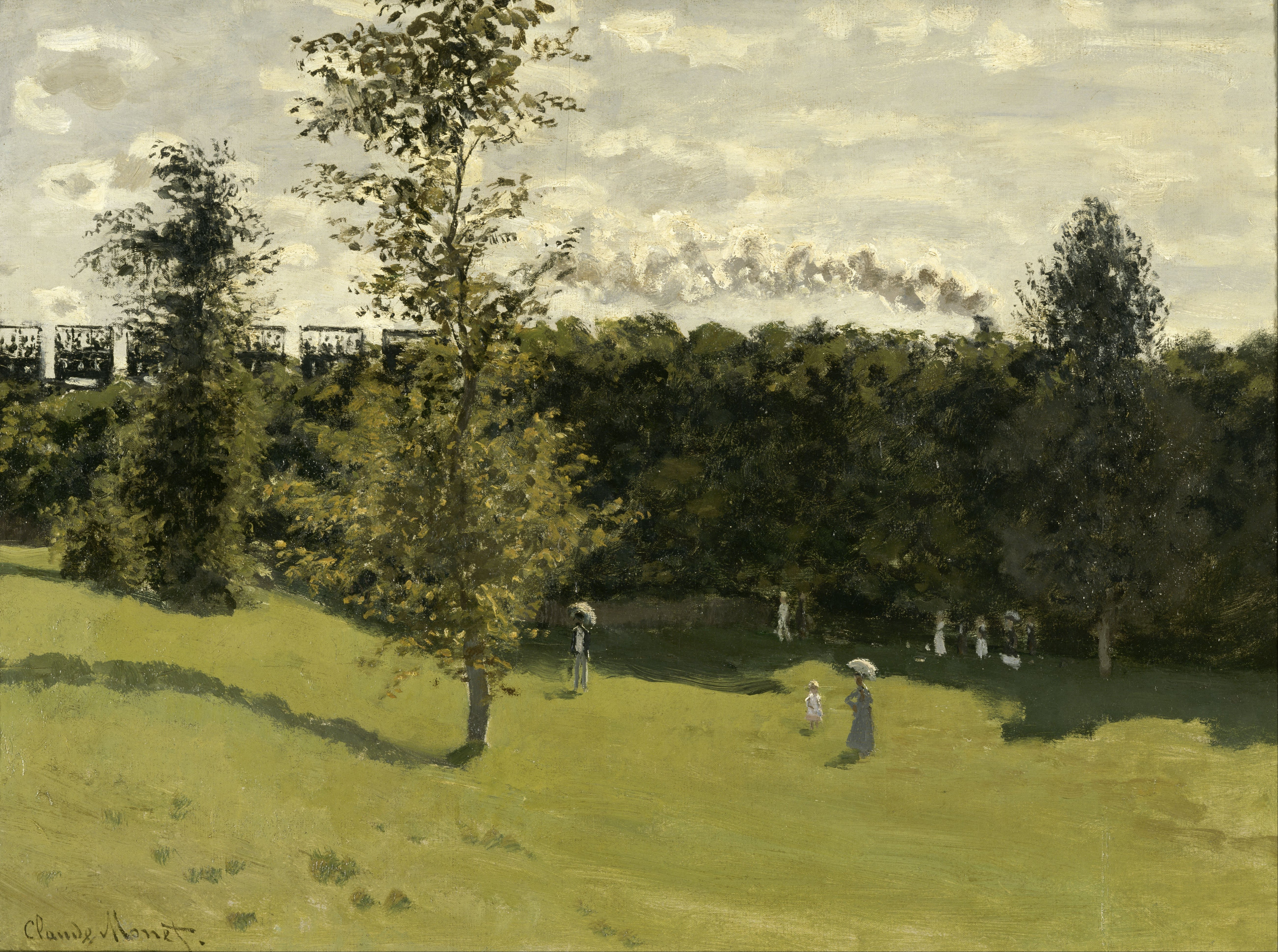
『郊外の列車』1870年ごろ。油彩、キャンバス、50 × 65 cm。オルセー美術館[78]（W153）。

### 普仏戦争、ロンドン（1870年）

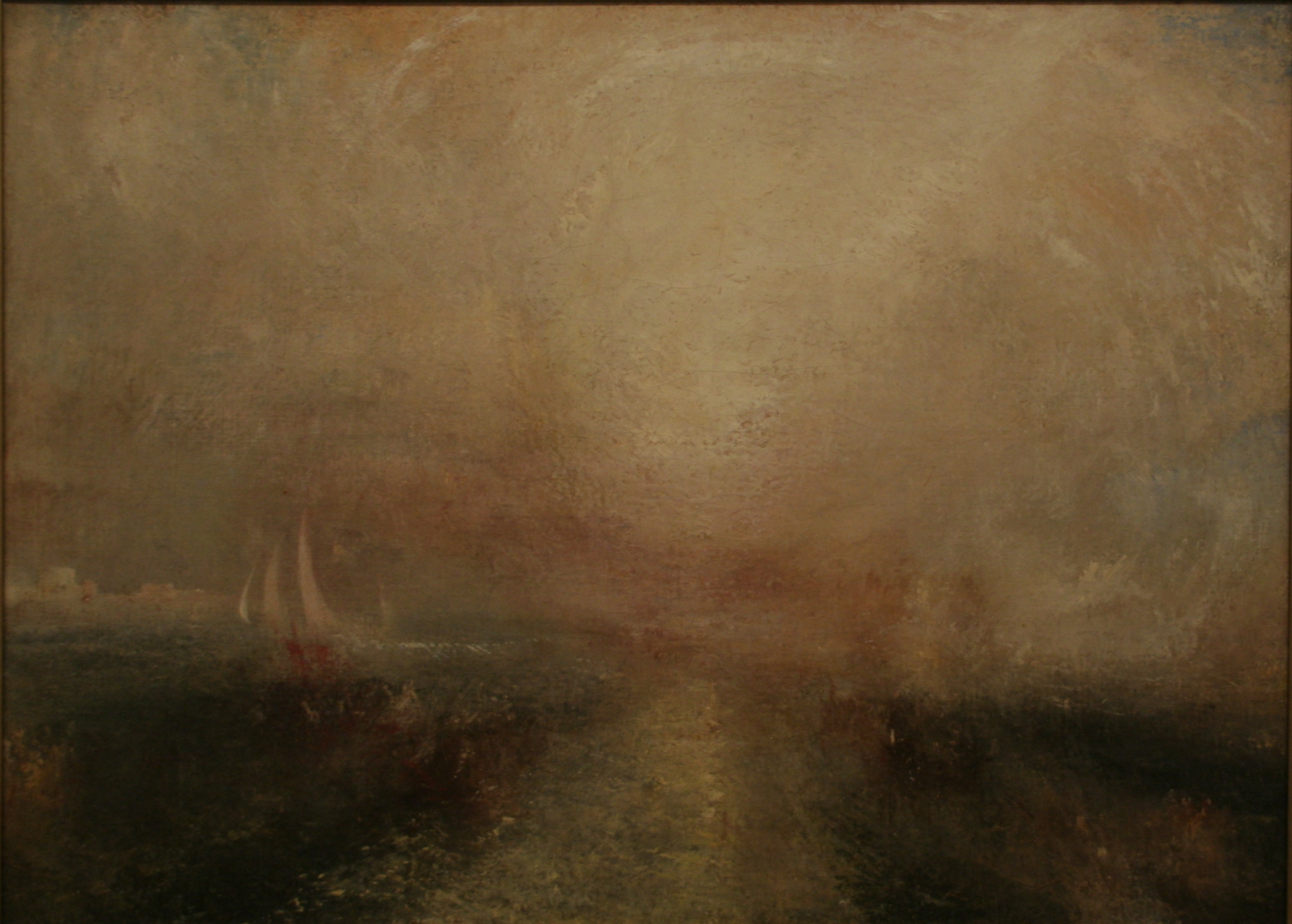
ターナー『海岸に近付くヨット』（1840 - 45年）

1870年7月、普仏戦争が勃発すると、モネは兵役を避けるため、オランダを経て、ロンドンに渡った。同じ時期、ピサロもロンドンに逃れており、2人は、イギリス風景画の第一人者ターナーやコンスタブルの作品を研究した。ターナーの描く霧の風景や、コンスタブルの描く雲の風景は、自然の移ろいゆく光を新しい感性で観察しており、印象主義の生成・発展に影響を与えたことが指摘されている。なお、この年の11月、バジールは普仏戦争に従軍して戦死している。
モネは、同じ時期に普仏戦争を避けてロンドンに滞在していたシャルル＝フランソワ・ドービニーとも親交を持った。ドービニーは、以前からモネを高く評価しており、モネの面倒をよく見た。そして、同じくロンドンに滞在していた画商ポール・デュラン＝リュエルをモネに引き合わせた。デュラン＝リュエルは、のちに印象派にとって重要な画商となっていく
ロンドンでは、室内画のほか、テムズ川、グリーン・パーク、ハイド・パークを描いた数点しか制作していない。1871年1月、モネの父親が亡くなった。モネは5月までロンドンに滞在し、そのころ普仏戦争に続くパリ・コミューンの混乱が終息に向かうと、数か月間オランダ・ザーンダムに滞在した。ザーンダムでは、港、堤防、風車、ボート、埠頭など、水に関わるモチーフの習作を制作している。同年秋になってパリに戻った。

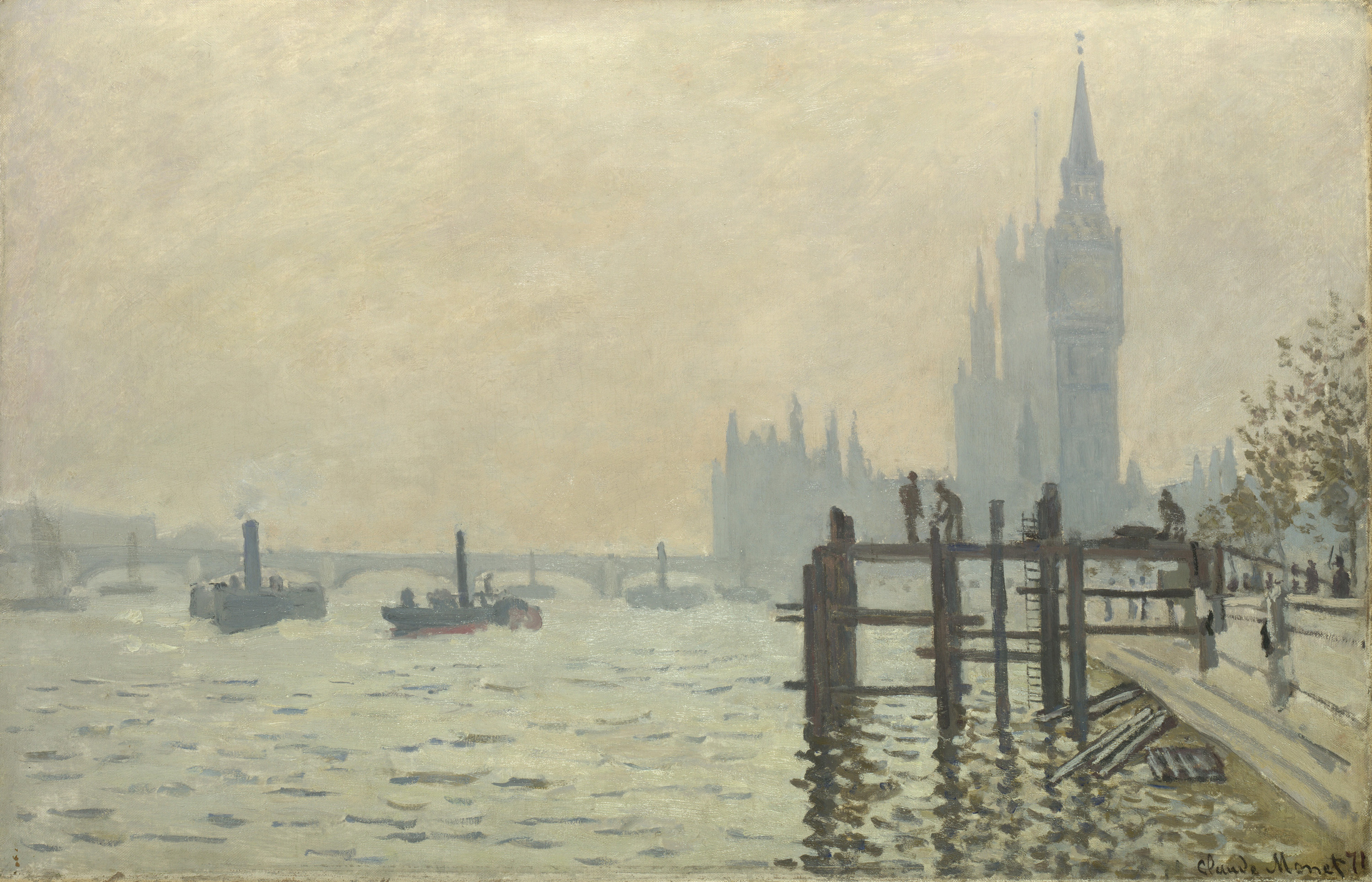
『国会議事堂下のテムズ川』1871年ごろ。油彩、キャンバス、47 × 73 cm。ナショナル・ギャラリー（ロンドン）[88]（W166）。
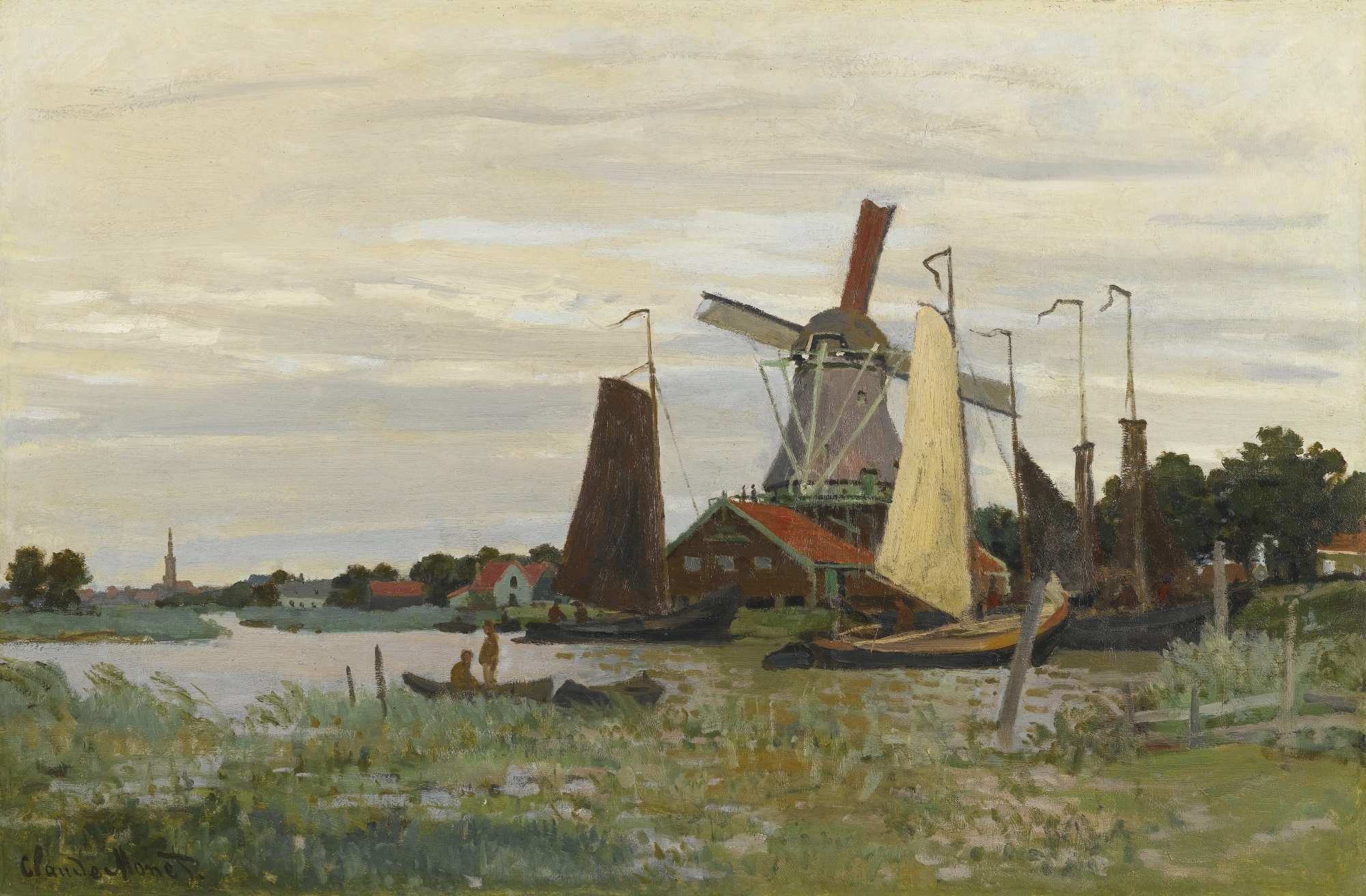
『ザーンダムの風車』1871年。50 × 75 cm。個人コレクション。

### アルジャントゥイユ（1870年代）

#### 第1回印象派展まで

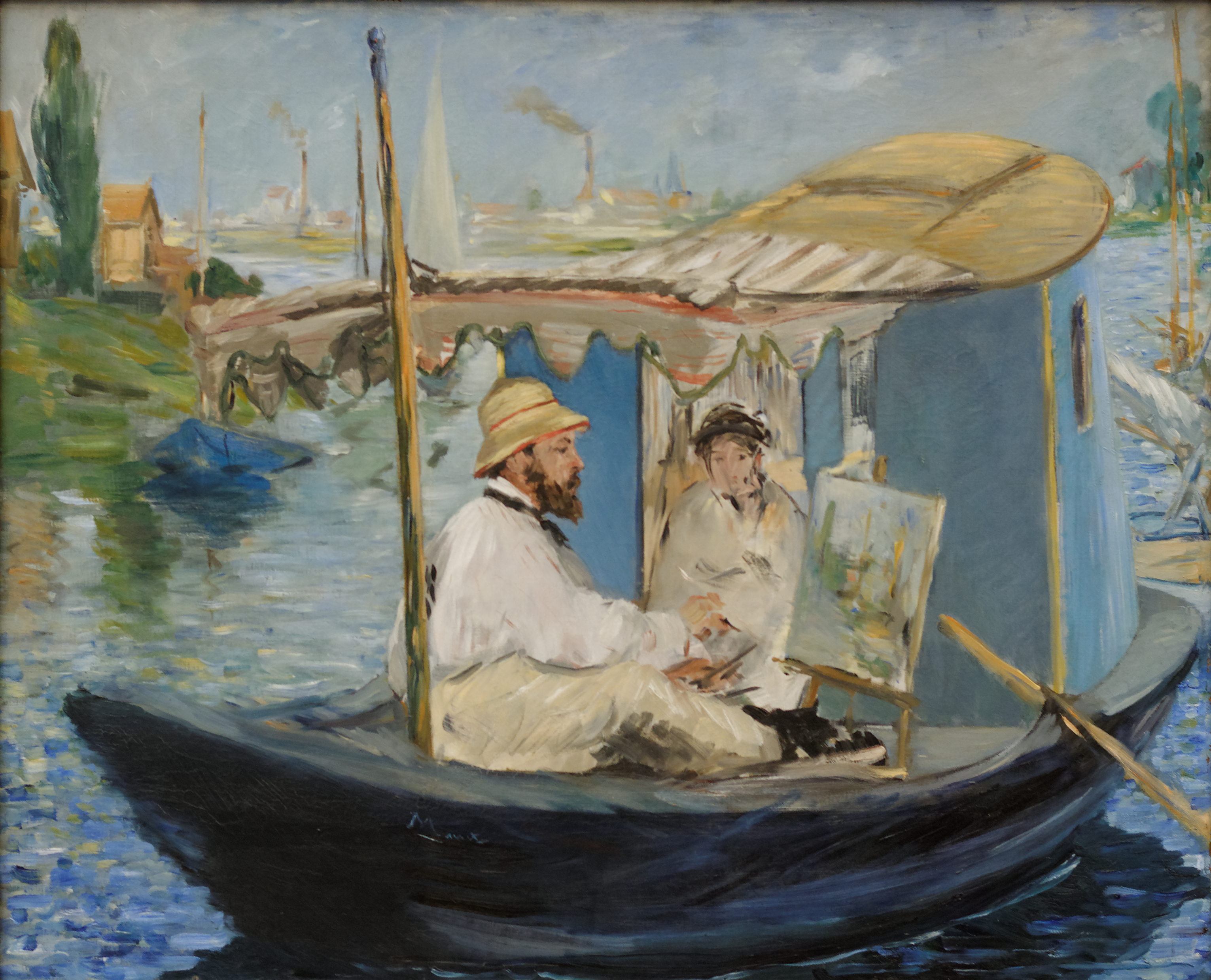
マネ『アトリエ舟で描くモネ』（1874年）

モネは、1871年12月、パリ近郊のセーヌ川に面した町アルジャントゥイユにアトリエを構えた。家を世話してくれたのは、セーヌ川の対岸ジュヌヴィリエに広大な土地を所有していたマネであった。アルジャントゥイユでは、1878年初めまでの6年あまりを過ごし、この間に約170点の作品を残している。その約半数がセーヌ河畔の風景である。この間、マネのほか、ルノワール、シスレーも頻繁にモネを訪ねた。ルノワールは、アルジャントゥイユの庭で制作するモネを描いている。
同時に、パリのサン＝ラザール駅近くにも1874年までアトリエを持ち、ルノワールとともにポンヌフの橋を描いたり、頻繁にブーダンと会ったりしていた。
1872年ごろから1874年ごろまで、第三共和政のフランスは普仏戦争後の復興期にあたり、一時的な好景気を呈していた。デュラン＝リュエルがモネの絵画を多数購入するなどして、経済的には余裕が生まれた。デュラン＝リュエルと接触のあったピサロ、シスレー、ドガとともに、1872年のサロンに作品を送っていないのは、このことも理由と思われる。1873年には、デュラン＝リュエルのほかに、銀行家のエクト兄弟、批評家テオドール・デュレといった買い手が現れた。
モネは、そのお金で小さなボートを購入し、アトリエ舟に仕立て、セーヌ川に浮かべて制作した。これにより、低い視線から刻々と変化する水面を描くことができるようになった。このアトリエ舟の発想は、水辺の画家ドービニーから学んだ可能性がある。マネがアトリエ舟で制作するモネの様子を描いており、モネ自身もアトリエ舟を作品に登場させている。
1869年と1870年のサロンに続けて落選して以来、サロンから手を引いていたモネは、ピサロ、ドガ、ルノワールらとともに、サロンとは独立した展覧会を開くという構想を持つようになった。1873年4月には、ピサロに「みんな賛成してくれている。反対なのはマネだけだ」と書き送っている。デュラン＝リュエルが、経済的に苦しくなってきて、以前のように絵を買えなくなったという事情も、この構想の早期実現を促す要素となった。

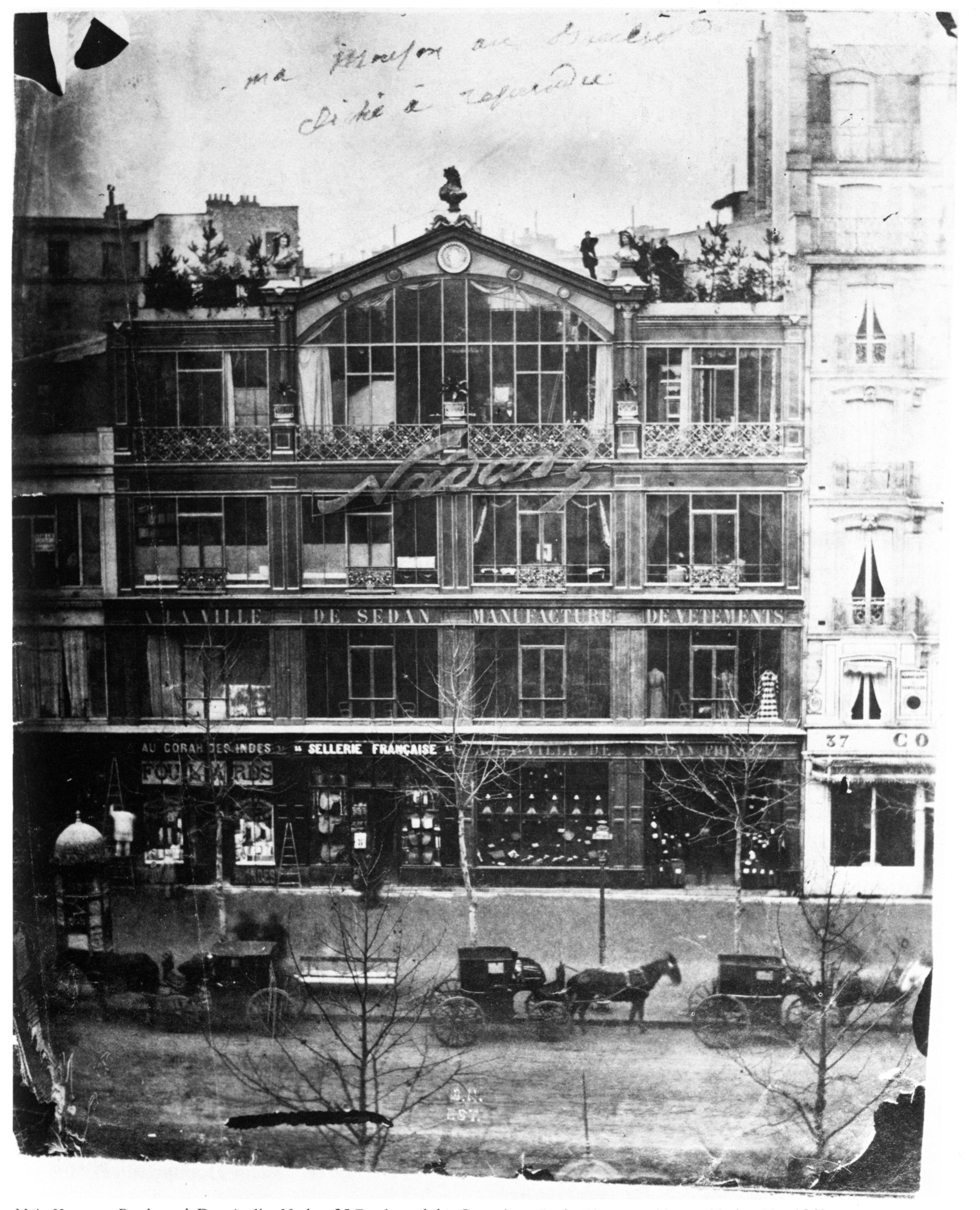
1874年（当時33歳）、第1回印象派展が行われたナダール写真館

1874年1月17日、「画家、彫刻家、版画家等の芸術家の共同出資会社」の規約が発表された。審査も報奨もない自由な展覧会を組織することなどを目標として掲げ、その設立日は1873年12月27日とされている。参加者は、絵の売却収入の10分の1を基金に入れること、展示場所は1作品ごとにくじで決めることが合意された。そして、サロン開幕の2週間前である1974年4月15日に始まり、5月15日までの1か月間、パリ・キャピュシーヌ大通りの写真家ナダールの写真館で、この共同出資会社（株式会社とも訳せる）の第1回展を開催した。のちに「第1回印象派展」と呼ばれる歴史的展覧会であり、画家30人が参加し、展示作品は合計165点ほどであった。マネは、サロンでの成功に支障が生じるのを恐れ、参加しなかった。
モネは、この第1回展に、『印象・日の出』、『キャピュシーヌ大通り』、カミーユとジャンを描いた『昼食』などの油絵5点、パステル画7点を出品した。
第1回展の開会後間もない4月25日、『ル・シャリヴァリ』紙上で、評論家ルイ・ルロワが、この展覧会を訪れた人物があまりにひどい作品に驚きあきれる、というルポルタージュ風の批評「印象派の展覧会」を発表した。この文章がきっかけで「印象主義」「印象派」という呼び名が世に知られるようになり、次第にこのグループの名称として定着し、画家たち自身によっても使われるようになった。もっとも、必ずしもルイ・ルロワが初めて使い始めた言葉ではなく、当時の批評家たちがこのグループ展を指す際、「印象」や「印象派」という言葉は共通したキーワードとなっていた。第1回印象派展の入場者は約3,500人であったが、サロンが同じ1か月間で約40万人を集めていたのとは比べるべくもなく、来場者の大半が絵を嘲笑しに来た客であった。売り上げも、メンバーが支払った会費60フランすら回収できないという惨状に終わった。共同出資会社は、同年12月に債務清算のため解散した。

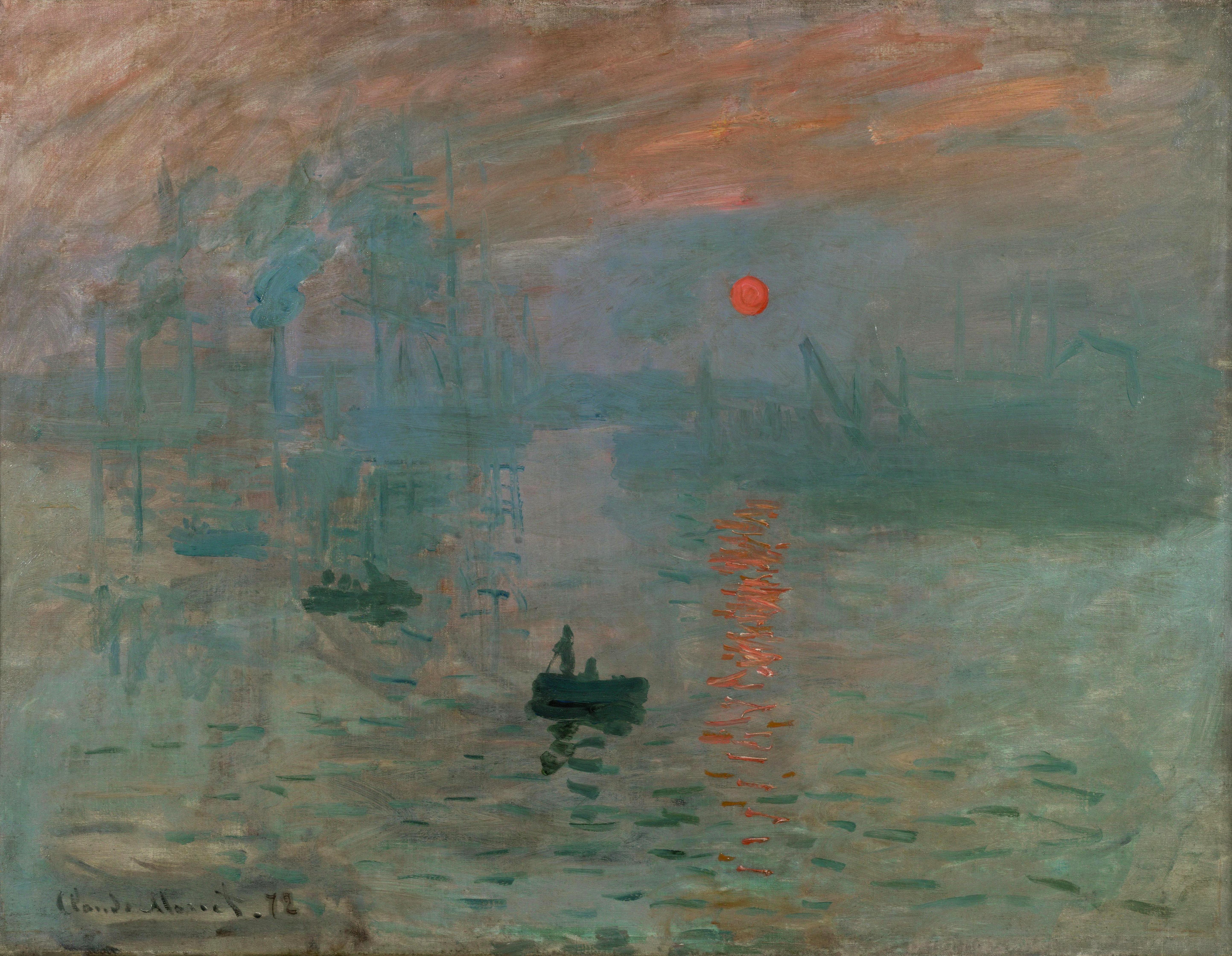
『印象・日の出』1872年。油彩、キャンバス、48 × 63 cm。マルモッタン・モネ美術館。第1回印象派展出品か[注釈 12]（W77）。
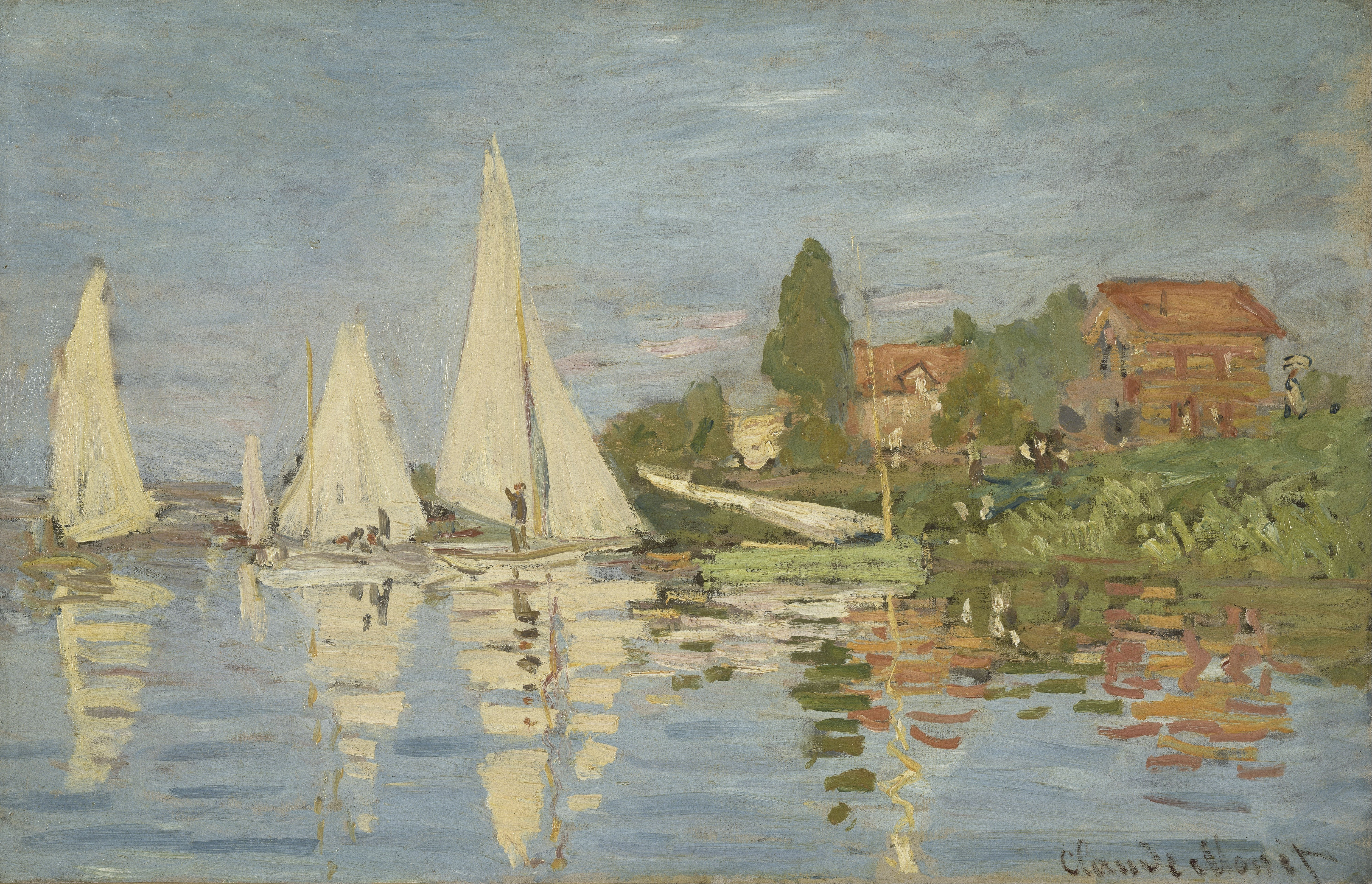
『アルジャントゥイユのレガッタ（フランス語版）』1872年ごろ。油彩、キャンバス、48 × 75 cm。オルセー美術館[91]（W233）。
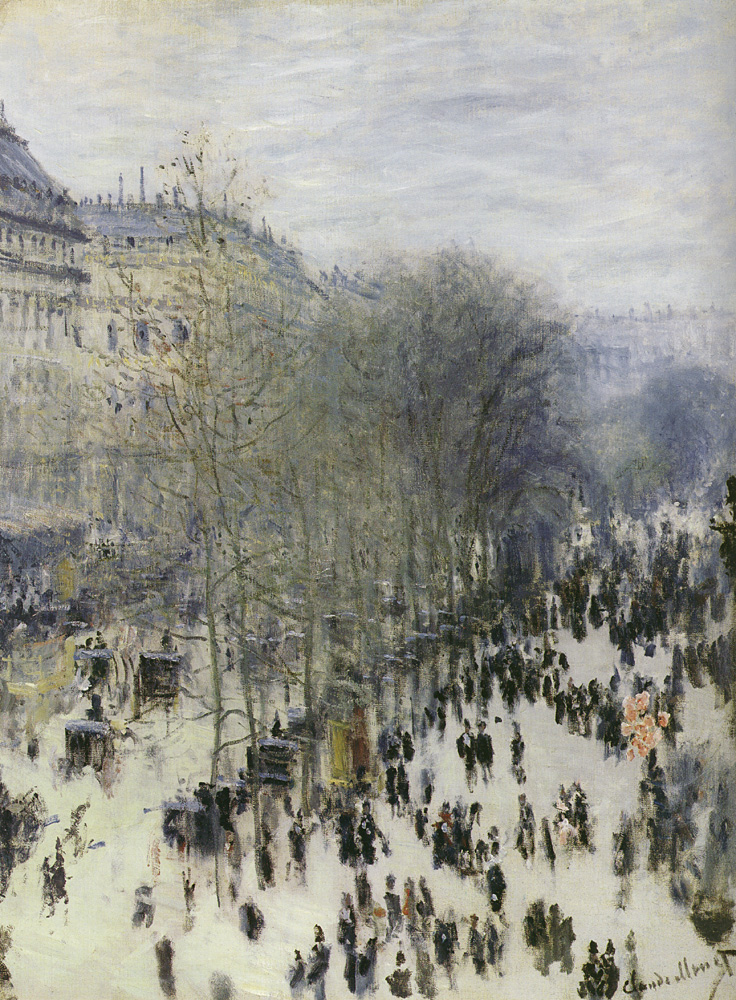
『キャピュシーヌ大通り』1873年。油彩、キャンバス、80.3 × 60.3 cm。ネルソン・アトキンス美術館（カンザスシティ）。第1回印象派展出品か[注釈 13]（W293）。
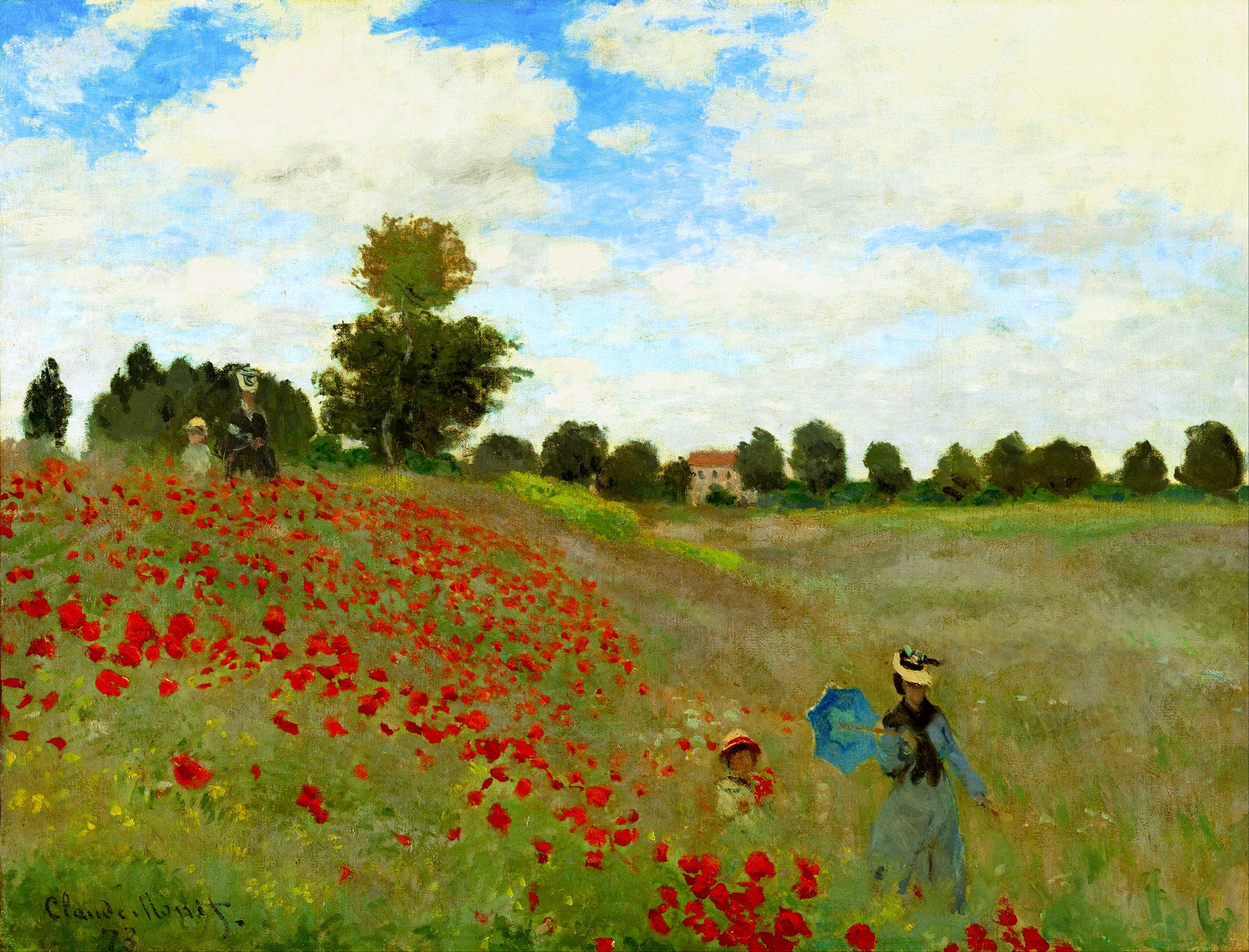
『ひなげし』1873年。油彩、キャンバス、50 × 50 cm。オルセー美術館[108]。第1回印象派展出品[109]（W274）。
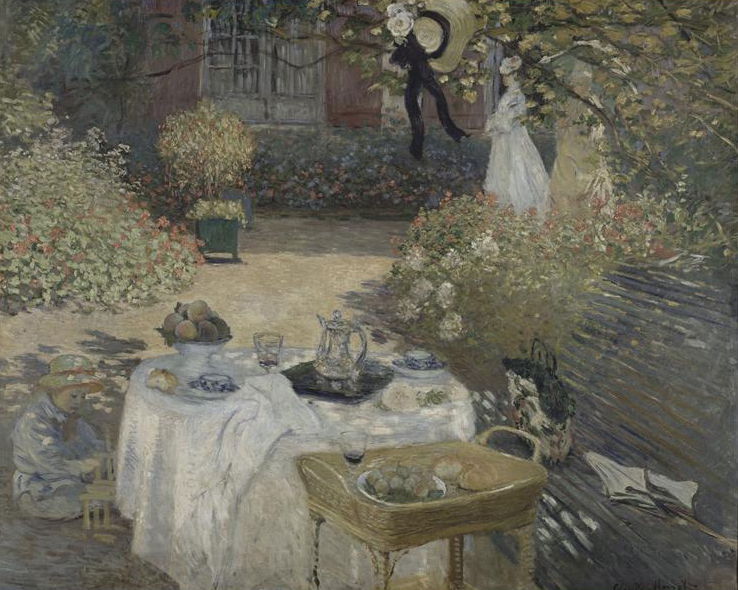
『昼食』1873年。油彩、キャンバス、160 × 201 cm。オルセー美術館。『装飾的パネル』と題されて第2回印象派展出品[110]（W285）。
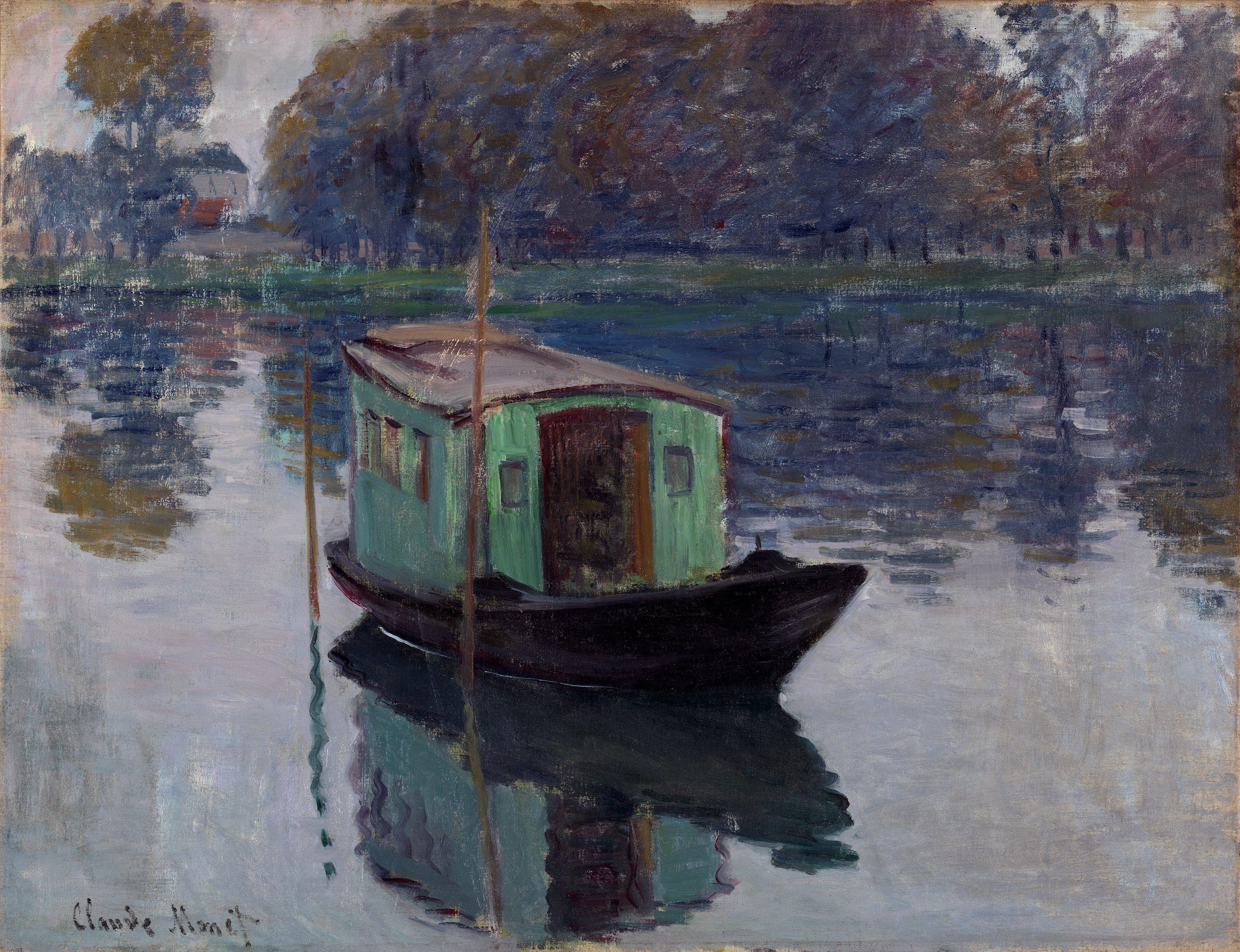
『アトリエ舟』1874年。油彩、キャンバス、50 × 64 cm。クレラー・ミュラー美術館[111]（W323）。

#### 第2回・第3回印象派展

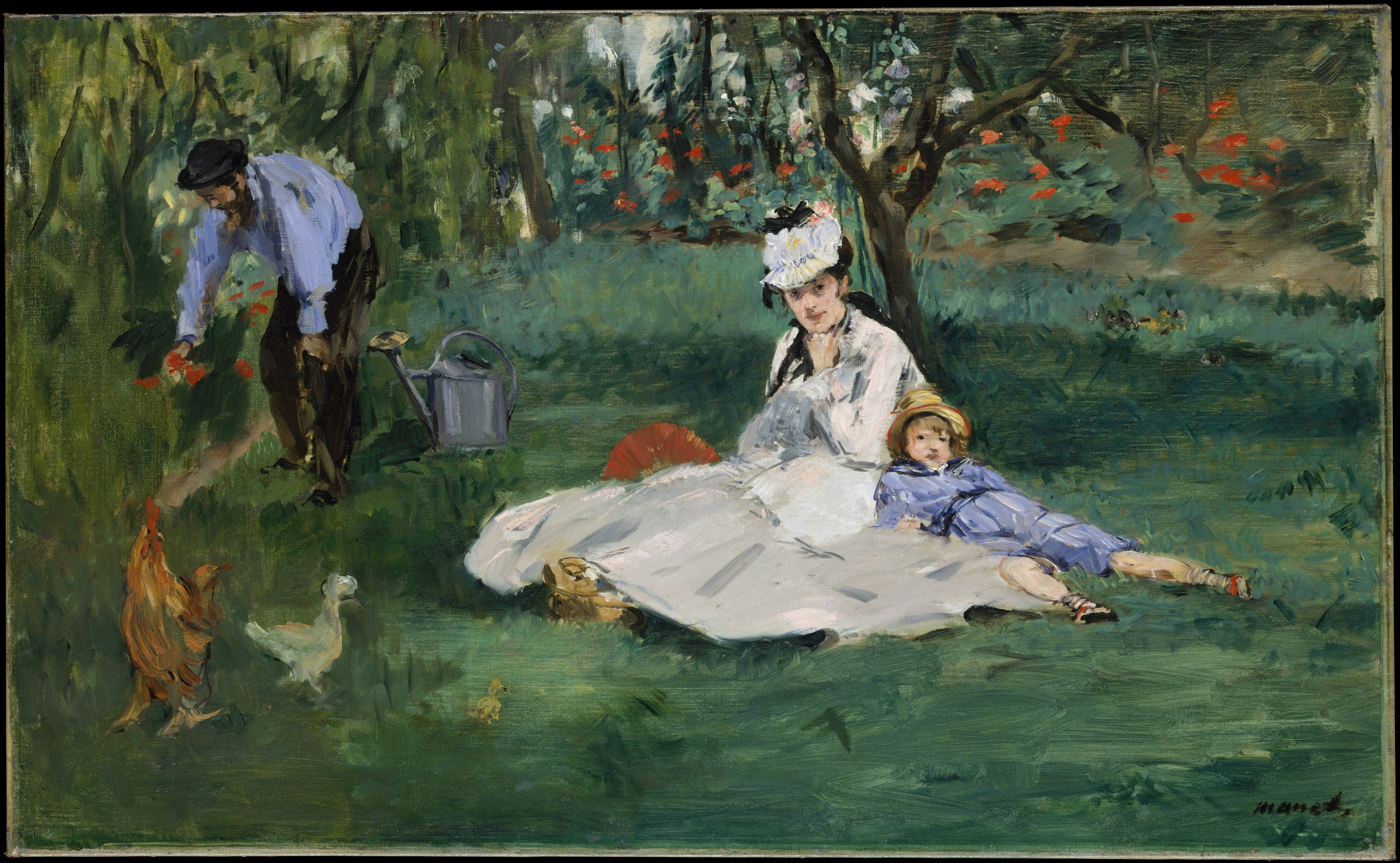
マネ『庭のモネ一家』1874年。カミーユと息子ジャン、左側にモネが描かれている。

1874年ごろから、デュラン＝リュエルがモネの絵を大量に購入することが難しくなり、第1回印象派展も失敗したため、モネは経済的な苦境に陥った。モネ、ルノワール、シスレー、ベルト・モリゾは、1875年3月、オテル・ドゥルオで多数の作品を競売にかけざるを得なくなったが、参加者に嘲笑され、無残な結果に終わった。モネは、マネに「もし苦境を脱することができなければ、僕の絵具箱はずっと閉じられたままになるでしょう」という手紙を送り、マネはこれに応じてモネを援助した。また、モネの作品を個人的に購入するバリトン歌手ジャン＝バティスト・フォール、実業家エルネスト・オシュデ、税官吏ヴィクトール・ショケなどの収集家・愛好家も現れてきた。オテル・ドゥルオの競売でルノワールを知った収集家ジョルジュ・シャルパンティエは、1879年に「ラ・ヴィ・モデルヌ（近代生活）」誌を創刊して、印象派の普及に貢献した。
1876年4月、第2回印象派展がデュラン＝リュエル画廊で開かれた。モネは18点を出品した。ここでは、日本の着物を着けた妻カミーユをモデルにした『ラ・ジャポネーズ』を出品している。着物のほかにも、扇子を持ったり、うちわが壁に飾られていたりして、典型的なジャポネズリー（日本趣味）の作品である。この絵は、第2回展で好評を博し、2,000フランで売れたものの、モネの経済的困窮が解消したわけではなかった。
新聞の評価は、第1回展のときよりは好意的であった。ゾラは、「クロード・モネこそは、おそらくこのグループのリーダーだろう。彼の筆さばきは素晴らしく、際立っている」との評を寄せた。また、画家ギュスターヴ・カイユボット、医師ジョルジュ・ド・ベリオといったモネの購入者・支援者も現れた。それでも一般の人々の反感は根強く、批評家アルベール・ヴォルフは「フィガロ」紙で、第2回展について「これら自称芸術家たちは、自ら『革新派』または『印象派』と名乗り、キャンバスと絵具を手にすると、手当たり次第に色彩を投げつけ、そしてそれら全部に、堂々と署名するのだ……。そこには、完全な発狂状態にまで達した人間の虚栄心の恐ろしい姿が見られる」と酷評した。
1876年夏から秋にかけて、エルネスト・オシュデの邸宅であるモンジュロンのロッテンブール館に滞在し、その居間を飾るための『七面鳥』など4点を制作した。エルネストの妻アリス・オシュデは、1877年8月20日に第6子ジャン＝ピエールを生むが、彼はモネの子ではないかとも言われている。モネは、相変わらず経済的困窮が続き、ゾラやシャルパンティエを含め、限られた支援者たちに度々資金援助の依頼をしている。
1877年初めには、パリのサン＝ラザール駅近くのモンシー街に部屋を借り、一つの駅を主題としながら、異なった視点から異なった時刻に描いた12点の連作に取り組んだ。これは、のちの『積みわら』や『ルーアン大聖堂』連作につながっていくものであった。サン＝ラザール駅は、アルジャントゥイユへの列車が発着する駅で、モネは日頃からこの駅を利用していた。鉄道は、マネや印象派の画家が追求した近代性を象徴する主題であった。その年4月の第3回印象派展には、『サン＝ラザール駅』8点のほか、テュイルリー庭園、モンソー公園を描いた作品を出品した。美術批評家ジョルジュ・リヴィエールは、第3回展参加者18名を紹介する小冊子『印象派』を刊行し、とりわけサン＝ラザール駅の連作に賛辞を送った。
このころ、アルジャントゥイユでの生活に出費がかさんだこともあり、モネは借金に追われ、家具の競売を求められる状況に陥った。そのうえ、妻カミーユが病気に倒れた。モネは地主に『草上の昼食』を借金の担保に引き渡して、1878年1月17日、アルジャントゥイユを去った。そして、数か月間は、パリのエダンブール街に滞在した。3月17日、カミーユとの間の二男、ミシェルが生まれた。しかし出産後、カミーユの健康状態はさらに悪化していった。その春、テオドール・デュレは、『印象派の画家たち』と題する小冊子を出版し、モネ、シスレー、ピサロ、ルノワール、ベルト・モリゾの5人を印象派グループの先導者として選び出し、解説を書いた。

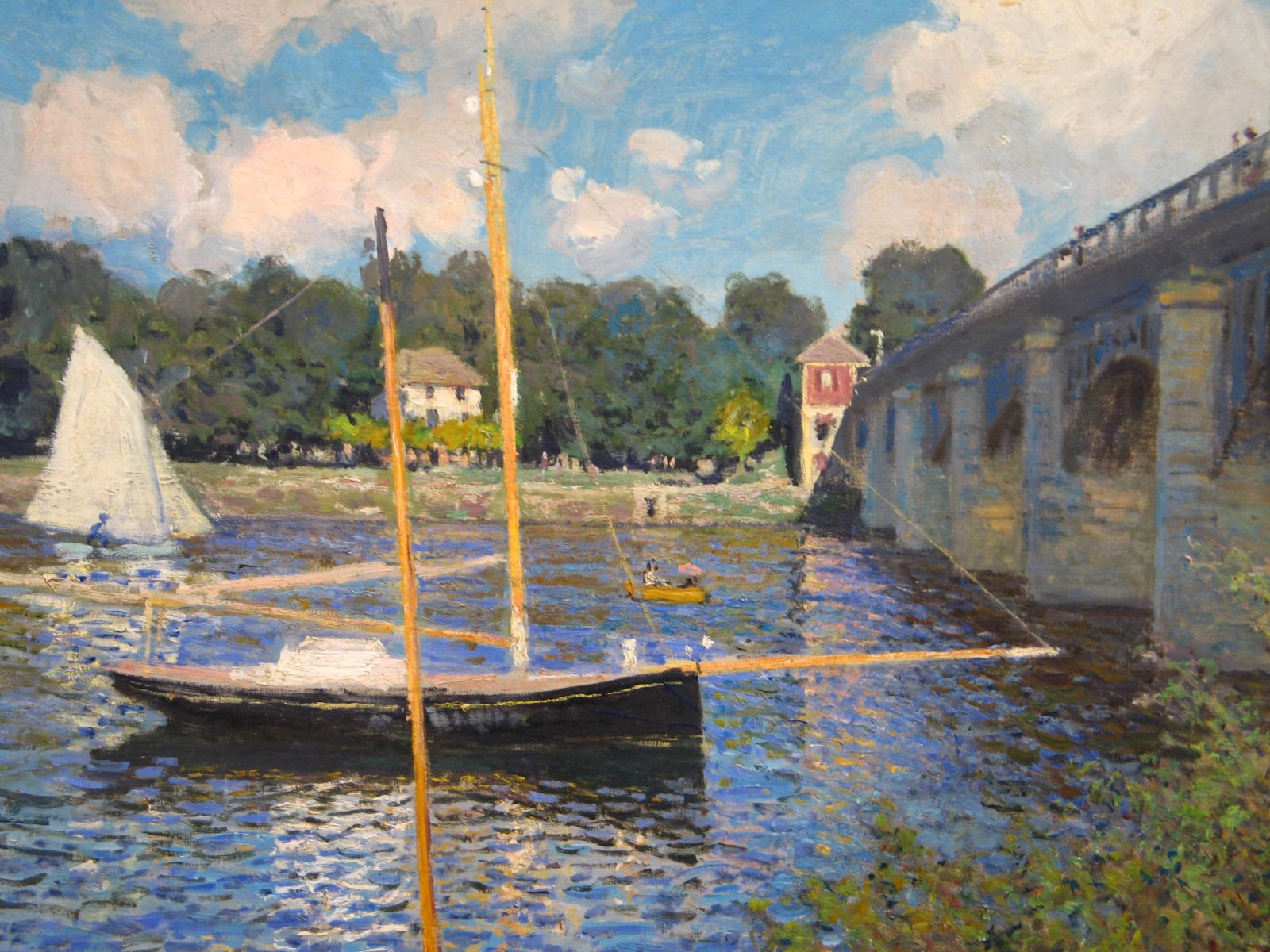
『アルジャントゥイユの橋』1874年。油彩、キャンバス、60 × 79.7 cm。ナショナル・ギャラリー（ワシントンD.C.）[133]（W312）。
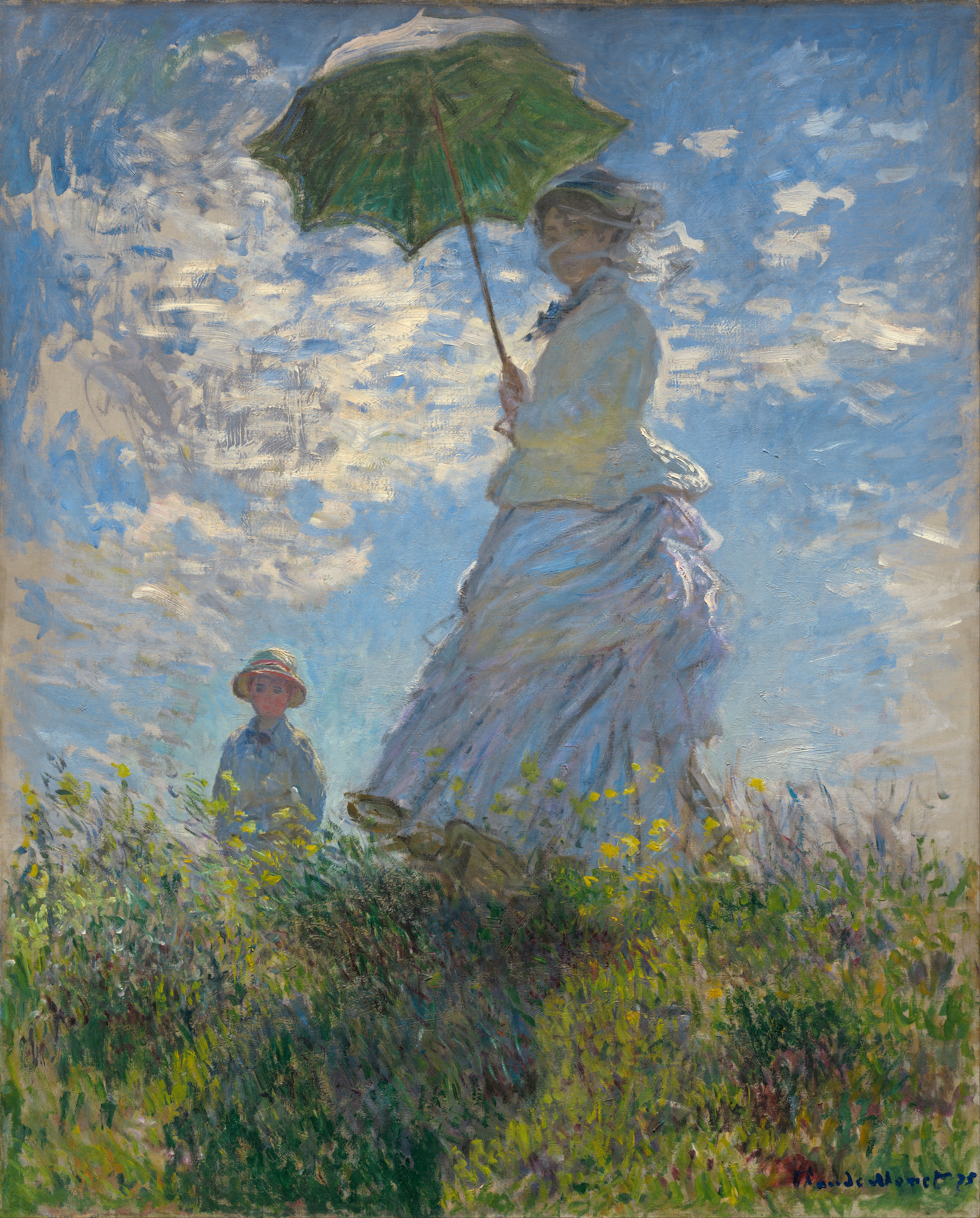
『散歩、日傘をさす女性』1875年。油彩、キャンバス、100 × 81 cm。ナショナル・ギャラリー（ワシントンD.C.）[134]。第2回印象派展出品[135]（W381）。
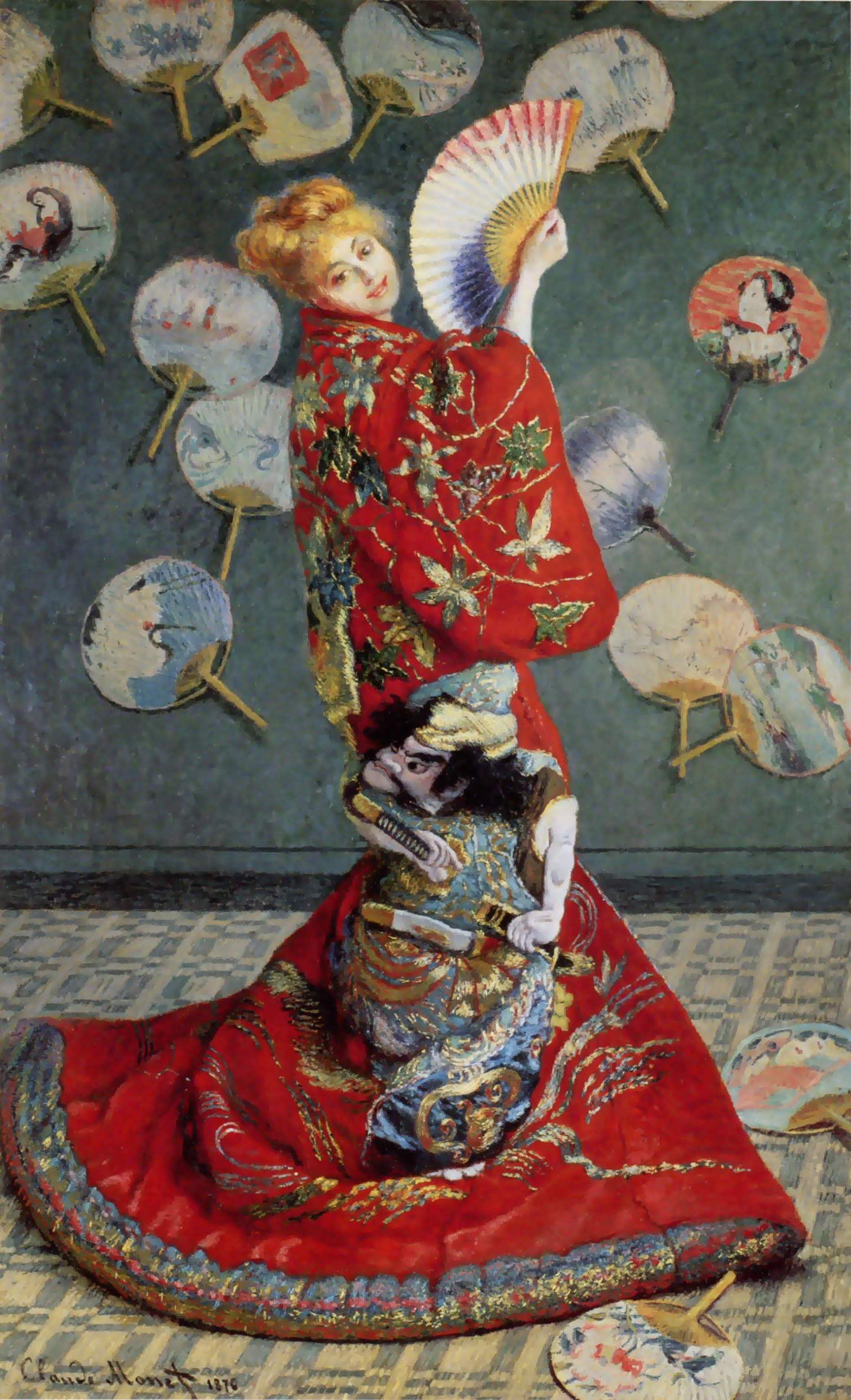
『ラ・ジャポネーズ』1876年。油彩、キャンバス、231.8 × 142.3 cm。ボストン美術館[117]。第2回印象派展出品[136]（W387）。
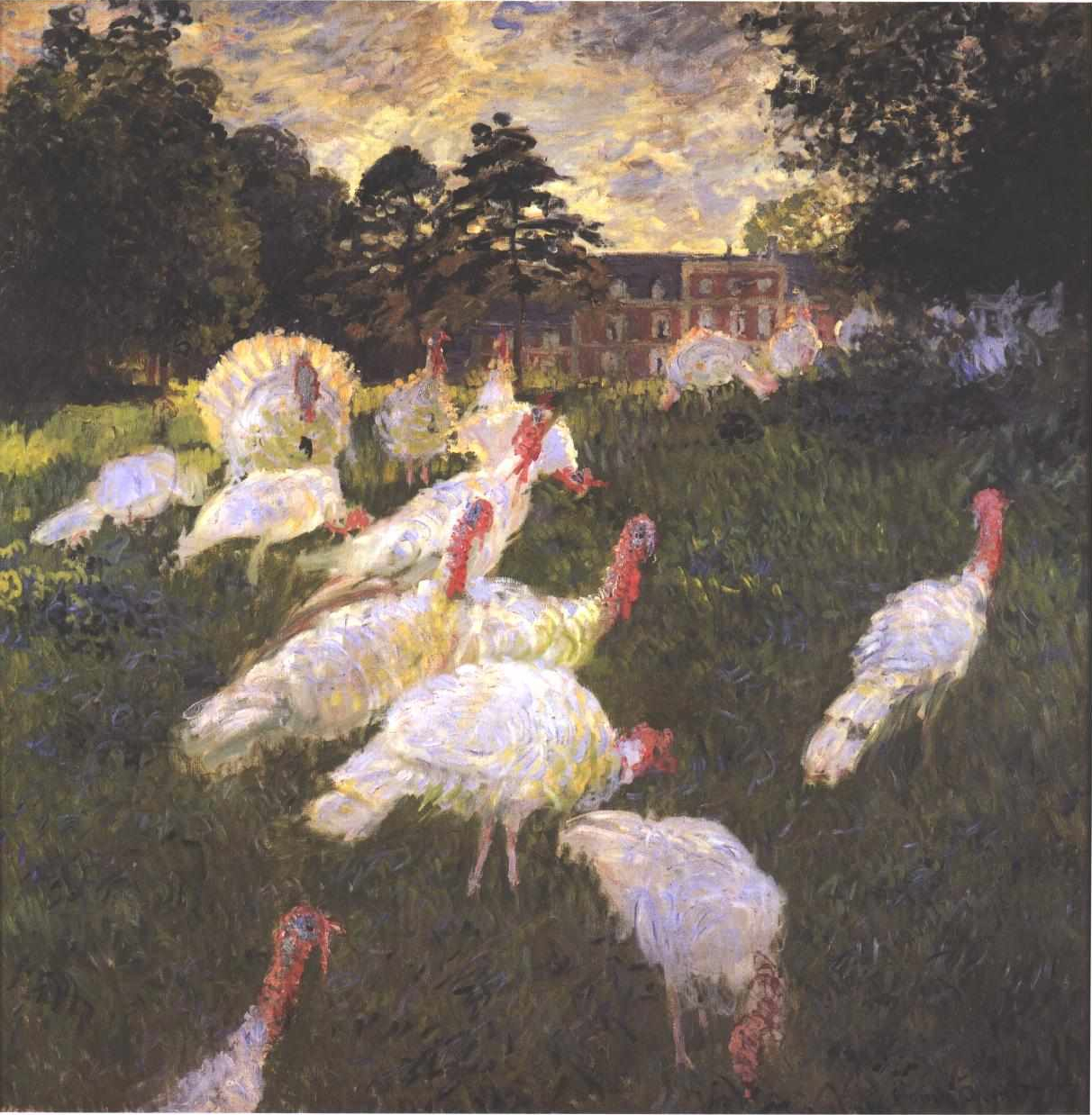
『七面鳥』1877年。油彩、キャンバス、174 × 172.5 cm。オルセー美術館。第3回印象派展出品[137]（W416）。
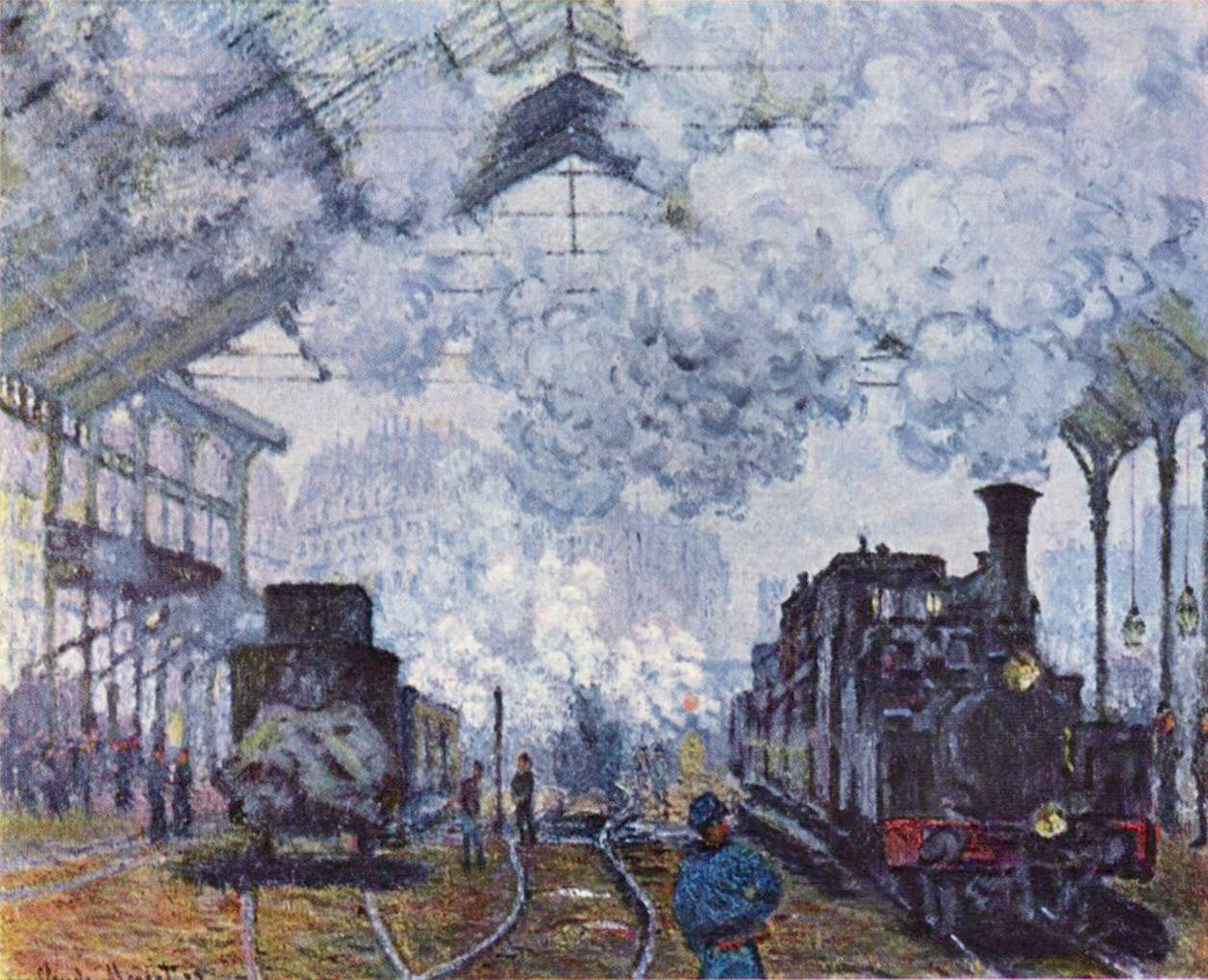
『サン＝ラザール駅：列車の到着』1877年。油彩、キャンバス、83 × 101.3 cm。フォッグ美術館（米ケンブリッジ）[138]（W439）。
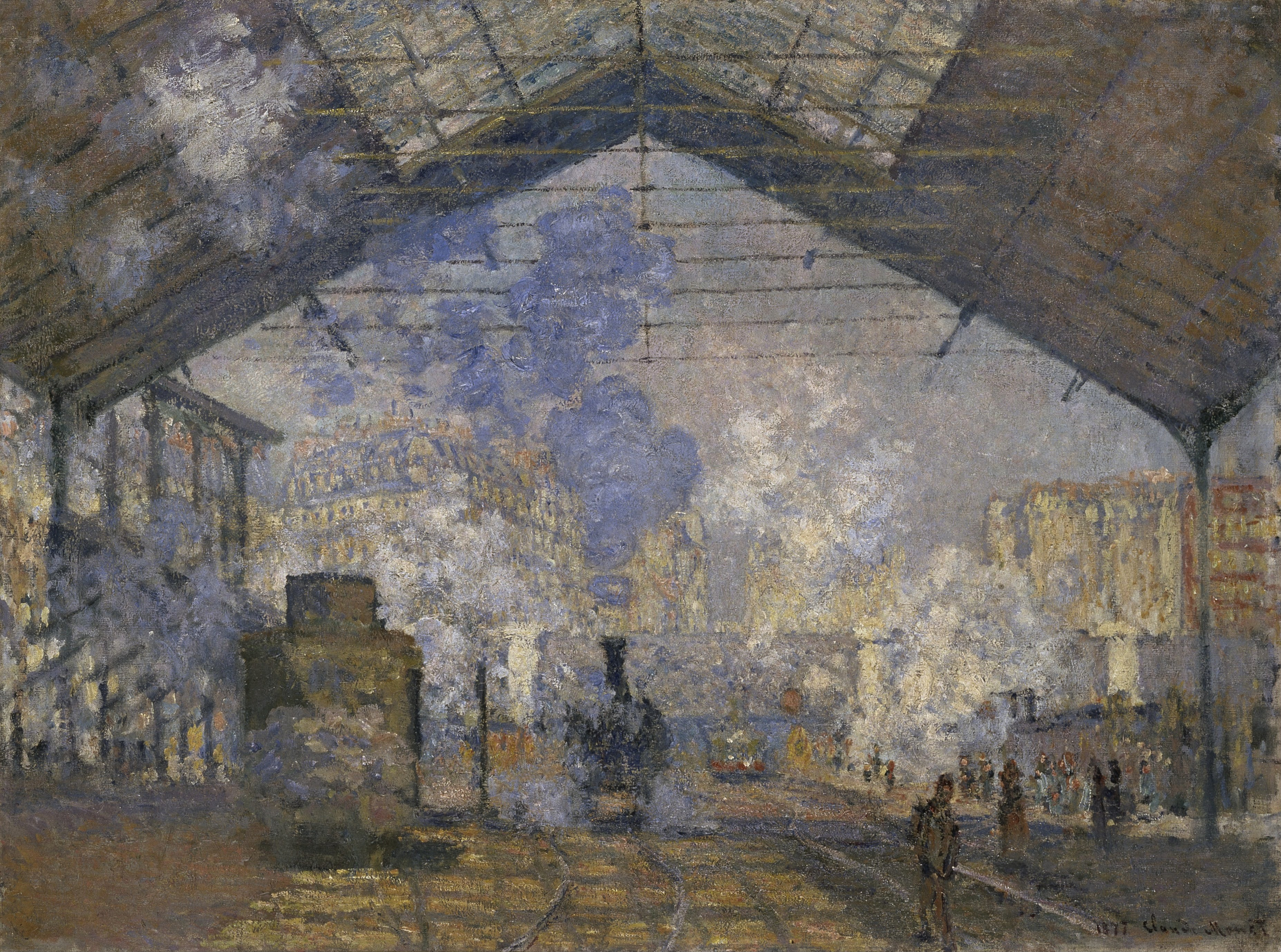
『サン＝ラザール駅』1877年。油彩、キャンバス、75 × 104 cm。オルセー美術館。第3回印象派展出品[139]（W438）。
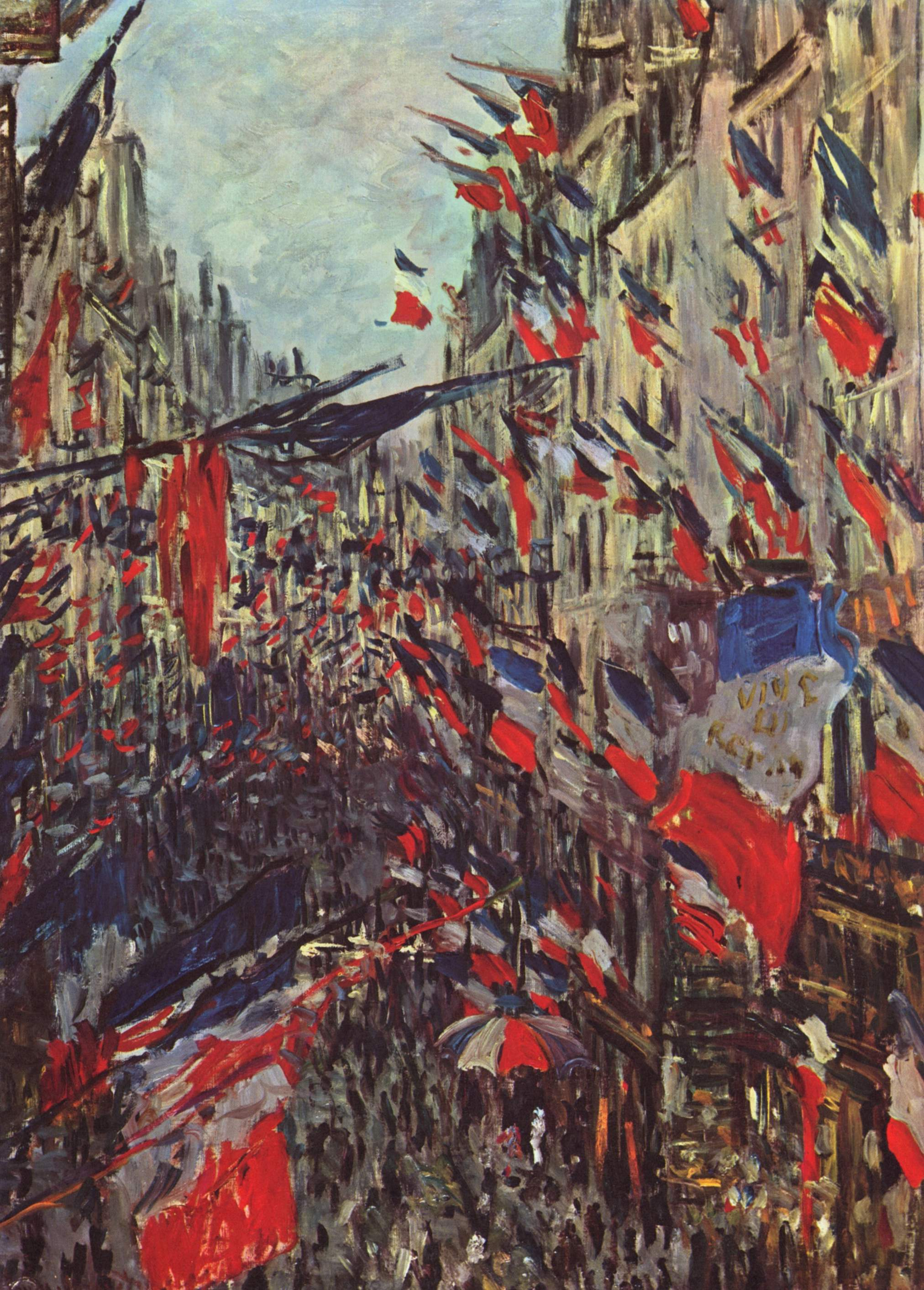
『サン＝ドニ街、1878年6月30日の祭日』1878年。油彩、キャンバス、76 × 52 cm。ルーアン美術館[140]。第4回印象派展出品[141]（W470）。

### ヴェトゥイユ（1878年 - 1881年）

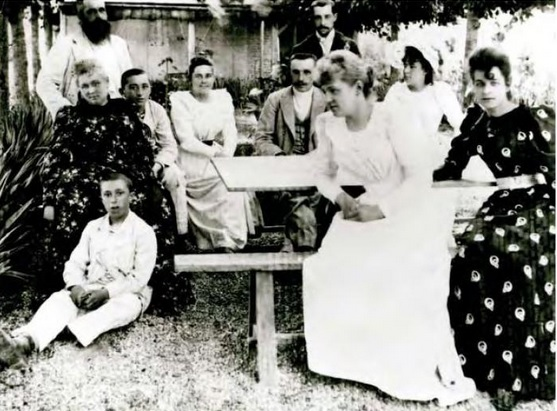
1880年ごろのモネとオシュデ一家。モネ（左奥）、アリス（その手前）、ミシェル・モネ（左手前）、ジャン＝ピエール（アリスの右後ろ）、ブランシュ（その右）、ジャン・モネ（その右）、ジャック（その後ろ）、マルト（その手前）、ジェルメーヌ（右後ろ）、シュザンヌ（右端）。

モネ一家は、1878年9月、マネから引っ越し費用を借りて、セーヌ川の50キロほど下流にある小さな村ヴェトゥイユに移った。ちょうどこのころ、モネのパトロンであったエルネスト・オシュデは、破産して住むところを失っていた。オシュデは、妻アリス・オシュデと6人の子ども（マルト、ブランシュ、シュザンヌ、ジェルメーヌの姉妹4人、ジャック、ジャン＝ピエールの兄弟2人）とともに、ヴェトゥイユのモネの家で同居生活を送ることになった。
ヴェトゥイユ時代には、印象派の仲間たちとの間は疎遠になっていった。グループ内では特に、印象派展の売れ行きが思わしくない中、サロンに応募するか否かという点は深刻な対立点となった。ドガが、サロンに応募する者はグループ展に参加させないことを強く主張していたのに対し、ルノワールは1878年にサロンに応募し、モネも、グループ展が作品の販売を妨げていると考えるようになった。1879年4月の第4回印象派展は、ドガが中心となって開催し、モネは当初出品を断ったが、ギュスターヴ・カイユボットが所蔵者からモネの作品29点を借り集めて出品した。モネは、第4回展への出品に同意した理由について、「気は進まなかったが、裏切り者と思われたくなかったから」と述べている。第4回展では、初めて利益が出て、1人439フランの配当金が与えられた。
経済的には依然として苦しく、妻カミーユと子供の病気が重なり、ヴェトゥイユの大家族は、食糧も暖房もない生活を強いられた。1879年9月5日、カミーユが32歳で亡くなった。モネはこのとき、『死の床のカミーユ』を制作している。妻を失ったモネは、ピサロに「君はほかの誰よりも僕の悲しみを分かってくれるだろう。徹底的に打ちのめされ、再び生きる気力もなく、2人の子どもを連れてどのように暮らしていけばいいのか、皆目分からない」と書いている。
その後、エルネスト・オシュデはパリに仕事に出ていったが、妻アリス・オシュデはヴェトゥイユに留まり、モネの2人の子、ジャンとミシェルの面倒も見た。モネとアリスとの関係は深まっていった。
1879年から1880年にかけての冬は異例の寒さとなり、セーヌ川が完全に結氷し、その後、激しい勢いで解氷した。モネはこの現象に強く興味を引かれ、描く時間や角度の違いによる光の変化を絵にすることに夢中になった。
1880年のサロンには、10年ぶりに出品した。長年サロン審査に反抗していたモネがサロンへの出品を決意した理由には、前年のサロンでルノワールが初めて高い評価を得たことに加え、経済的に逼迫する中、入選すれば画商ジョルジュ・プティが作品を購入してくれるかもしれないという期待もあった。モネが提出した2点のうち、比較的伝統的なスタイルで描いた『ラヴァクール』だけは入選したが、壁の上の方の不利な場所に展示された。ゾラは「10年もたたないうちに、彼は認められ、報いられるだろう」と評価したが、作品が手早く描かれすぎているとの批判も加えた。一方、モネは、第5回印象派展への出展は拒否した。モネがサロンに出品したことで、印象派グループの解体は決定的になった。ドガは、モネを裏切り者として非難した。このころルノワールは、印象主義的作品から、明確な輪郭線と形態を持つ作品に回帰し、シスレー、セザンヌとともにサロンに応募していた。印象派展に残ったピサロはジョルジュ・スーラの新印象主義に接近しており、印象派のスタイル自体が変容を迎えていた。モネは、印象派展に加わったジャン＝フランソワ・ラファエリや、ポール・ゴーギャンに対して、非常に低い評価を与えていた。第5回展は、もはや印象派展とはいいがたいものとなった。
1880年6月、『ラ・ヴィ・モデルヌ』誌のギャラリーで、初めてモネの個展が開かれ、『解氷』などヴェトゥイユの風景画を中心とする17点が展示された。作品数点が売れた。新聞の評価は好意的で、ポール・シニャックら若い画家たちにとって、モネは英雄的な存在になりつつあった。
フランスの景気が回復する中、デュラン＝リュエルが経済的に立ち直り、1881年初め、モネとの間で定期的に大量の絵を購入する契約を結んだ。これにより、モネの経済的基盤は安定した。同年4月の第6回印象派展やサロンには出品する必要を見なかった。

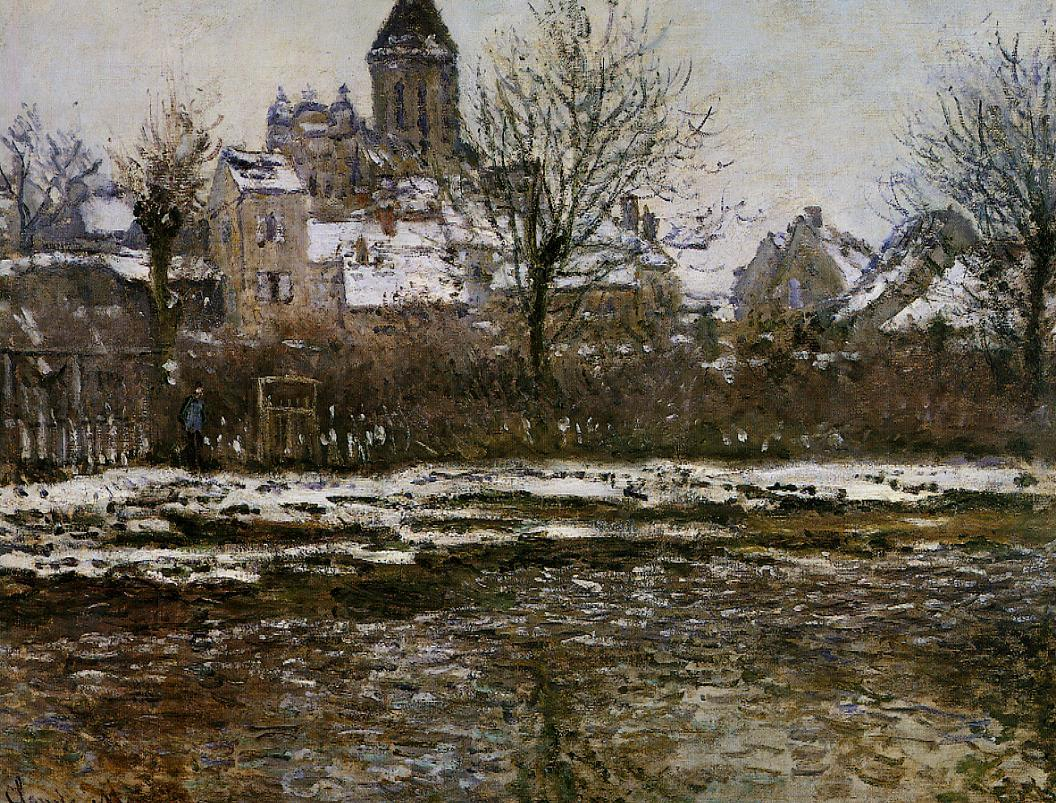
『ヴェトゥイユの雪の効果』1878 - 79年。油彩、キャンバス、52.5 × 71 cm。オルセー美術館[161]（W506）。
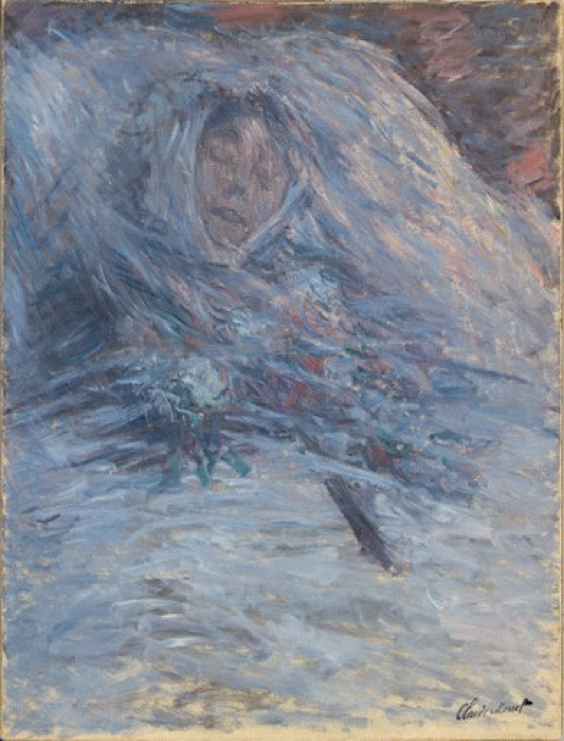
『死の床のカミーユ』1879年。油彩、キャンバス、90 × 68 cm。オルセー美術館[162]（W543）。
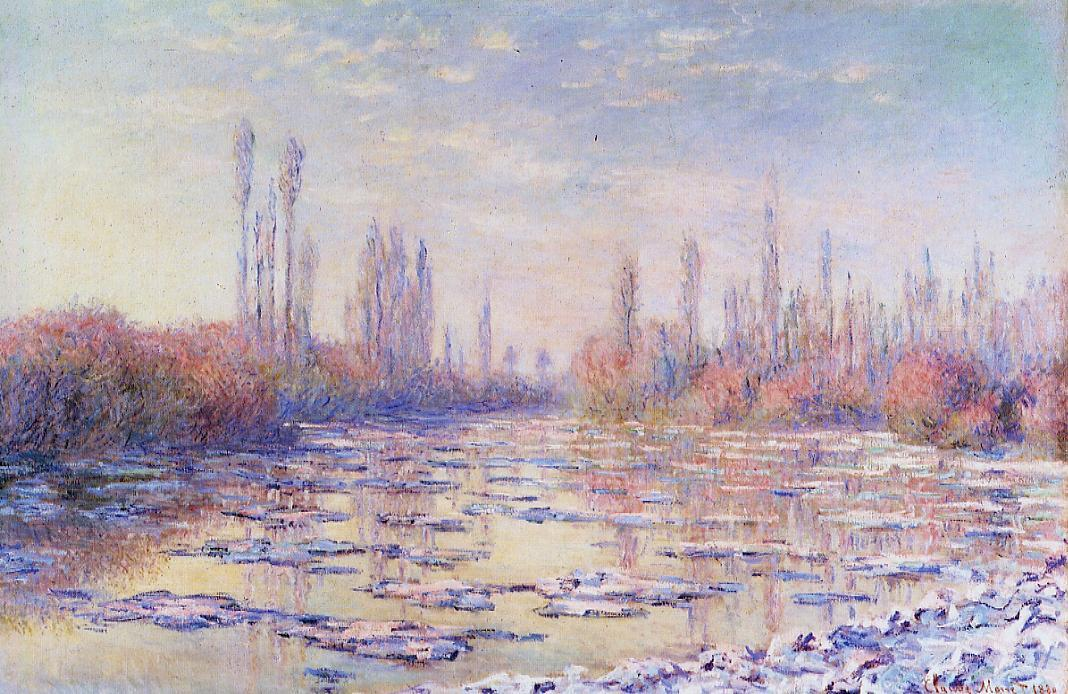
『解氷』1880年。油彩、キャンバス、97 × 148 cm。シェルバーン美術館（英語版）（米バーモント州）。
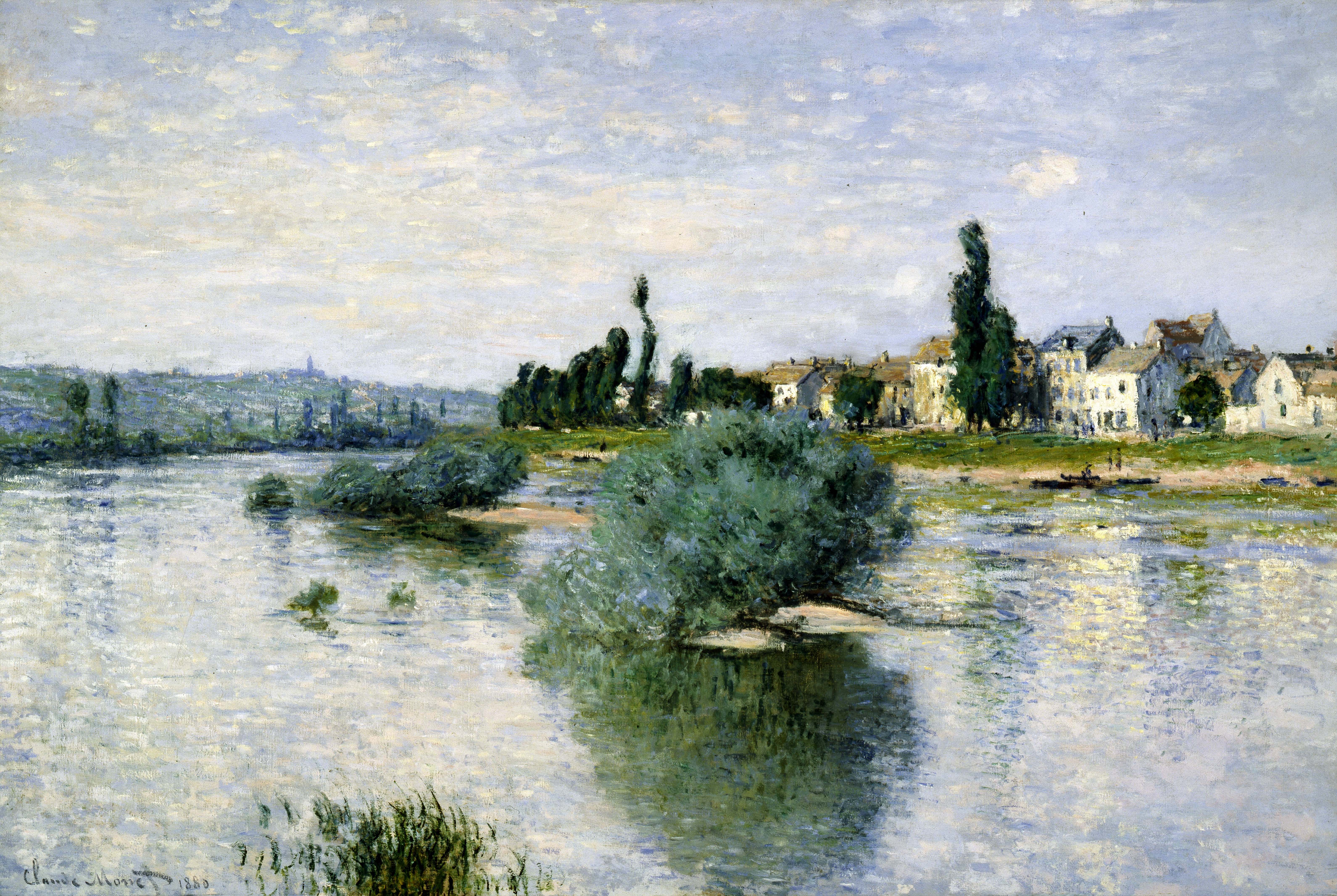
『ラヴァクール』1880年。油彩、キャンバス、100 × 150 cm。ダラス美術館。同年サロン入選[163]。（W578）。
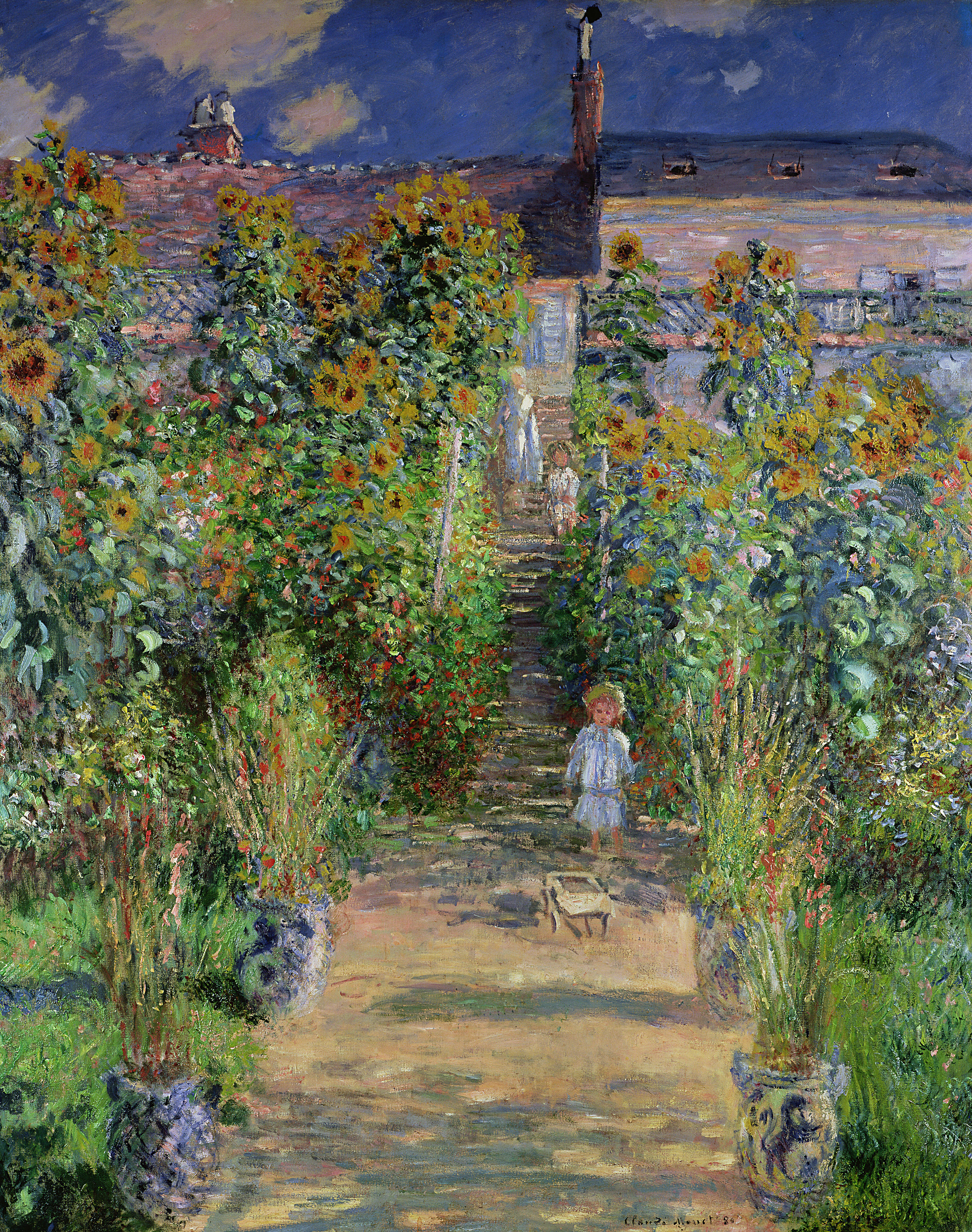
『ヴェトゥイユの画家の庭』1881年。油彩、キャンバス、151.5 × 121 cm。ナショナル・ギャラリー（ワシントンD.C.）[164]（W685）。

### ポワシー（1881年 - 1883年）
1881年12月、デュラン＝リュエルから引っ越し費用の援助を得てポワシーに移った。ちょうど賃借契約が満期になったうえ、アリスとの関係がヴェトゥイユの住民から白眼視されていたことも理由であった。しかし、アリスとその子どもたちは、パリに戻るようにとのエルネスト・オシュデの求めに反してポワシーに同行することとなり、モネとアリスとの関係は、エルネストに対してますます説明が難しいものとなった。
モネはポワシーの土地を毛嫌いしており、「この土地は僕にはまったく合わない」とたびたび述べている。その代わりに、早くも1882年2月からノルマンディー地方に制作旅行に出て、ディエップの断崖や、ヴァランジュヴィル＝シュル＝メール近くのプールヴィルの断崖を描いた。
1882年3月の第7回印象派展は、内紛の末、デュラン＝リュエルが仲介し、ようやくモネを含む9人の参加で開催にこぎつけた。モネは当初出品を拒否していたが、ユニオン・ジェネラル銀行の破綻で打撃を被ったデュラン＝リュエルを支援するため、海景画、風景画、静物画など35点を出品することとした。しかしモネは、会期中、一度も会場に足を運んでいない。新聞からは依然として批判もあったが、海の風景画は好評を呼んだ。
1883年1月からは、再びポワシーを逃れてノルマンディー地方に旅行し、エトルタの断崖を描いた。この年から1886年にかけては、定期的にエトルタの海岸を訪れ、断崖や奇岩を描いている。ここでは戸外で下絵を制作し、家に持ち帰ってアトリエで仕上げるという手法をとっている。
1883年3月には、デュラン＝リュエルがマドレーヌ大通りに新しく開いた画廊で、モネの作品56点の個展を開いたが、反響はなく、モネはデュラン＝リュエルの準備不足を非難した。

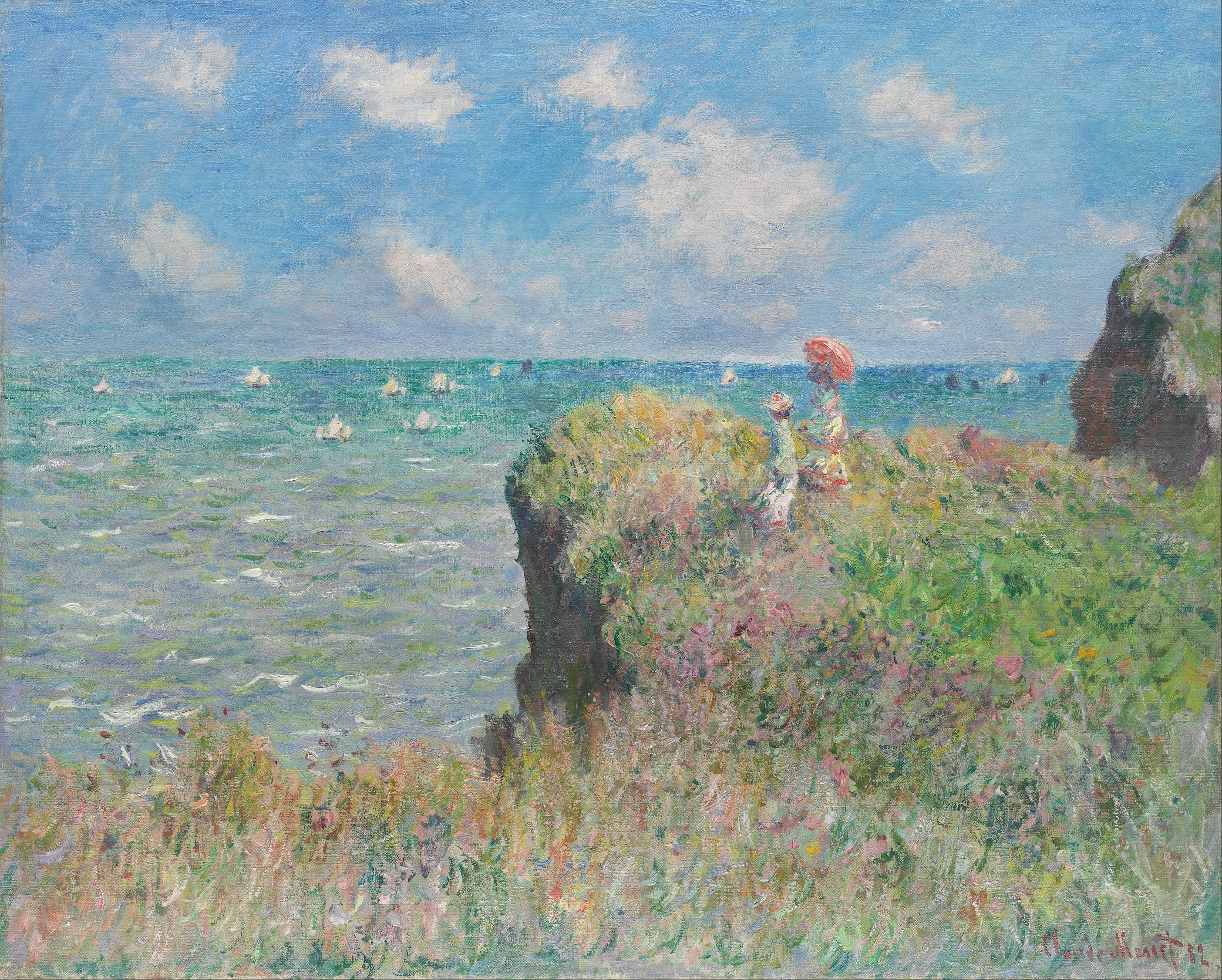
『プールヴィルの断崖の上の散歩（英語版）』1882年。油彩、キャンバス、66.5 × 82.3 cm。シカゴ美術館[176]（W758）。
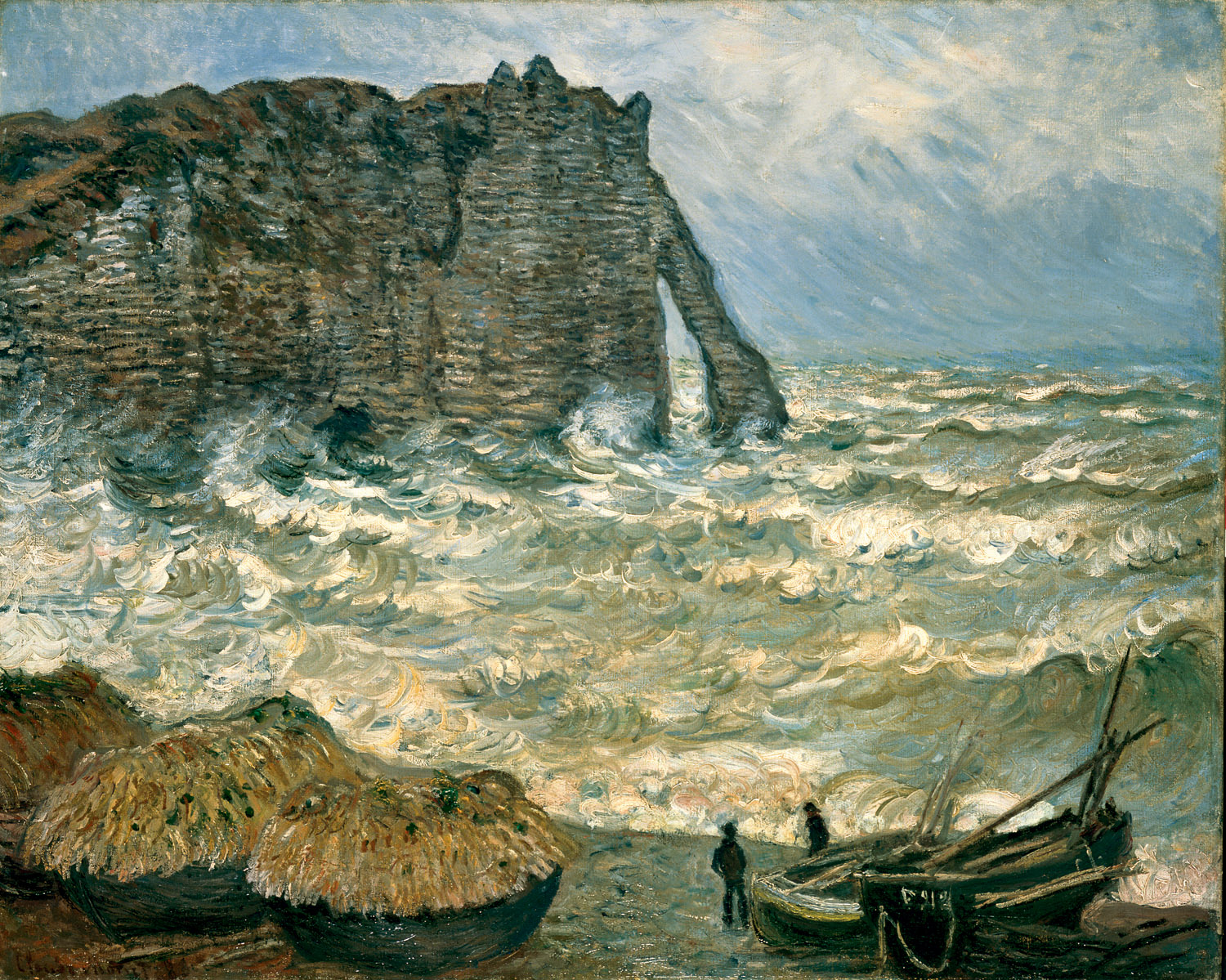
『エトルタの嵐の海（英語版）』1883年。油彩、キャンバス、100 × 81 cm。リヨン美術館（W821）。
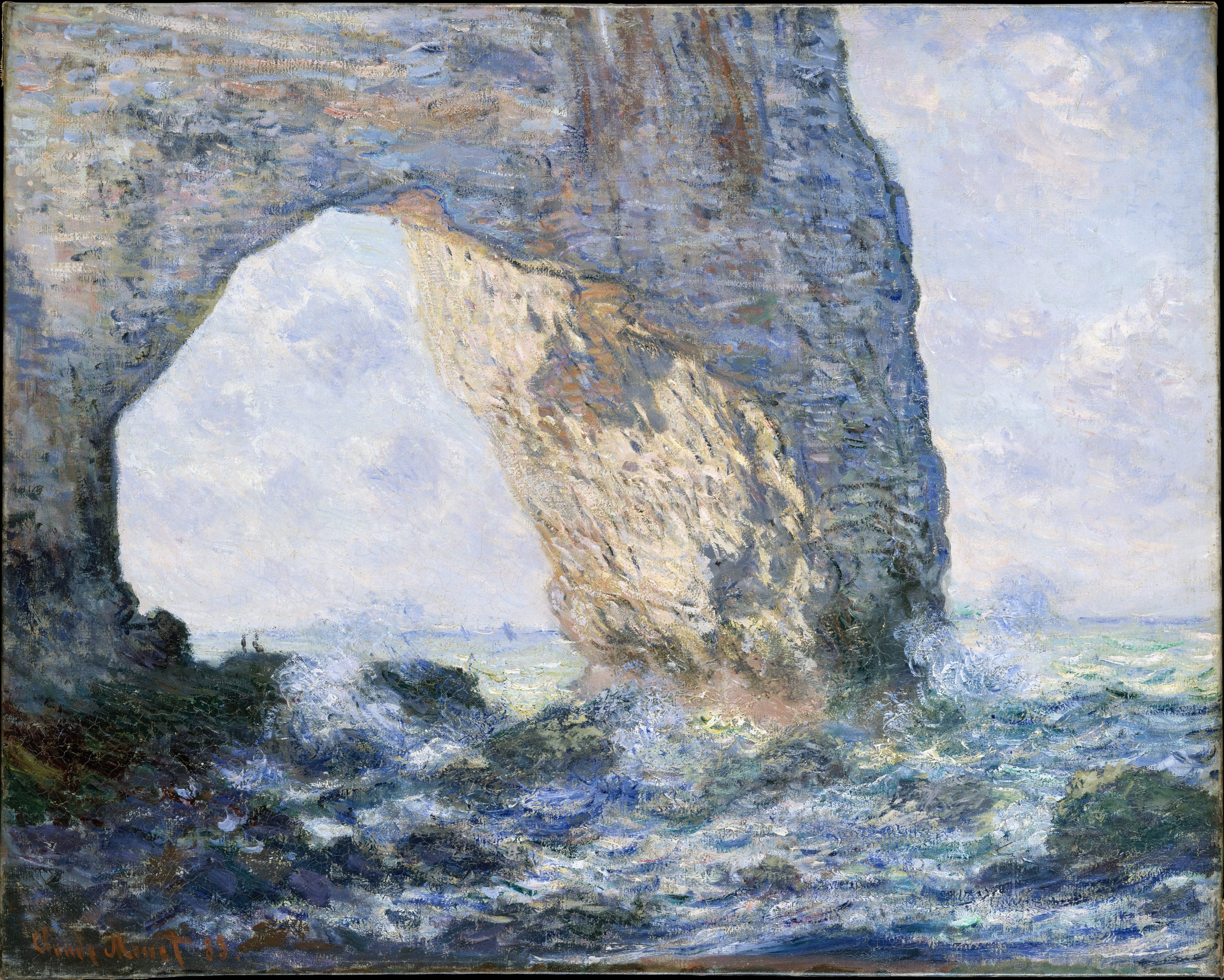
『マンヌポルト（エトルタ）』1883年。油彩、キャンバス、65.4 × 81.3 cm。メトロポリタン美術館[177]（W832）。

### ジヴェルニー

#### 各地の制作旅行（1880年代）

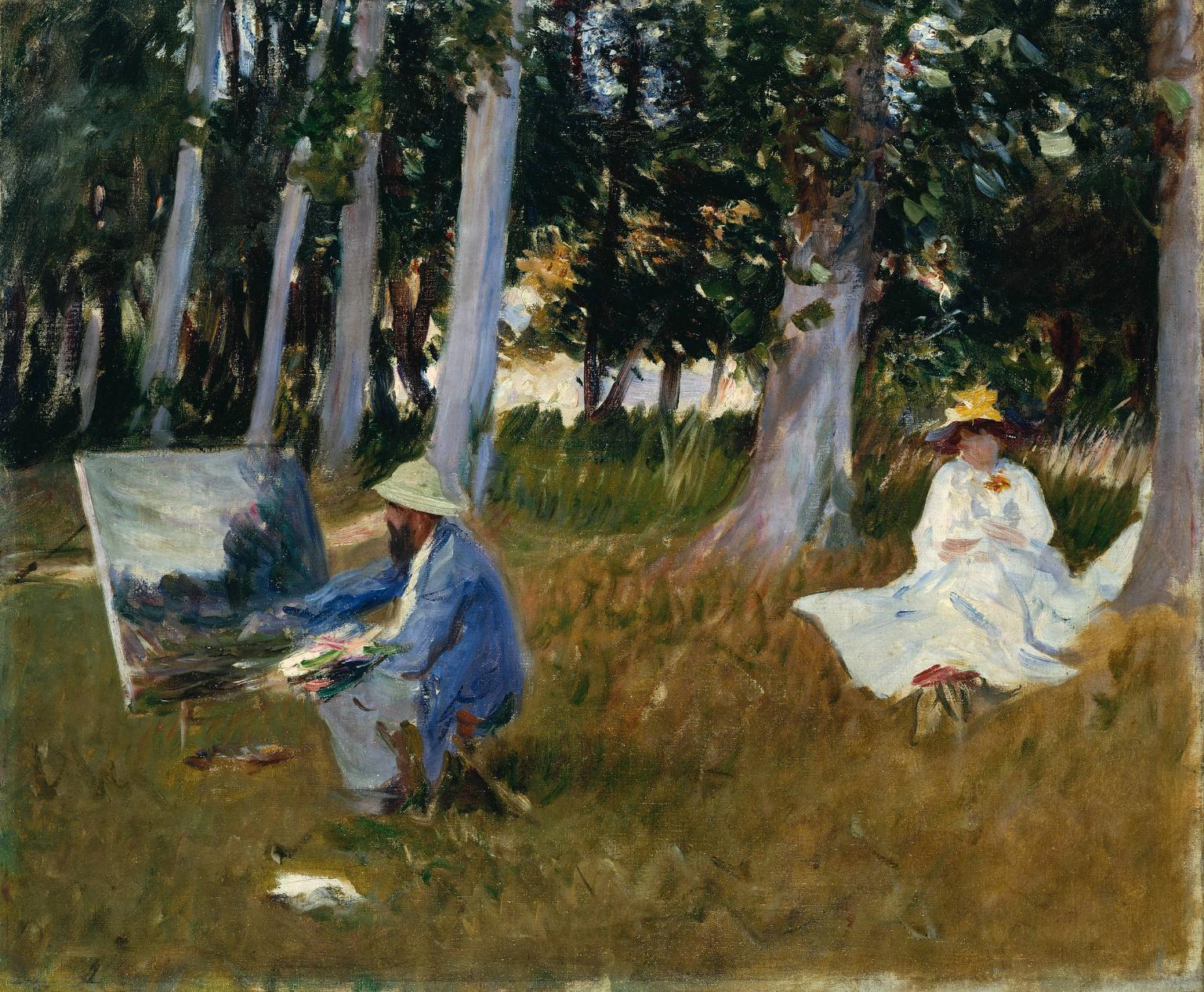
ジョン・シンガー・サージェント『森の外れで制作するモネ』1885年。テート・ギャラリー。

モネは1883年4月、再びデュラン＝リュエルから引っ越し費用の援助を得て、パリの西約80キロの郊外にあるジヴェルニーに移り、以後、1926年に没するまでこの地で制作を続けた。なお、1883年4月から6月にかけて、デュラン＝リュエルは、ロンドン・ボンド・ストリートのダウデスウェル画廊でモネを含む印象派の展覧会を開いたが、ロンドンの批評家の多くは無関心であり、モネは落胆した。
1880年代、モネは、エトルタのほかにも、ヨーロッパ各地を旅行して制作した。1883年12月、ルノワールとともに地中海沿岸を旅し、マルセイユからサン＝ラファエル、モンテカルロを経由して、リグーリア海岸（リヴィエラ）のボルディゲーラを訪れ、帰りにエスタックでポール・セザンヌを訪ねた。いったんパリに戻ったあと、1884年1月から4月にかけて、もっとも美しい場所と感じたボルディゲーラを1人で再訪して滞在した。モネは、1人での再訪を決めた理由について、デュラン＝リュエルに「ルノワールとの楽しい旅は、なかなか素晴らしかったのですが、制作するには落ち着きませんでした」と述べており、以前のように共同制作から成果を得る手法は難しくなったことを示している。当時、ルノワールは印象主義を離れ、明確な輪郭線の絵に回帰していた。モネは3月、ボルディゲーラから、デュラン＝リュエルに「あらゆる物が玉虫色にきらめき、パンチ酒のような赤色の炎を上げている。素晴らしい風景だ」と感嘆する手紙を送っている。ボルディゲーラとマントン滞在中に約50点を制作した。
1885年春、画商ジョルジュ・プティが開いた第4回国際絵画彫刻展に風景画10点を出品した。同年9月から12月までのエトルタ滞在では、『マンヌポルト』や『エトルタ海岸の船』を制作した。このころモネは、デュラン＝リュエルと、その競争相手ジョルジュ・プティの2人と取引をするようになった。苦境の中で印象派を支えてきたデュラン＝リュエルは国際絵画彫刻展への出品に猛烈に抗議したが、モネは複数の画商と関係を築くことによって大衆からの信用も得られるものと考え、ルノワールらもこれにならった。

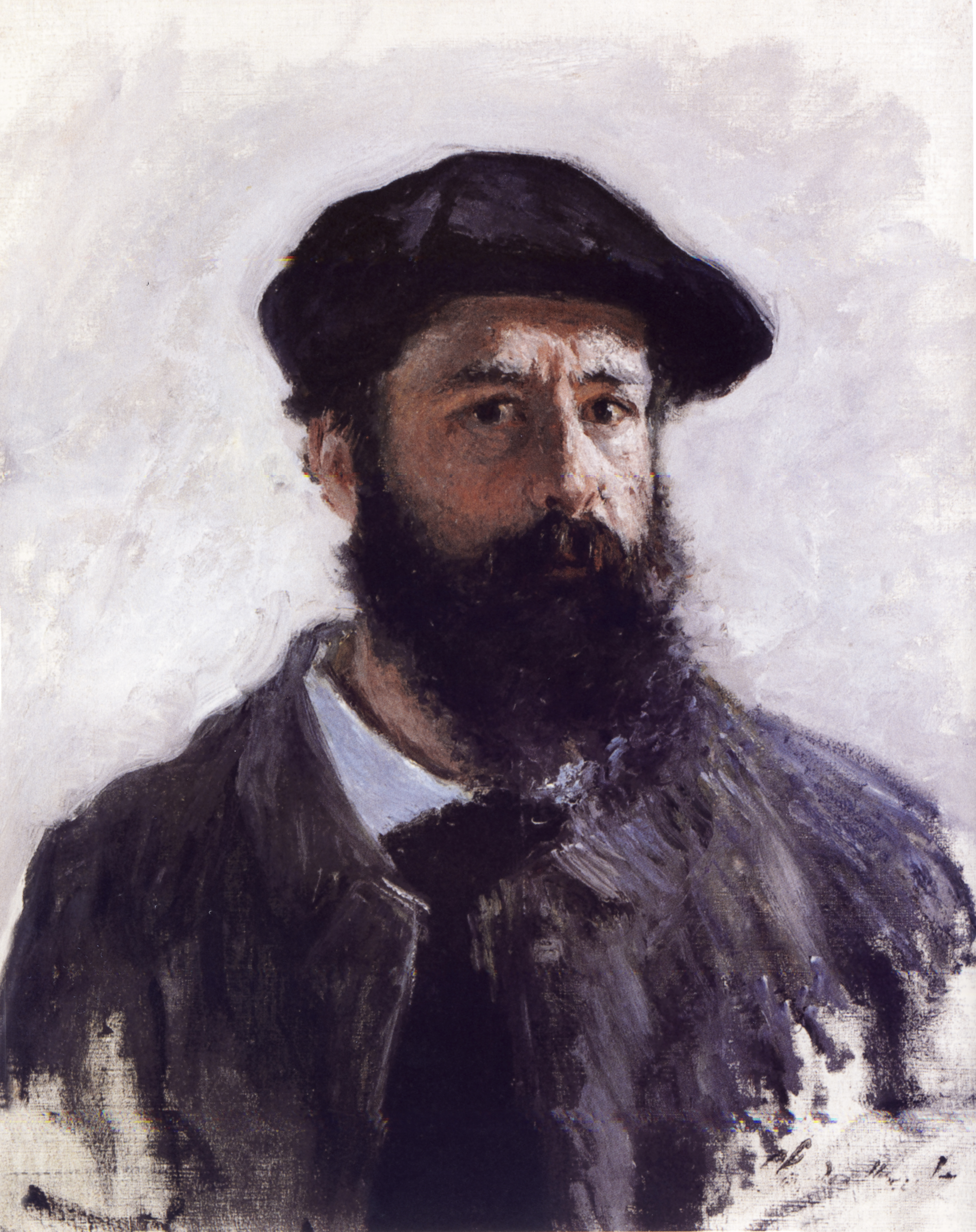
『ベレー帽の自画像』1886年（45歳ごろ）

1886年春にはオランダを訪れ、ライデンとハールレムの間のチューリップ畑に魅了された。チューリップ畑の作品2点が、同年6月15日からジョルジュ・プティ画廊で開かれた第5回国際絵画彫刻展に出品され、成功を収めた。ジョリス＝カルル・ユイスマンスも、これを見て「本当に眼のご馳走だ」と称賛した。
デュラン＝リュエルは1886年4月、ニューヨークで「パリ印象派の油絵・パステル画展」を開き、モネの作品40点あまりを出品した。モネは「あなたがおっしゃるようにアメリカで成功したいとは思っています。でも、僕の絵は特にこの国〔フランス〕で有名になって、売れてほしいと思っています」と述べ、アメリカでの販売に冷淡であったが、展覧会は好評であった。この展覧会は、モネをはじめとする印象派の画家たちが、アメリカでの認知を受け、経済的に安定するきっかけとなった。デュラン＝リュエルとジョルジュ・プティ双方からの貸与により、同年ブリュッセルで開かれた20人展にも出品した。他方、最後の印象派展となった第8回展は、スーラ、シニャック、ピサロの新印象主義が大きな勢力を占めており、モネはこれを嫌って参加しなかった。

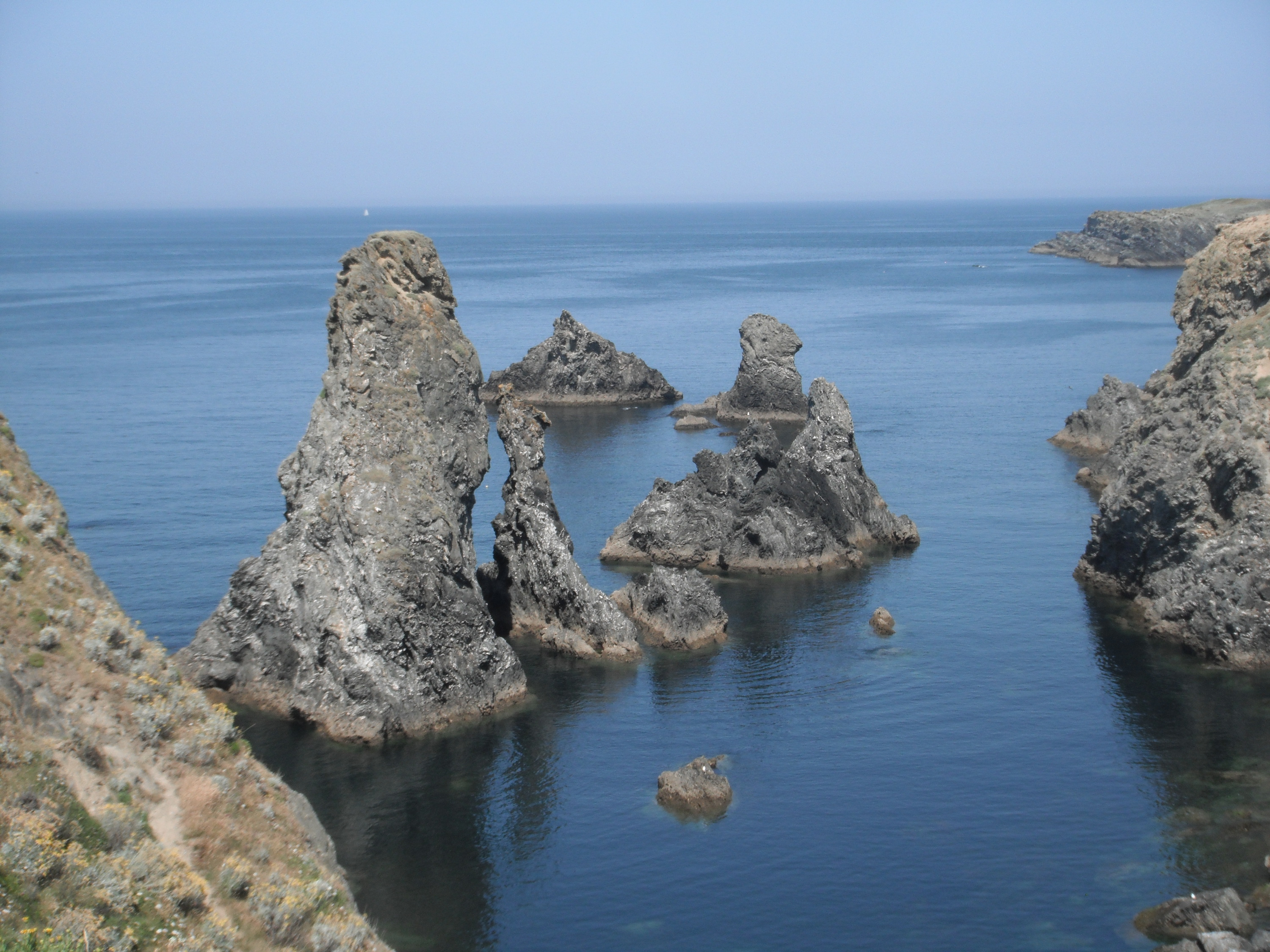
ベル＝イル島、コトン港のピラミッド岩。モネ（当時45歳）は、大西洋の描き方は、ノルマンディー海岸で慣れた描き方とは違うので困っていると述べている。

同年（1886年）秋には、ブルターニュ沿岸の島、ベル＝イル＝アン＝メールを訪れ、コトン港のピラミッド岩や、ドモワ港のギベル岩といった奇岩を、さまざまな視点と天候の下で描いた。このときモネと出会った美術批評家ギュスターヴ・ジェフロワは、のちに著した伝記で、モネの様子を次のように書いている。
1887年5月の第6回国際絵画彫刻展に、ベル＝イルの風景画など15点を出品した。荒削りであるとの批判と、オクターヴ・ミルボーなどの賞賛とに分かれたが、作品のほとんどが売れ、モネは満足した。
1888年初めには南仏コート・ダジュールのアンティーブに滞在し、30点ほどを制作した。同年6月、ブッソ・ヴァラドン商会（旧グーピル商会）のテオドルス・ファン・ゴッホに作品を売った。テオドルスはモンマルトル大通りの展示室で『アンティーブの海の風景』と題する10点の作品を展示し、モーパッサン、マラルメ、ギュスターヴ・ジェフロワらから高い評価を得た。一方、テオドルスとの取引は、デュラン＝リュエルとの関係を一層悪化させ、モネはデュラン＝リュエルとの契約を解消してしまった。
1889年には、小クルーズ川がクルーズ川に合流するフレスリーヌで、20点ほどの作品を制作した。そのうち9点はほとんど同じ構図で、光の効果だけを変えてクルーズ峡谷を描いたもので、モネ自身「連作」という言葉を使っている。
このように各地に制作旅行に出かけている間も、アリス・オシュデとの関係は深まっていき、ボルディゲーラ、アンティーブ、フレスリーヌといった旅先から、アリスに愛を告白する手紙をたびたび送っている。また、ジヴェルニーに帰ったときには、アリスの娘たちをモデルに、エプト川での舟遊びや、『パラソルを差す女』を描いた。

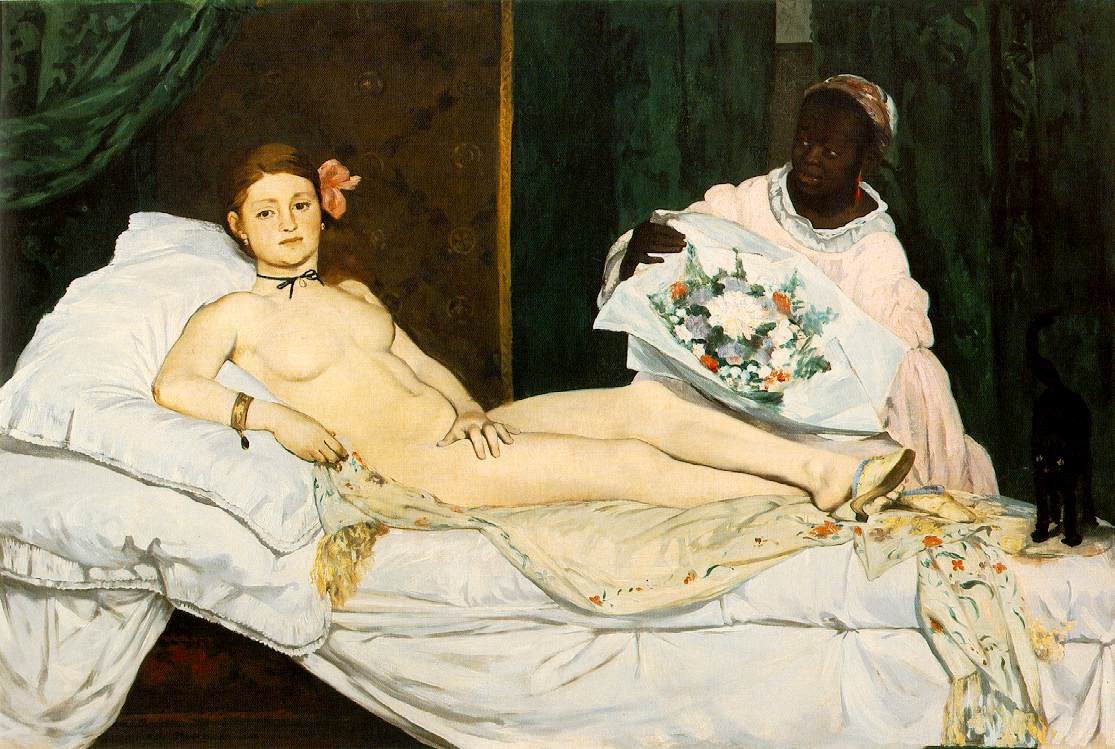
マネ『オランピア』1863年。モネの活動で、1890年、リュクサンブール美術館に収蔵された。クレマンソーの仲介により1907年にルーヴル美術館に移送された。

1889年6月、ジョルジュ・プティ画廊で、モネが以前から待望していたオーギュスト・ロダンとの2人展が実現した。モネの1864年から1889年にかけての作品145点を一堂に集めた展覧会であり、大成功を収めた。ブッソ・ヴァラドン商会との契約は解消し、デュラン＝リュエルとの取引を再開したが、契約は結ばず、複数の画商に値付けをさせ、競争させるという手法をとった。
また同年5月、パリ万国博覧会に合わせて開かれたフランス美術100年展に、モネの作品3点が展示された。この展覧会にマネの『オランピア』が展示されたが、アメリカに売られることになっていることを聞き、モネは制作活動を中断し、募金で『オランピア』をマネ未亡人から購入してルーヴル美術館に寄贈しようという運動に乗り出した。元美術大臣アントナン・プルーストやゾラの反対に遭ったが、モネは、2万フランを集め、1890年11月、国のリュクサンブール美術館に収蔵させることに成功した。

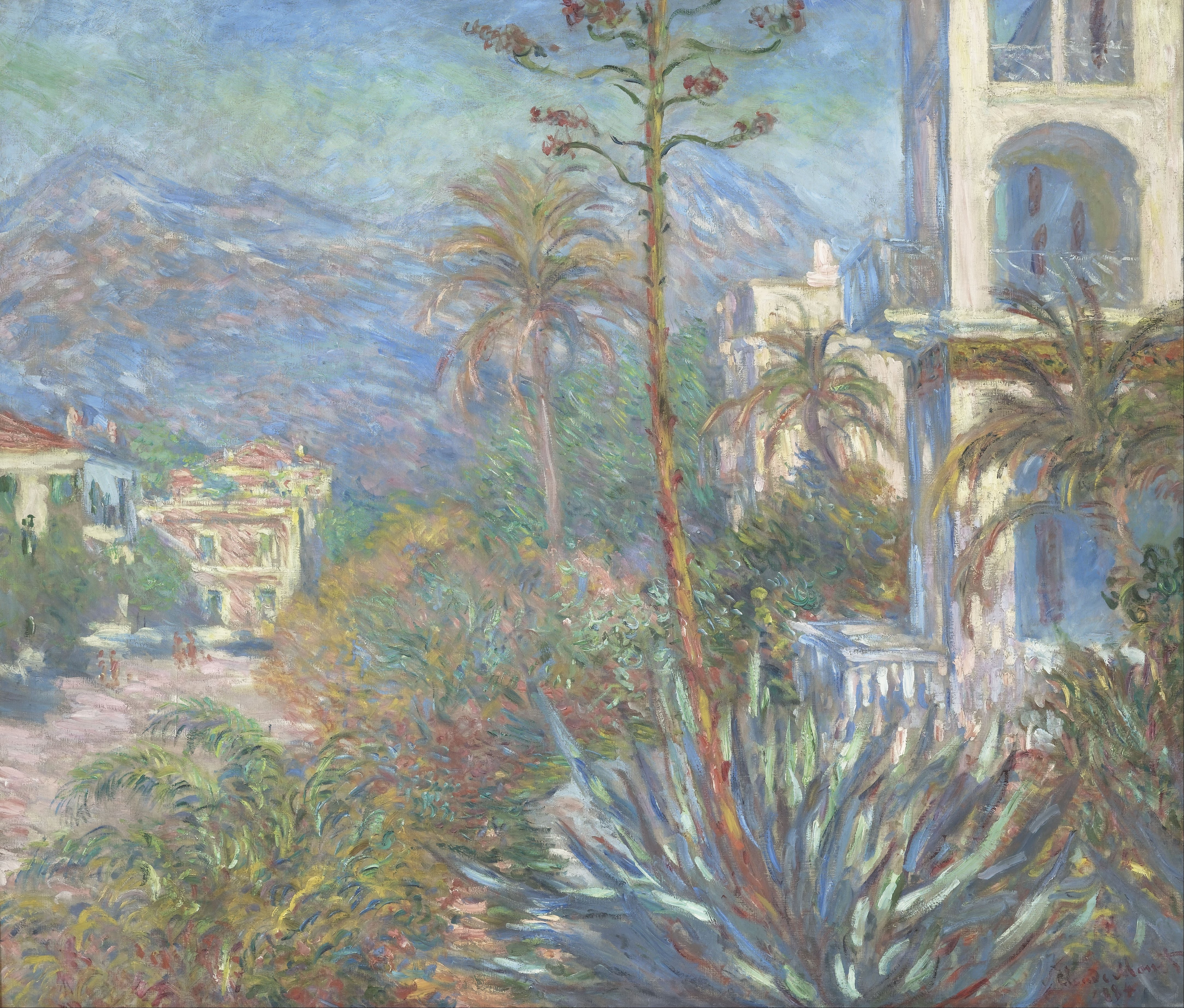
『ボルディゲーラの別荘群』1884年。油彩、キャンバス、115 × 130 cm。オルセー美術館[210]。
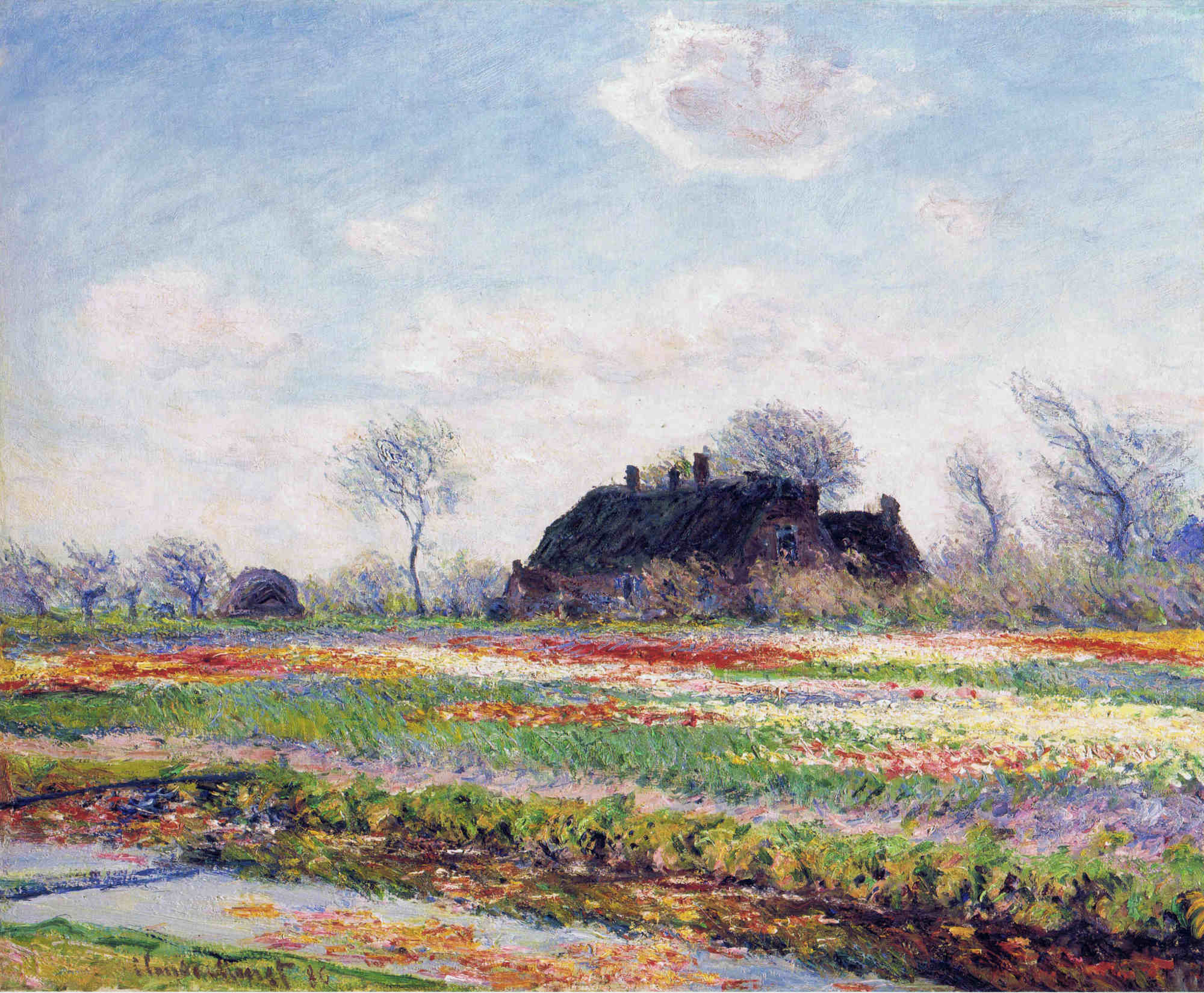
『サッセンハイムのチューリップ畑』1886年。油彩、キャンバス、59.7 × 73 cm。クラーク美術館（英語版）[211]。第5回国際絵画彫刻展出品[212]。
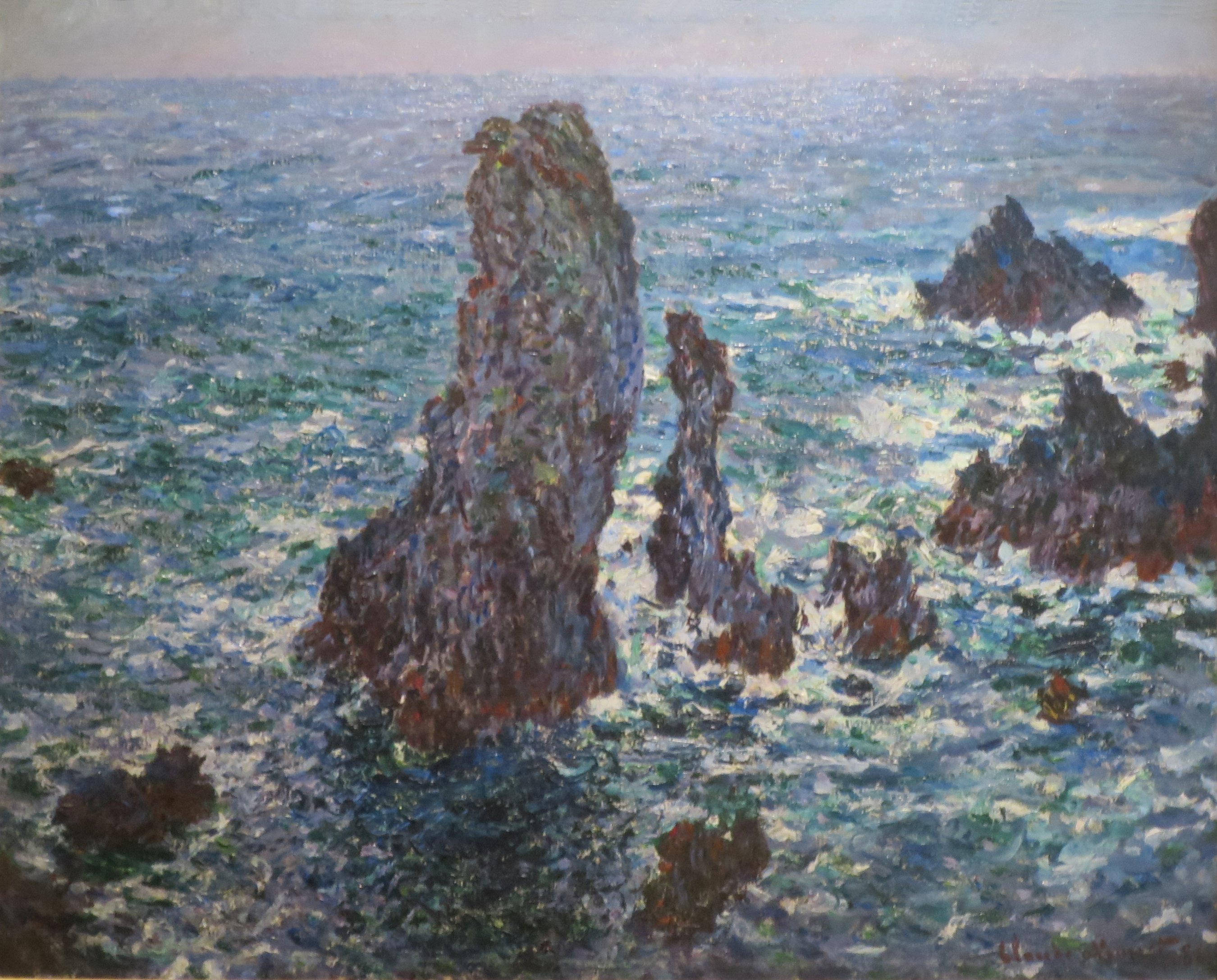
『コトン港のピラミッド岩』1886年。油彩、キャンバス、65 × 81 cm。プーシキン美術館[213]。第6回国際絵画彫刻展出品[214]（W1084）。
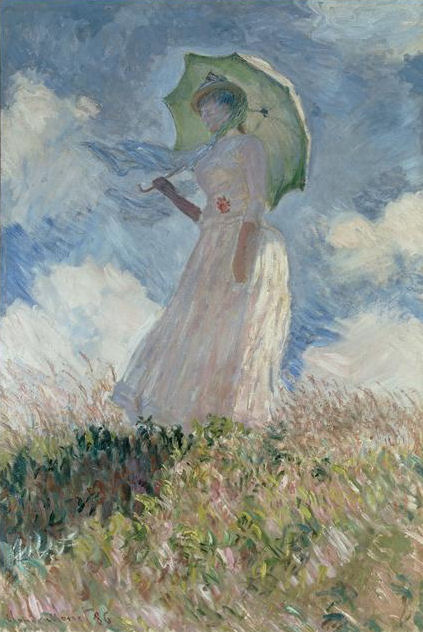
『パラソルを差す女（フランス語版）（左向き）』1886年。油彩、キャンバス、131 × 88.7 cm。オルセー美術館[215]（W1077）。
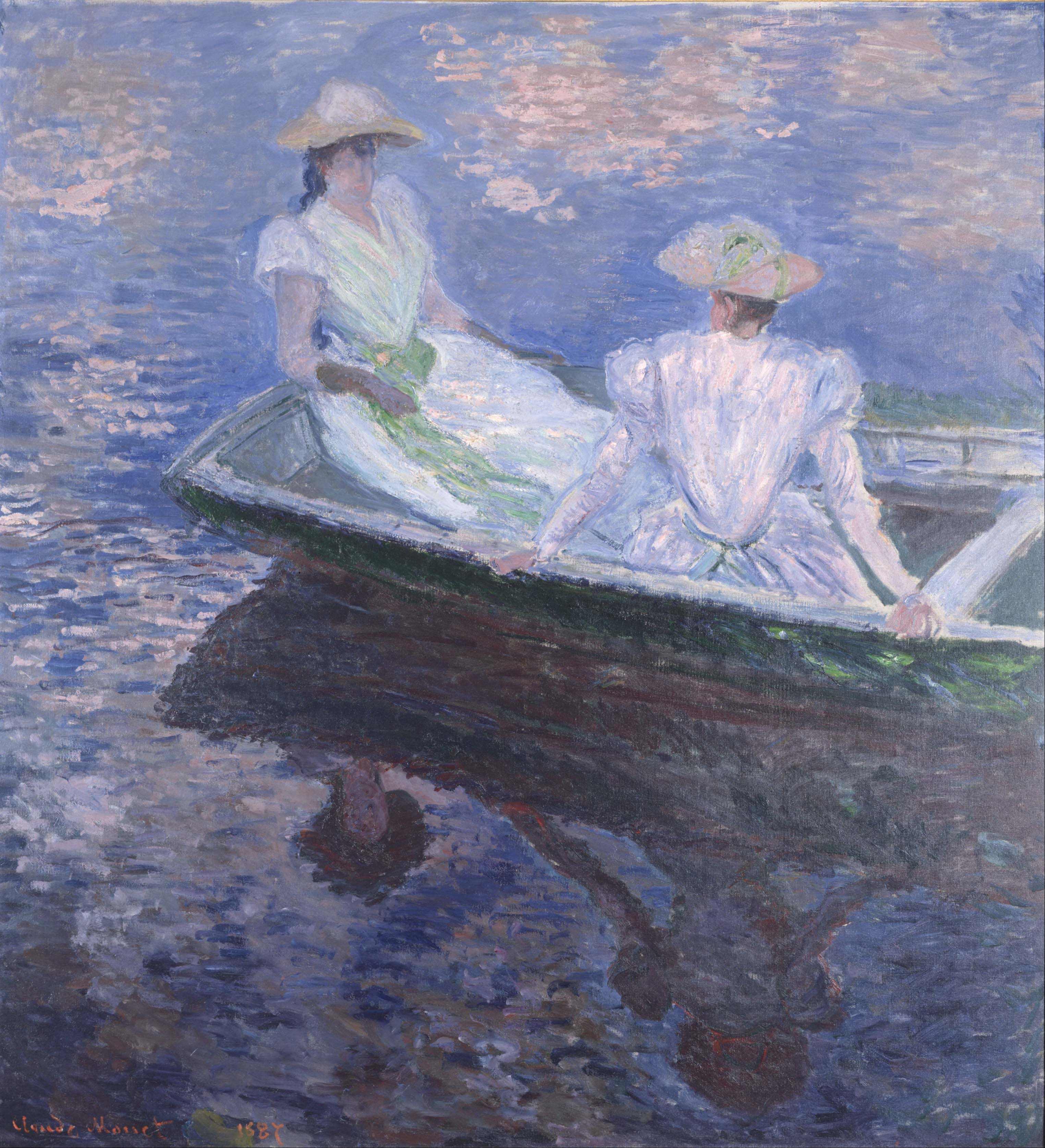
『舟遊び』1887年。油彩、キャンバス、145.5 × 133.5 cm。国立西洋美術館（東京）[216]（W1152）。
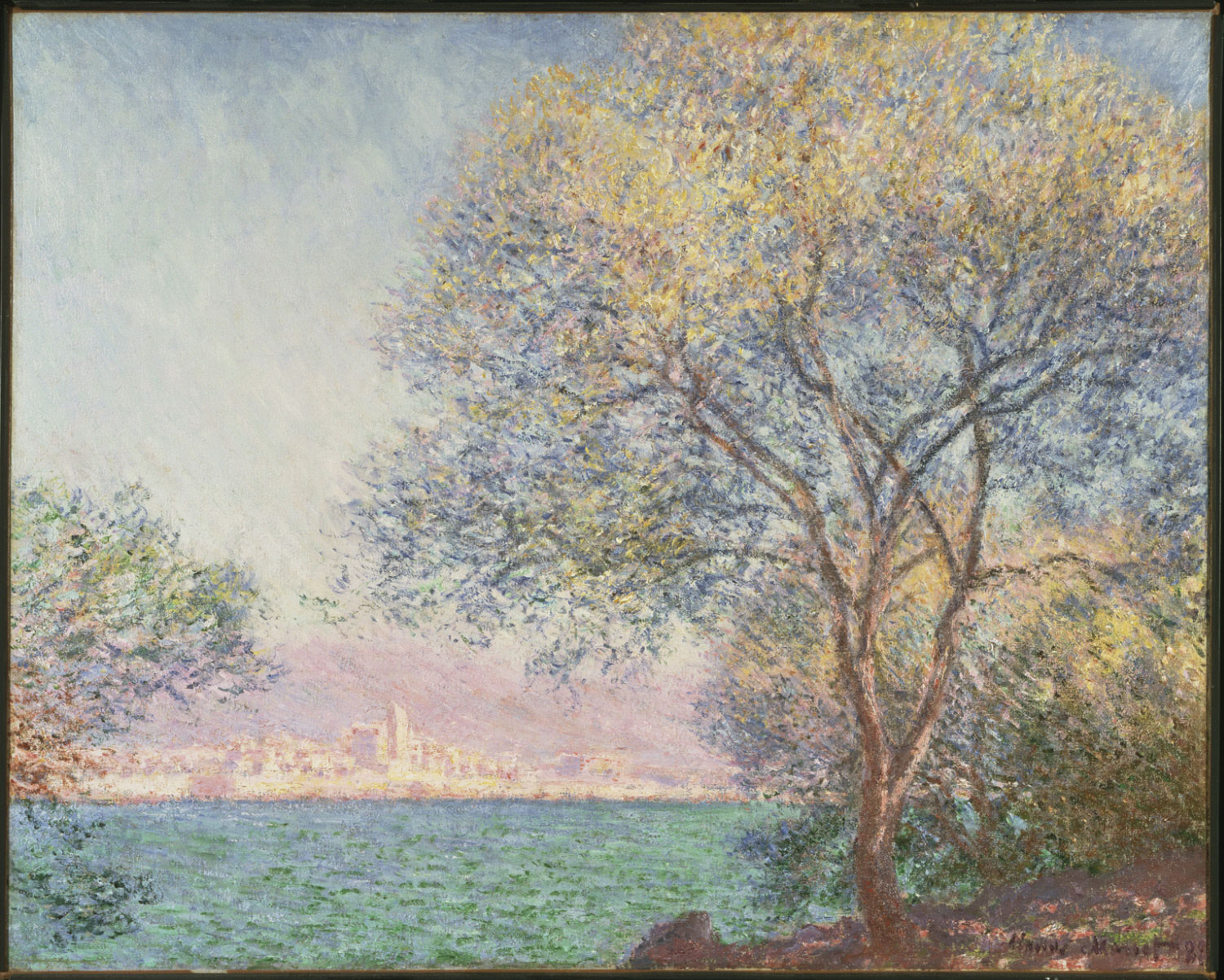
『アンティーブの朝』1888年。油彩、キャンバス、65.7 × 82.1 cm。フィラデルフィア美術館[217]。
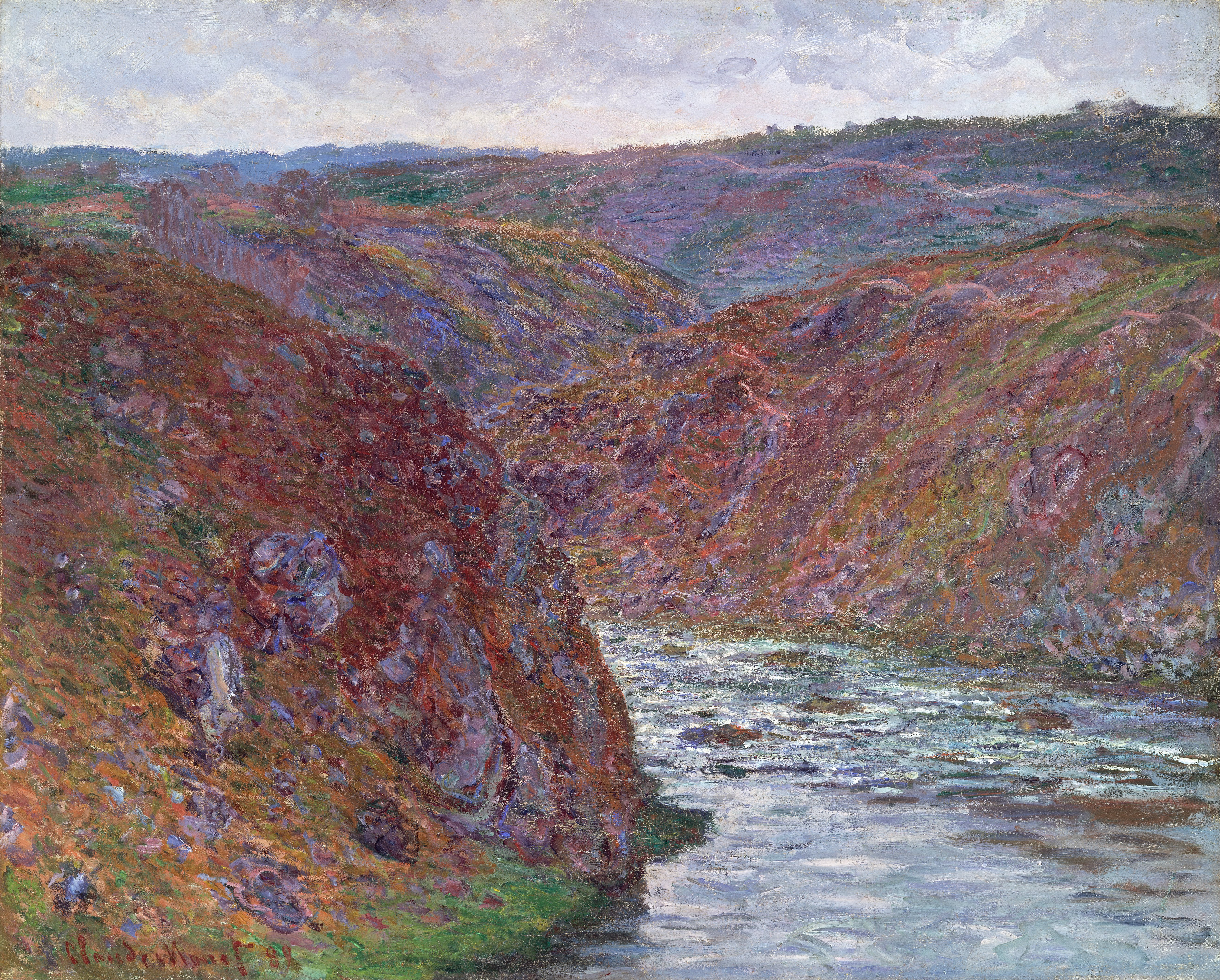
『クルーズ溪谷（灰色の日）』1889年。油彩、キャンバス、65.5 × 81.2 cm。ボストン美術館[218]。
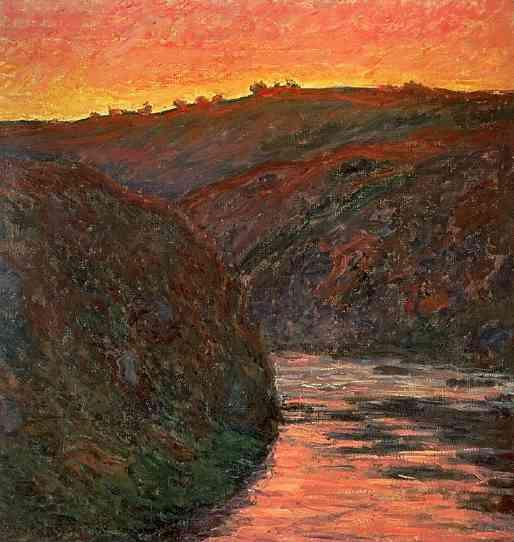
『クルーズ渓谷、日没』1889年。油彩、キャンバス、73 ×70.5 cm。ウンターリンデン美術館[219]。(W1226)

#### 『積みわら』からの連作（1890年代）

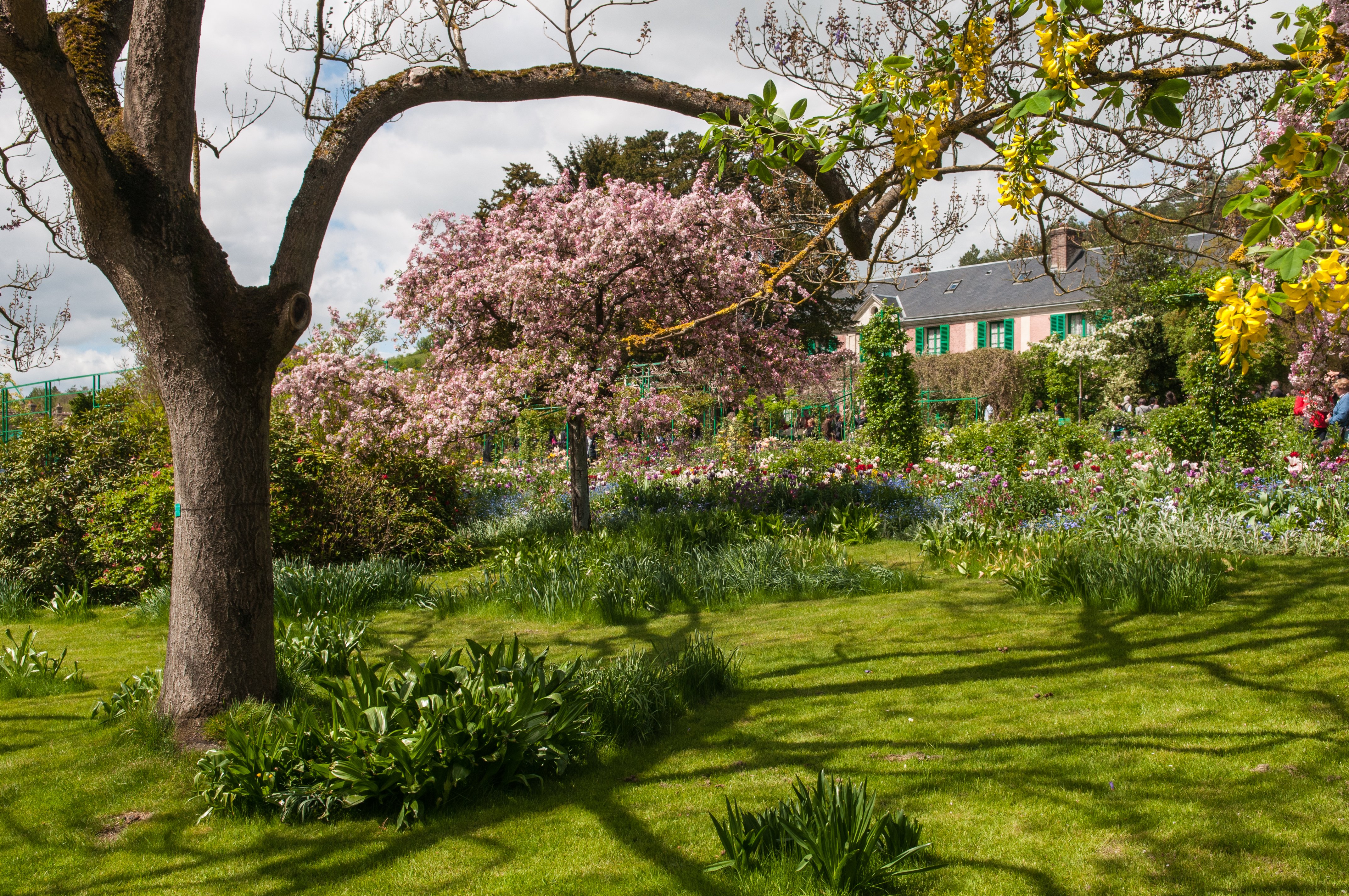
ジヴェルニーのモネの家と花の庭

1880年代終わりから晩年にかけてのモネの作品は、ひとつのテーマをさまざまな天候や、季節、光線のもとで描く「連作」が中心になる。同じモチーフで複数の絵を描くという手法は、中近世の月暦画やミレーの四季連作のほか、モネが愛好していた葛飾北斎の『富嶽三十六景』や歌川広重の『名所江戸百景』といった浮世絵から発想を得た可能性があると考えられている。
モネは1890年、しばらくの間旅行を諦め、借地だったジヴェルニーの家を購入し、自宅の周りの積みわらを描くことに集中した。1880年代末にも何点かの積みわらを描いていたが、1890年後半から1891年にかけては、『積みわら』の本格的な連作25点を制作した。モネは、1890年10月、友人ジェフロワに、次のように書いている。
『積みわら』は、一般的にモネの最初の連作とされており、ブッソ・ヴァラドン商会が1891年にモネから1枚3,000フランで3点購入した。カミーユ・ピサロは、息子リュシアン・ピサロへの手紙の中で「みんなモネの作品しか欲しがらない。……みんな『日没の積みわら』を欲しがる。……彼が描いたものは全部、4,000フランから6,000フランでアメリカに売られていく」と記している。ピサロは、モネの連作を商業主義によるものと見て、批判的であった。デュラン＝リュエル画廊でも、同年5月、『積みわら』15点が展示され、大きな反響を呼んだ。

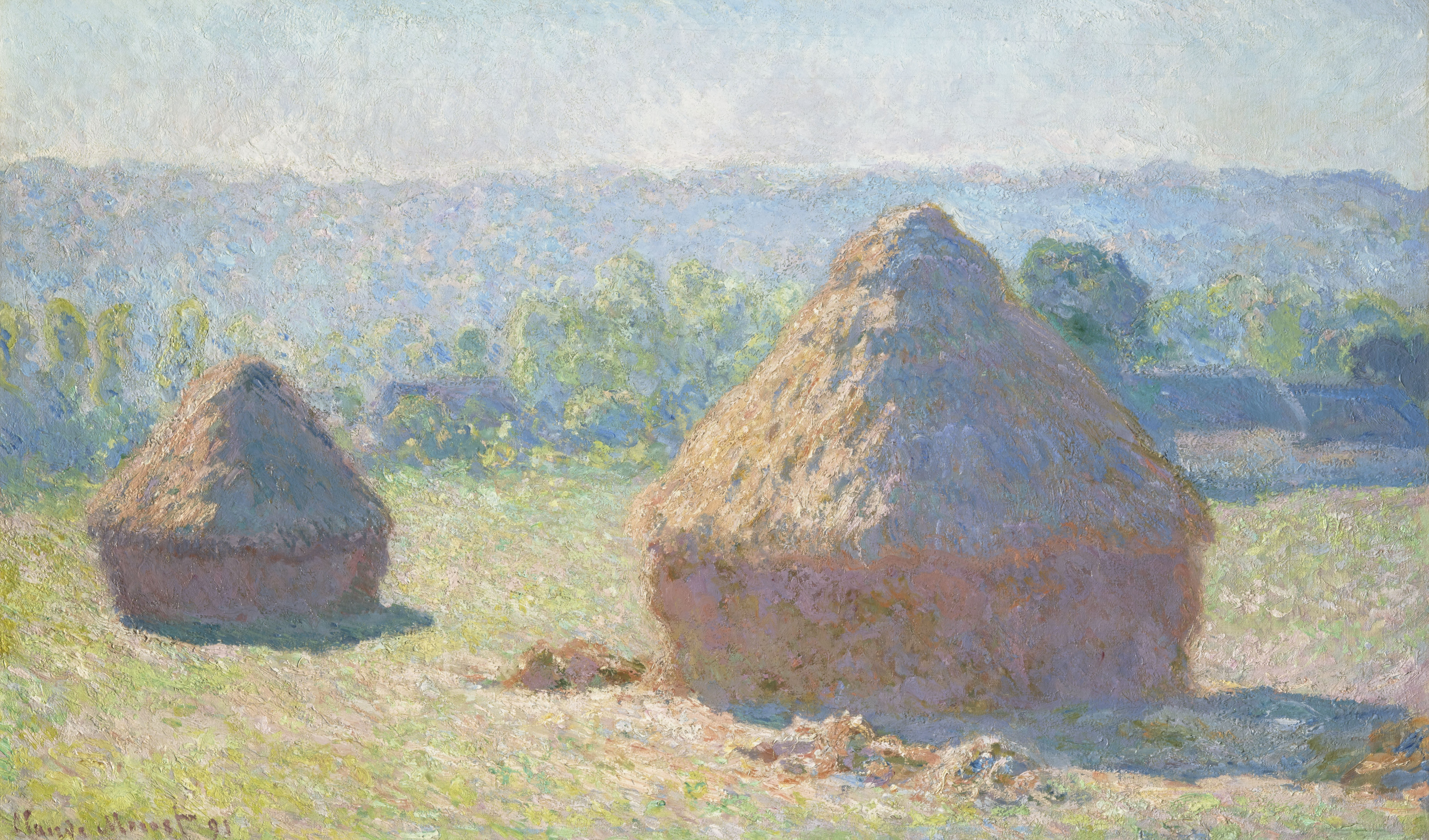
『積みわら、夏の終わり』1891年。油彩、キャンバス、60.5 × 100.8 cm。オルセー美術館[227]（W1266）。
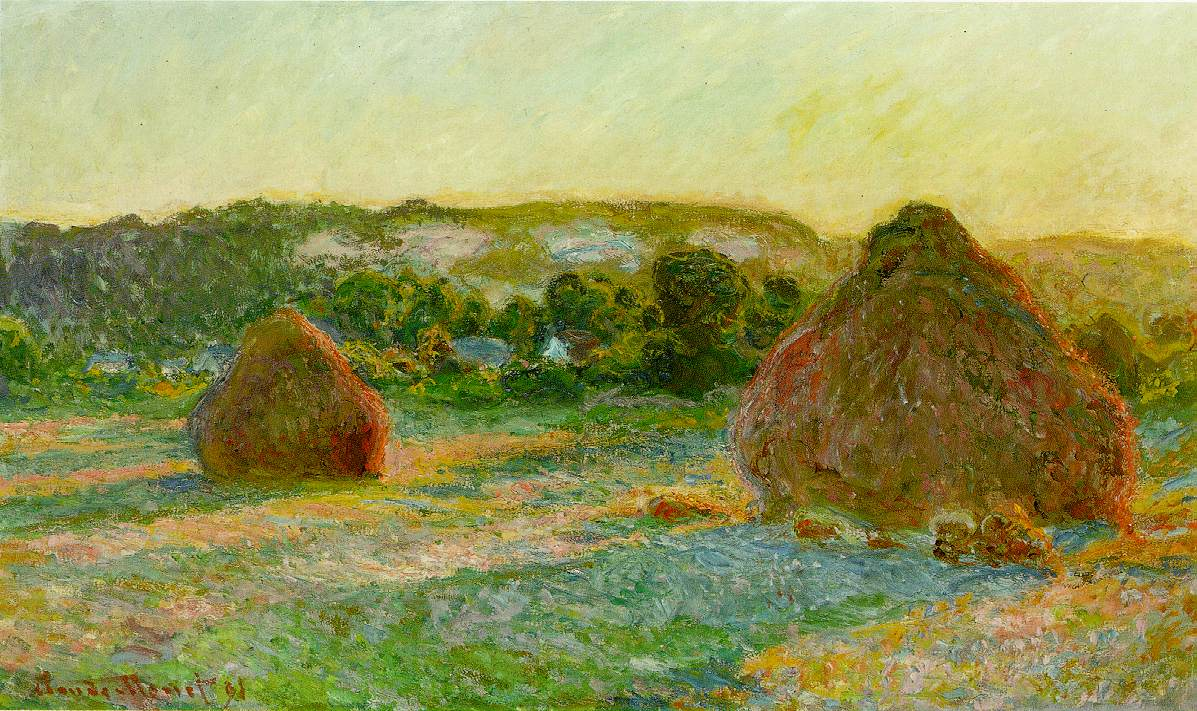
『積みわら、夏の終わり』1890 - 91年。油彩、キャンバス、60 × 100.5 cm。シカゴ美術館[228]（W1269）。
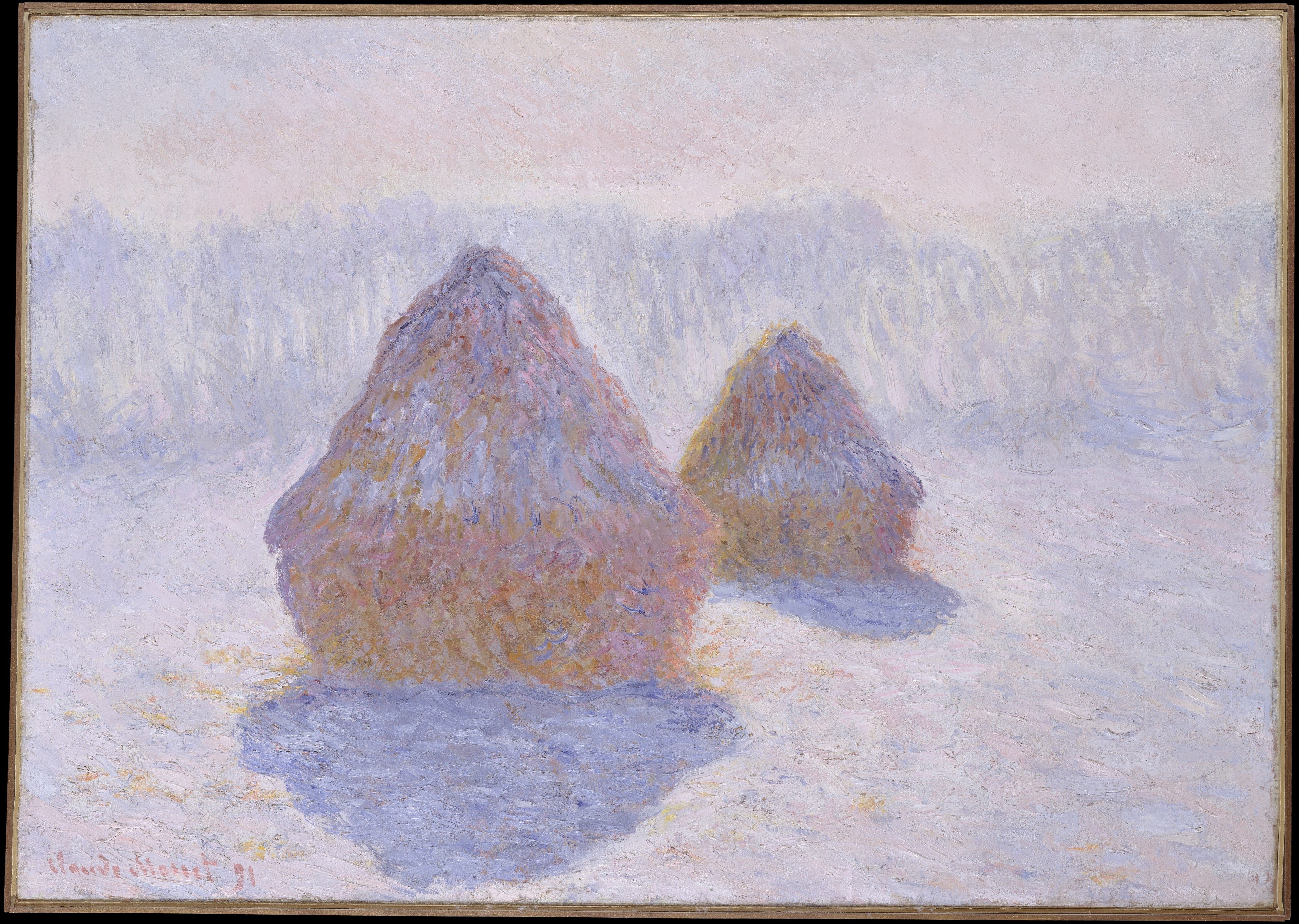
『積みわら、雪と日光の効果』1891年。油彩、キャンバス、65.4 × 92.1 cm。メトロポリタン美術館[229]（W1279）。
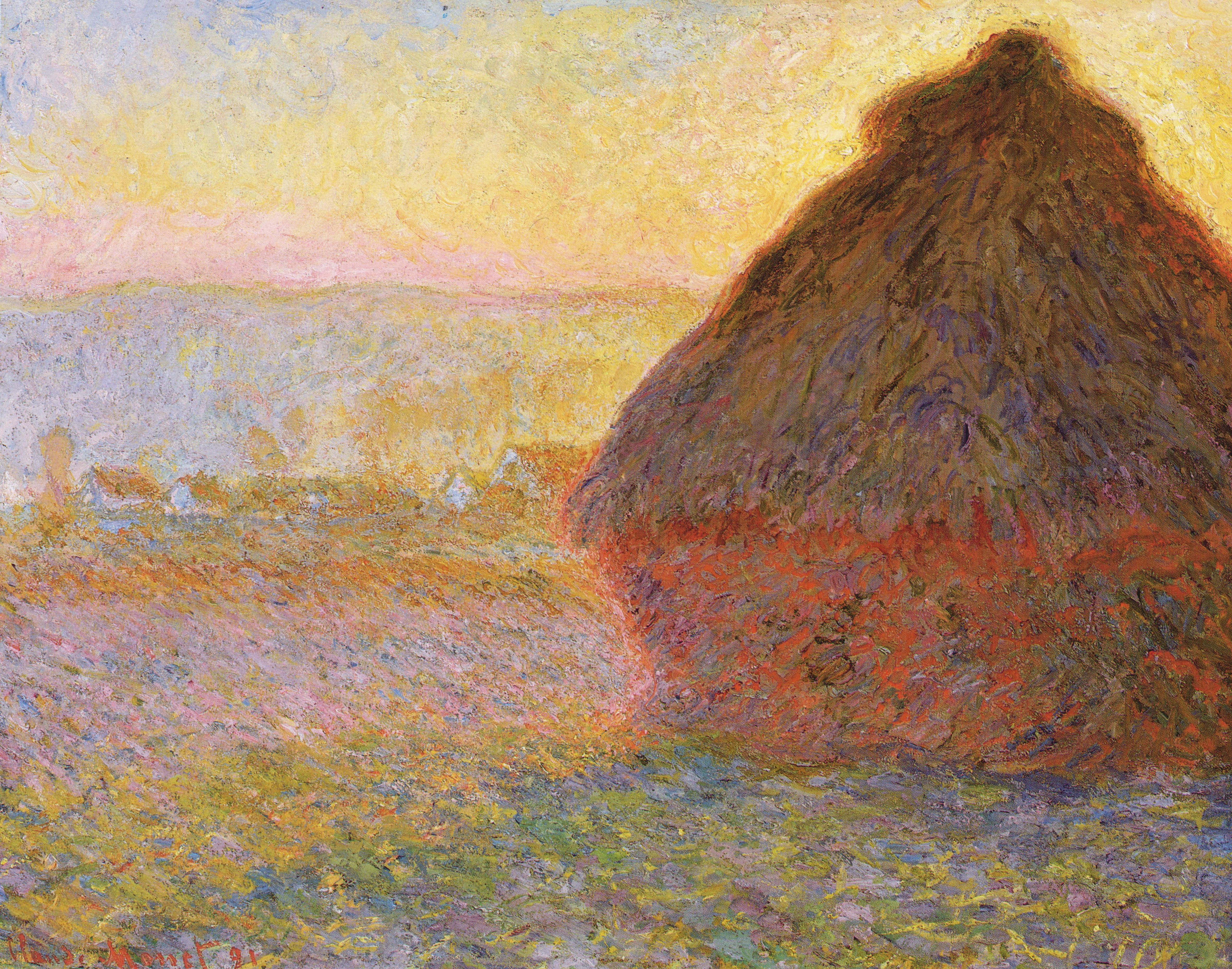
『積みわら、日没』1891年。油彩、キャンバス、73.3 × 92.7 cm。ボストン美術館[230]（W1289）。
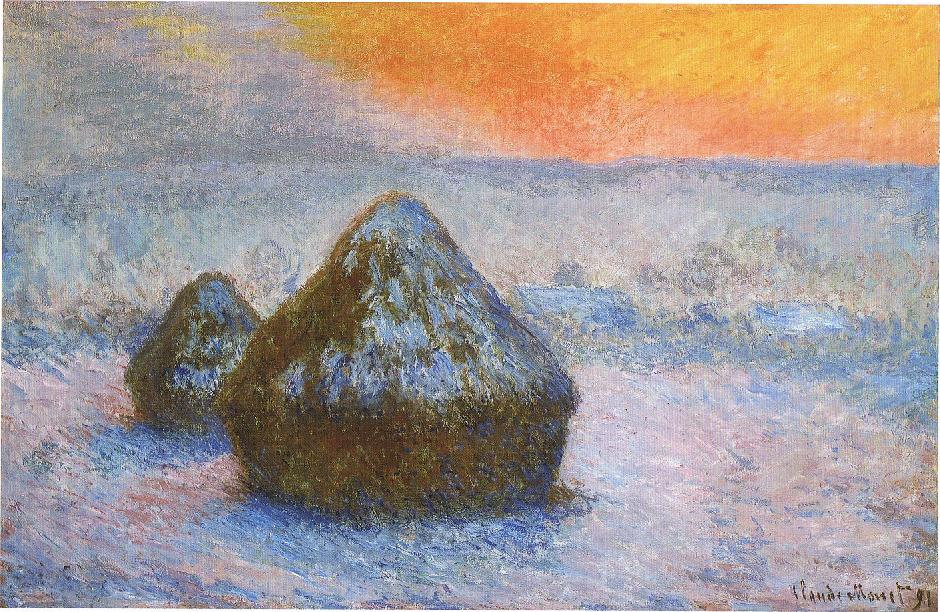
『積みわら、日没、雪の効果』1890 - 91年。シカゴ美術館[231]（W1278）。

『積みわら』に続き、1891年春から秋にかけて、エプト川近くのリメツ沼の岸辺で、『ポプラ並木』の連作23点を制作した。構図は、7本のポプラと、3本のポプラのものに限定されており、連作を並べての展示を意図したものと考えられる。ブッソ・ヴァラドン商会のモーリス・ジョワイアンが1892年2月に数点を購入してモンマルトル大通りで展示し、同年3月にはデュラン＝リュエルが15点ほどを展示して、成功を収めた。
1891年、アリスの夫エルネスト・オシュデが死去すると、1892年7月16日、モネはアリスと結婚した。

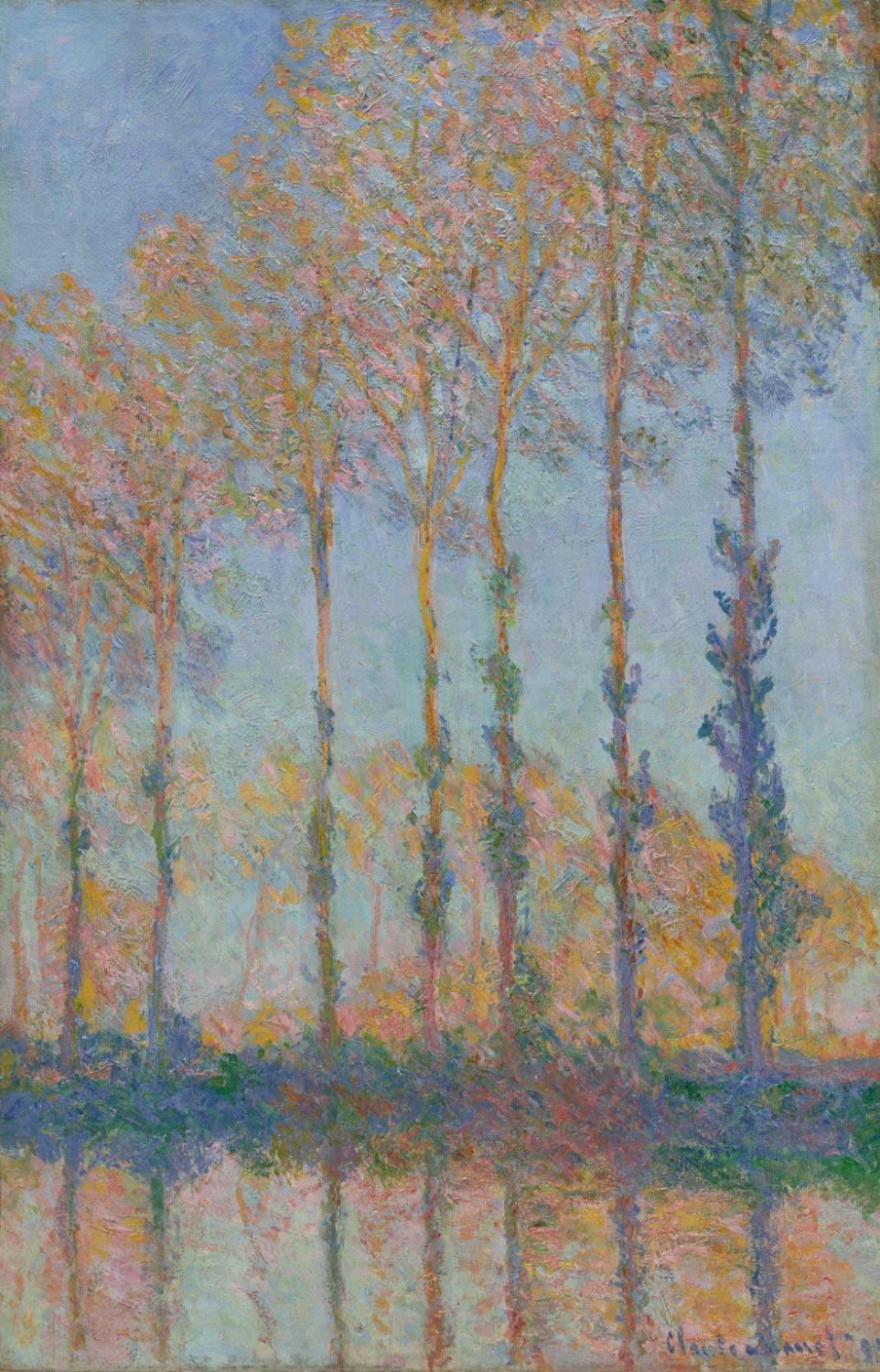
『エプト河岸のポプラ並木』1891年。油彩、キャンバス、100.3 × 65.2 cm。フィラデルフィア美術館[236]（W1298）。
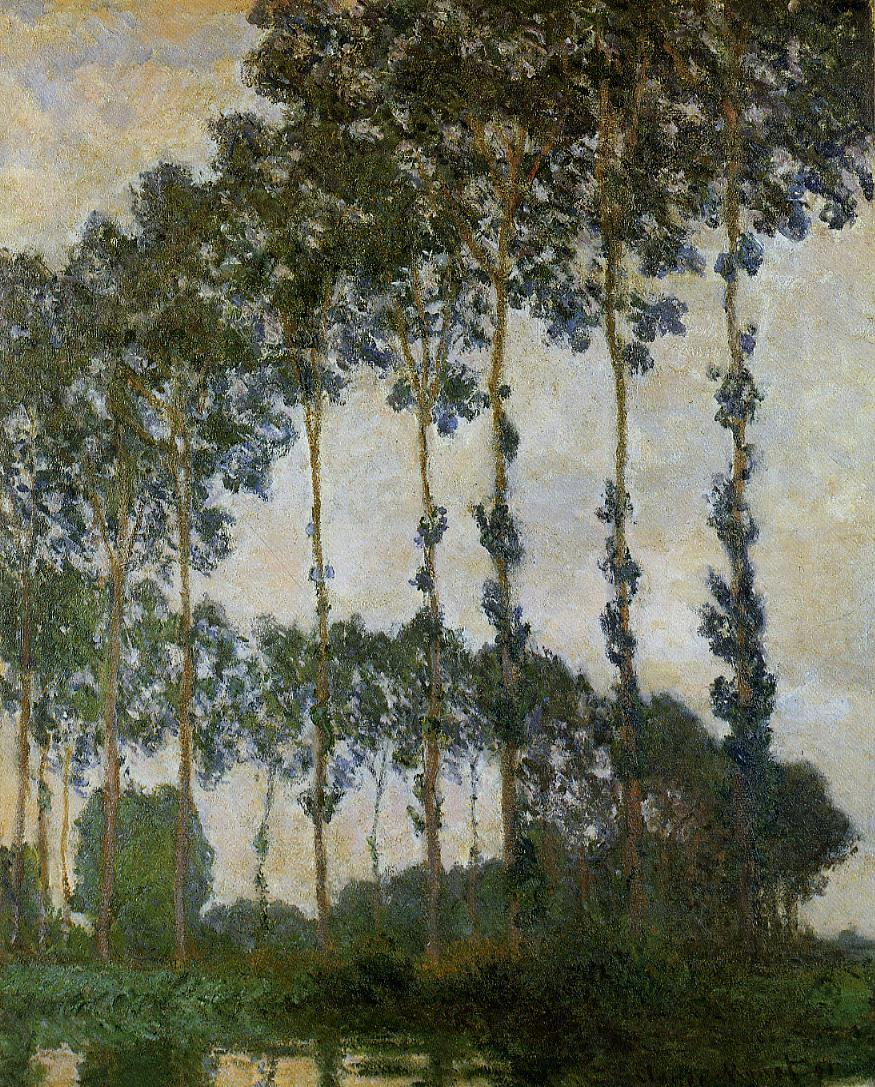
『ジヴェルニーのポプラ並木：曇り空』1891年。油彩、キャンバス、92 × 73 cm。MOA美術館[237]（W1291）。
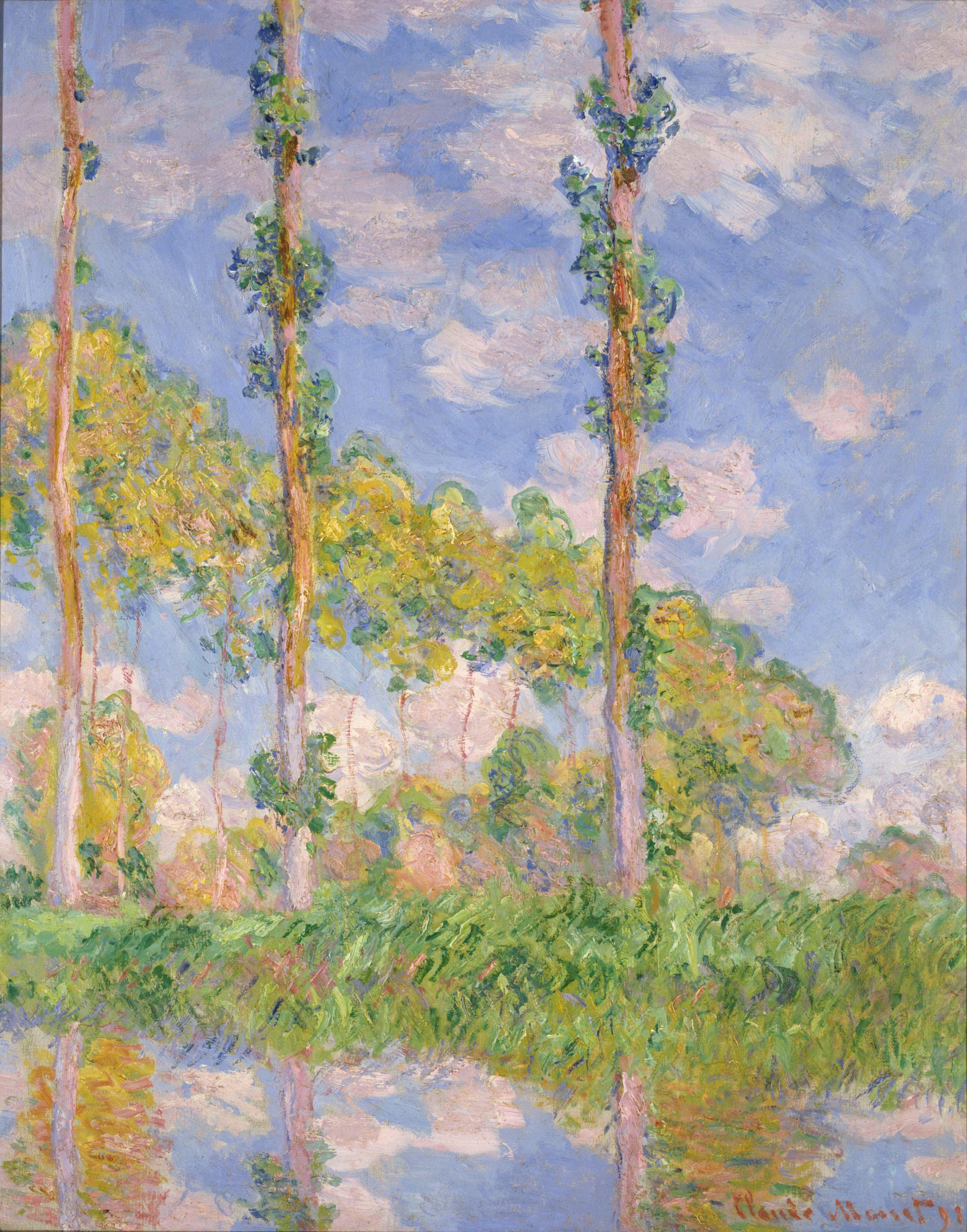
『陽を浴びるポプラ並木』1891年。油彩、キャンバス、93 × 73.5 cm。国立西洋美術館（東京）[238]（W1305）。

1892年と1893年、ルーアン大聖堂を訪れ、西側正面の建物の中にイーゼルを置き、『ルーアン大聖堂』の連作30点を制作した。1892年4月、アリスに宛てて、次のように書いている。
1895年初頭には、ノルウェーのクリスチャニア（現・オスロ）近郊のサンドヴィケン村で、コルサース山などの雪の風景画を制作した。
モネは、デュラン＝リュエルに『大聖堂』1点につき1万5,000フランを要求し、最終的に1万2,000フランで落ち着いた。1895年5月、デュラン＝リュエル画廊の「モネ近作展」で『大聖堂』20バージョンが展示され、注目を浴びた。ここでは、ノルウェーの風景画8点も展示された。
1896年と1897年の冬は、プールヴィルとヴァランジュヴィルを再訪し、断崖の上の小さな家を描いた10点ほどの作品を制作した。1898年6月1日、ジョルジュ・プティ画廊で、これらノルマンディーの作品と、ジヴェルニーで制作した『セーヌ川の朝』連作を展示した。なお、1897年、長男のジャンと、アリスの娘ブランシュが結婚した。
モネはジヴェルニーで、夏は太陽が出るずっと前に起床し、セーヌ川支流の風景を描きにいくという日課を守っていた。早朝、物が色づき始める時間帯に、朝靄の効果をとらえた作品を続けて制作し、1898年6月、ジョルジュ・プティ画廊の個展にこれらの作品17点を出品して、成功を収めた。
当時、依然としてアカデミーからの敵視は根強く、1894年に亡くなったギュスターヴ・カイユボットが、マネ、ドガ、ピサロ、モネ、ルノワール、セザンヌなどの名品を含むコレクションをフランス政府に遺贈したが、アカデミーの反対に遭い、論争の的となった。アカデミズム絵画の泰斗ジャン＝レオン・ジェロームは、「ここには、モネ氏、ピサロ氏といった人々の作品は含まれていないでしょうか？　政府がこうしたごみのようなものを受け入れたとなれば、道義上ひどい汚点を残すことになるでしょうから」と述べた。しかし、1896年にようやく、モネ作品8点を含め、コレクションの一部が国立のリュクサンブール美術館に収められ、公的な認知が進んだことを示した。

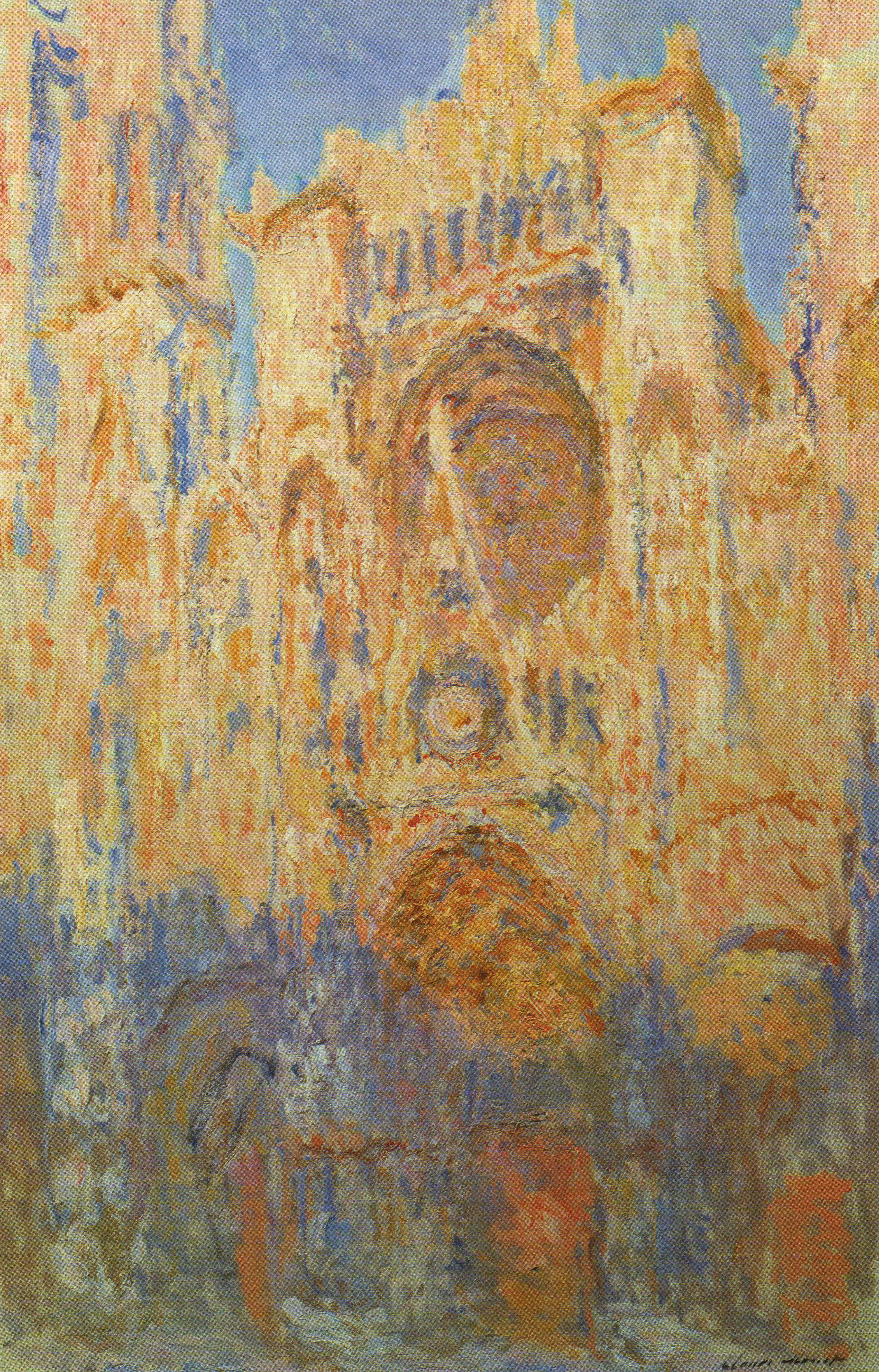
『ルーアン大聖堂、ファサード（日没）』1892 - 94年。油彩、キャンバス。マルモッタン・モネ美術館（W1327）。
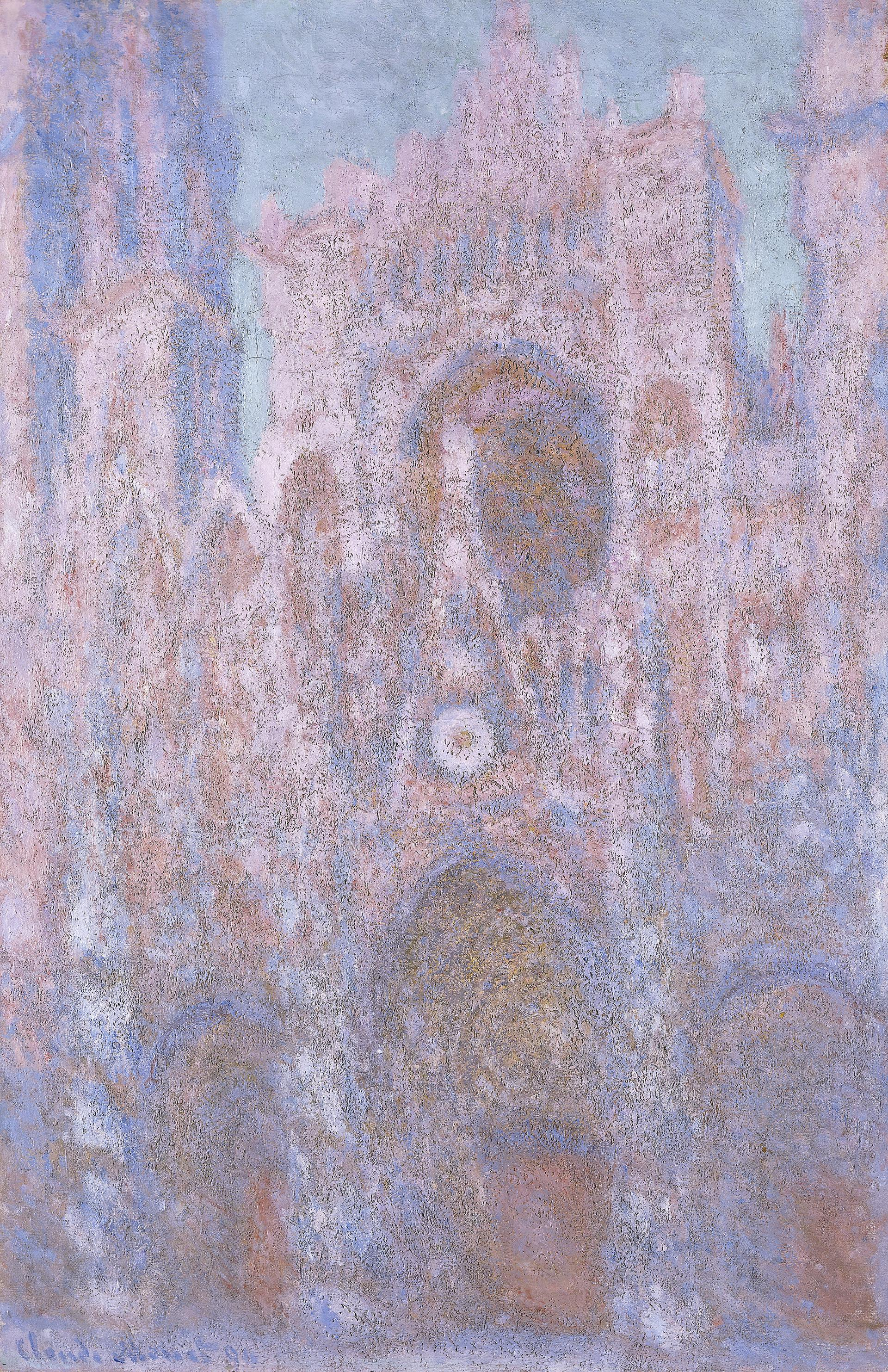
『ルーアン大聖堂、日没（灰色とピンクのシンフォニー）』1892 - 94年。油彩、キャンバス、100 × 65 cm。カーディフ国立博物館[249]（W1323）。
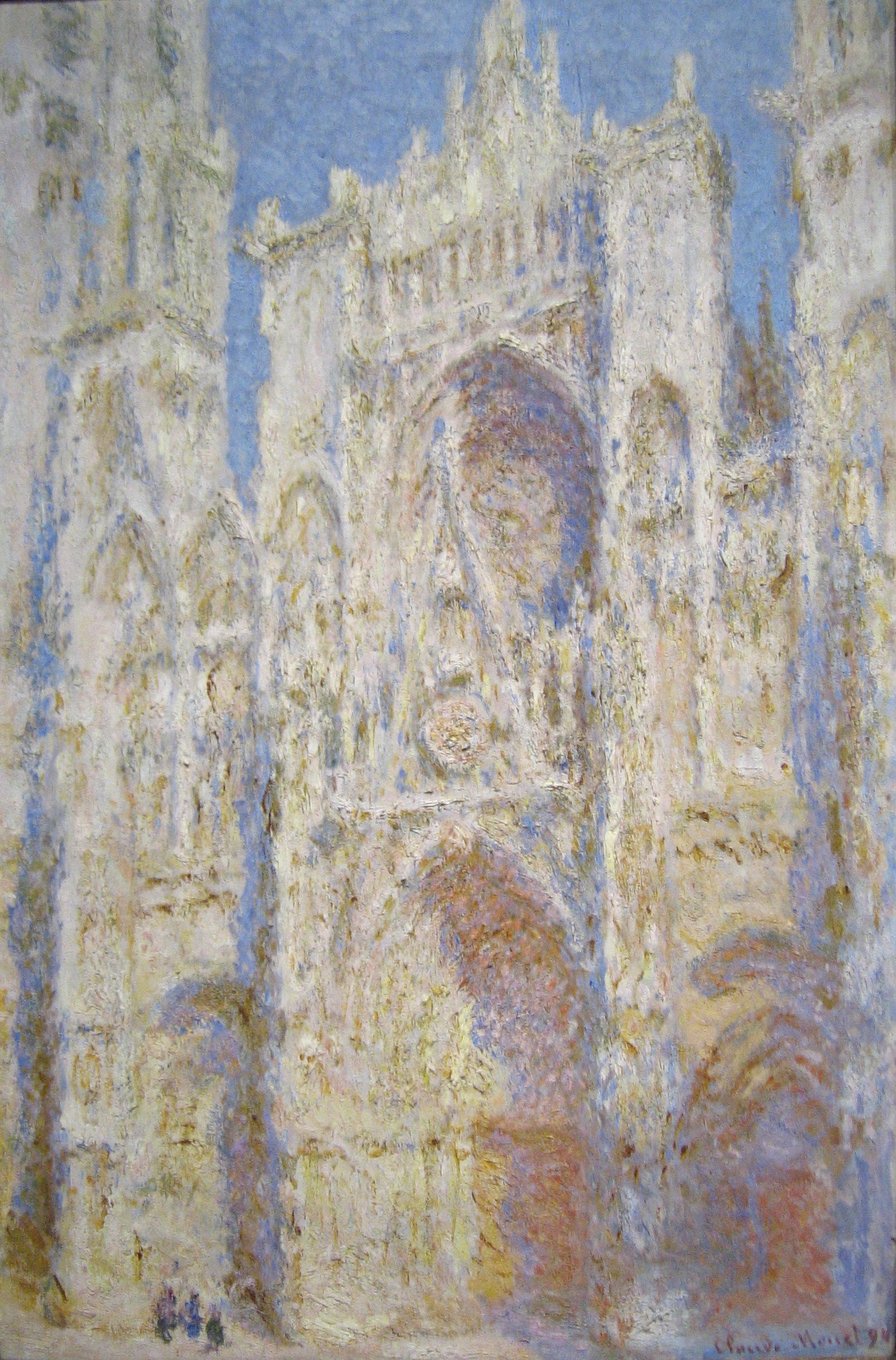
『ルーアン大聖堂、西ファサード、陽光』1894年。油彩、キャンバス、ナショナル・ギャラリー（ワシントンD.C.）[250]（W1324）。
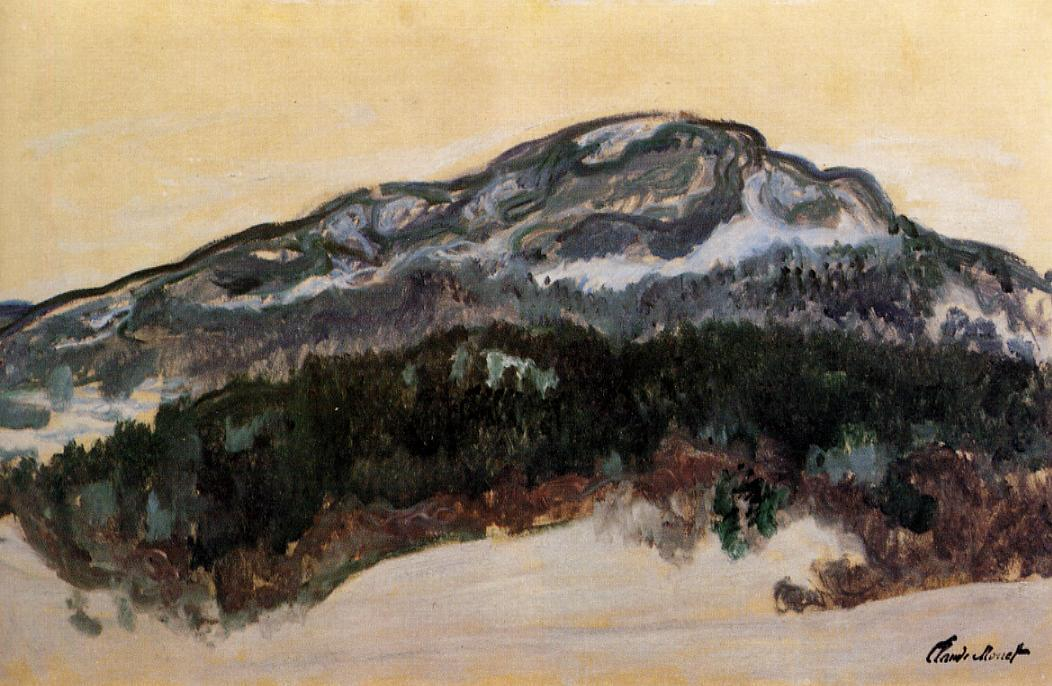
『コルサース山』1895年。油彩、キャンバス、65 × 100 cm。マルモッタン・モネ美術館。
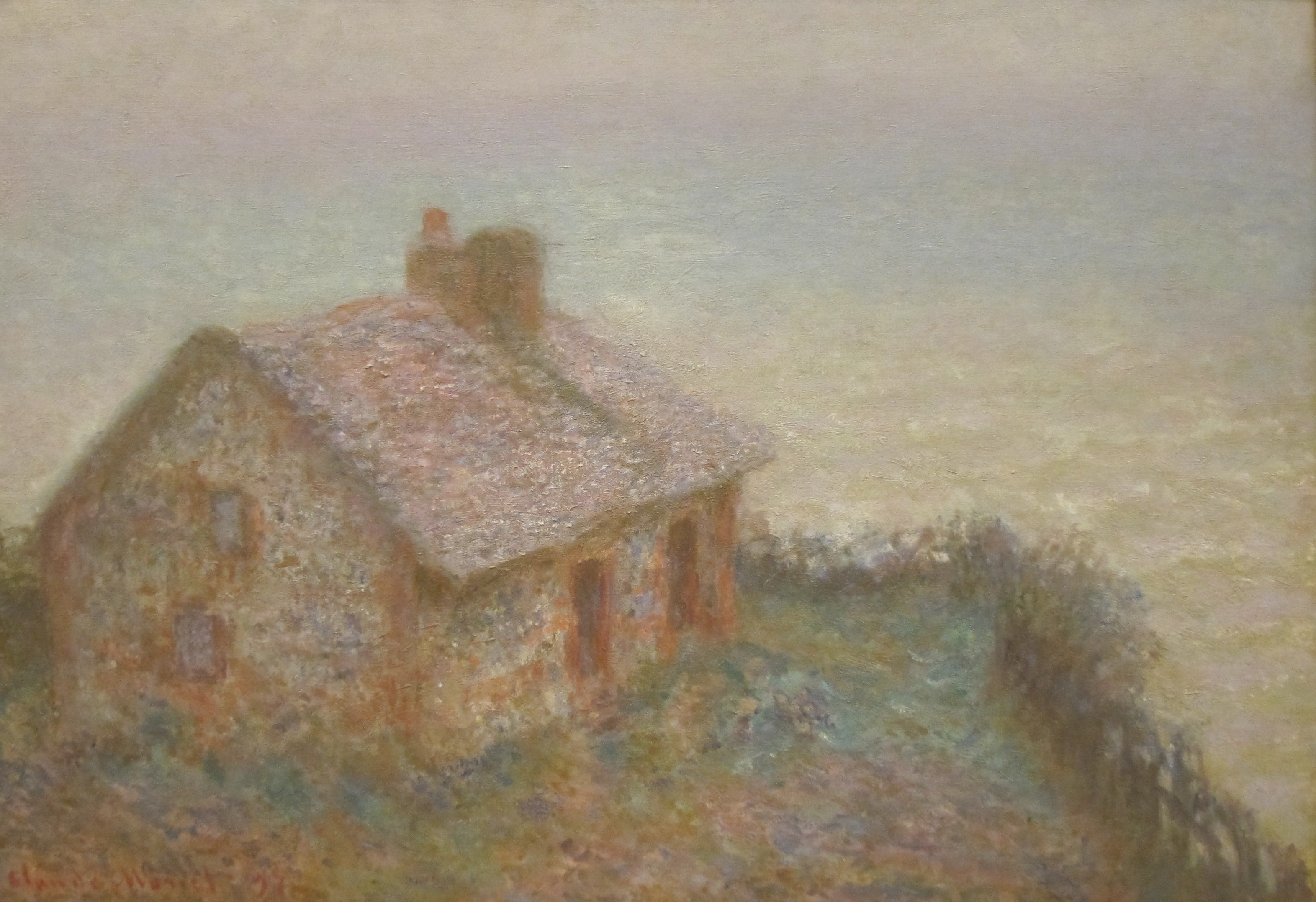
『ヴァランジュヴィルの税官吏小屋』1897年。サンディエゴ美術館（英語版）。
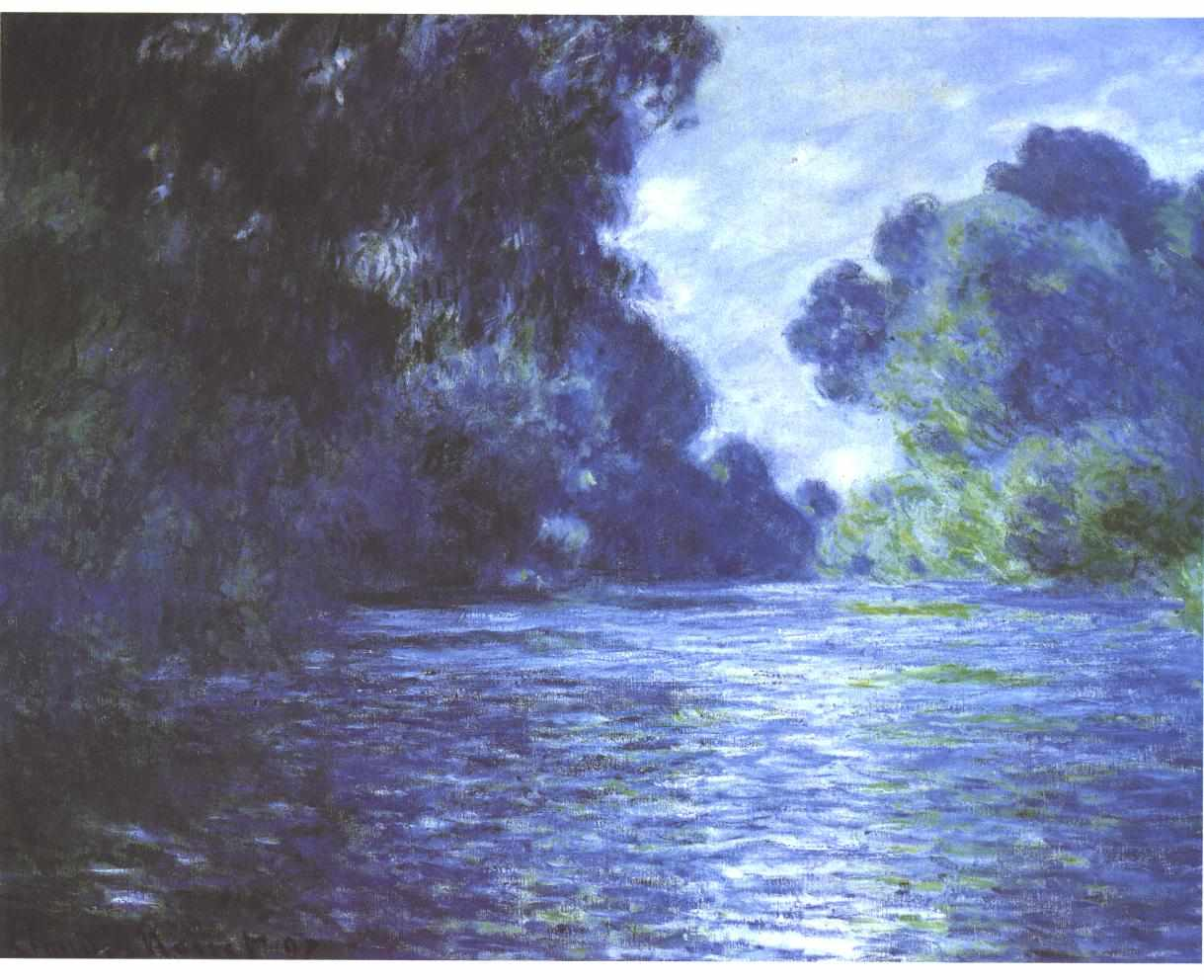
『ジヴェルニー近郊のセーヌ川支流（フランス語版）』1897年。油彩、キャンバス、73.2 × 93 cm。オルセー美術館[251]（W1487）。

#### 「睡蓮」第1・第2連作（1900年代）

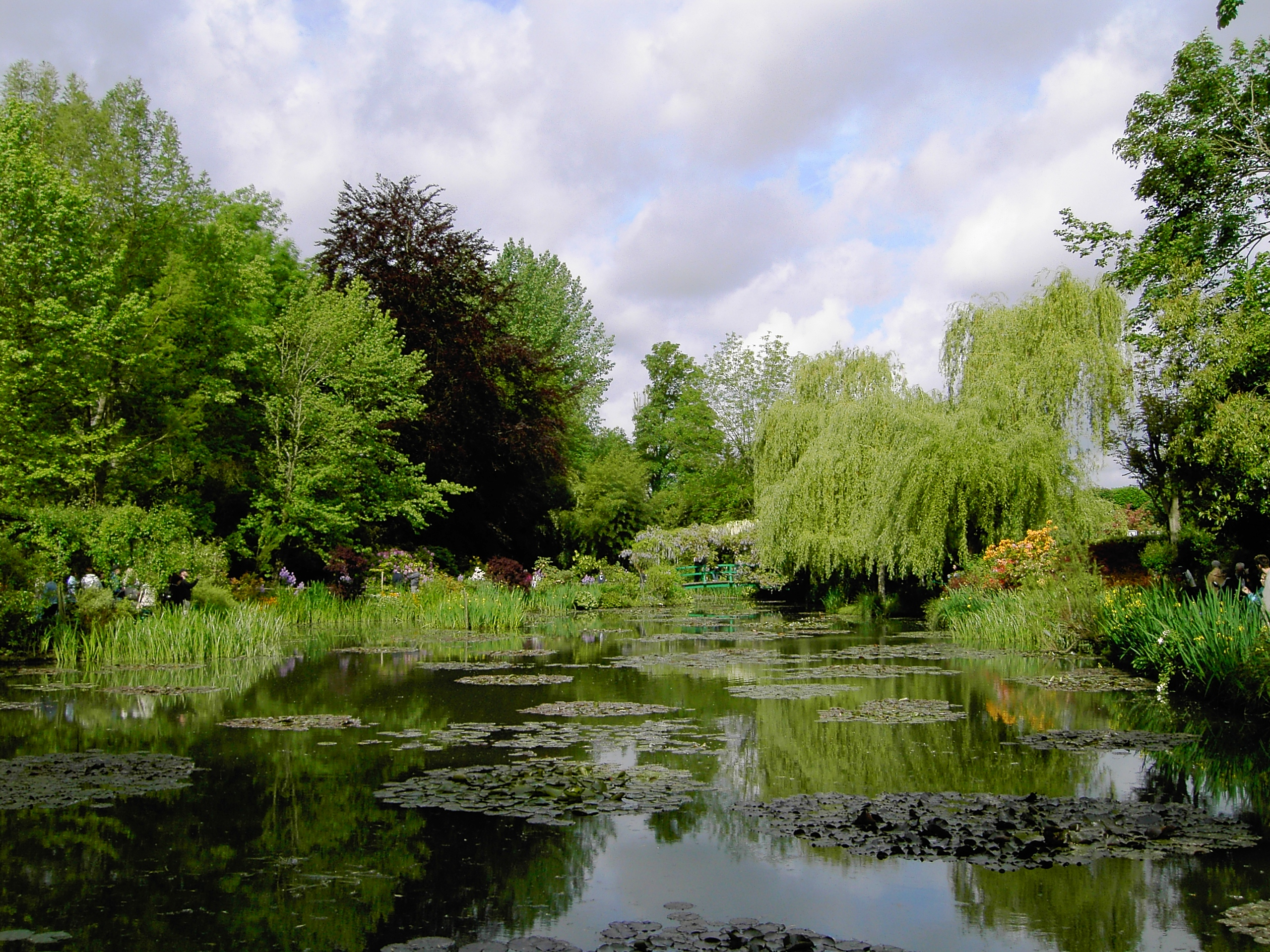
ジヴェルニーの「水の庭」。中央に「日本の橋」。

モネは、1890年にジヴェルニーの地所を購入してから、家の周りに作った「花の庭」に手を入れていたが、1893年に隣の敷地を購入すると、ここにリュ川の水を引いて睡蓮の咲く池を作り、「水の庭」と呼ばれる日本風の太鼓橋のある庭を作り始めた。水の庭は1895年からモネの作品に現れるが、1898年から、大量に描かれるようになる。1900年までの『睡蓮』第1連作では、太鼓橋を中心に、睡蓮の池と枝垂れ柳が、光の変化に従って描かれている。1900年11月の「モネ近作展」で、そのうち13点が展示された。

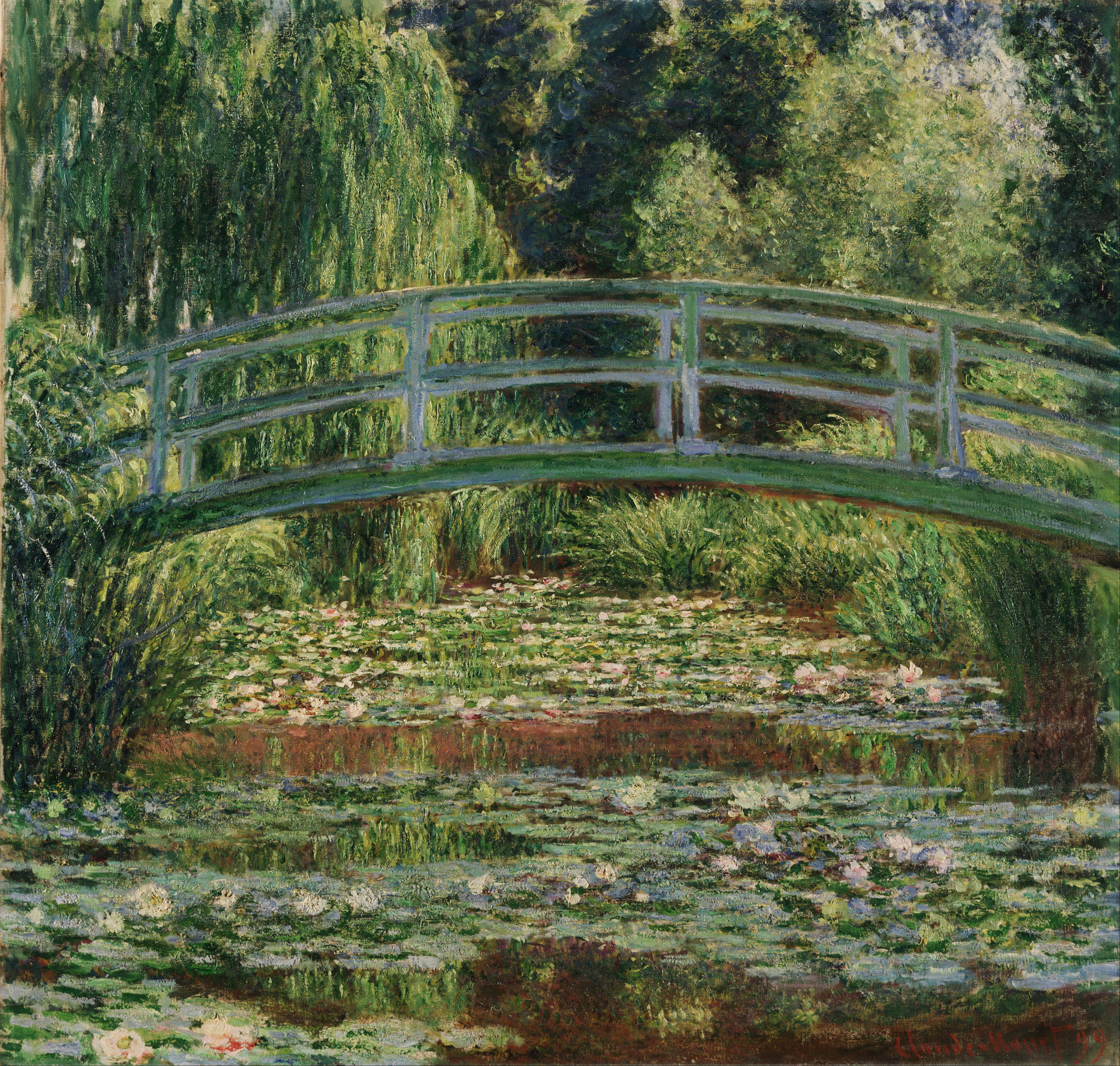
『ジヴェルニーの日本の橋と睡蓮の池』1899年。89.2 × 93.3 cm。フィラデルフィア美術館[255]。
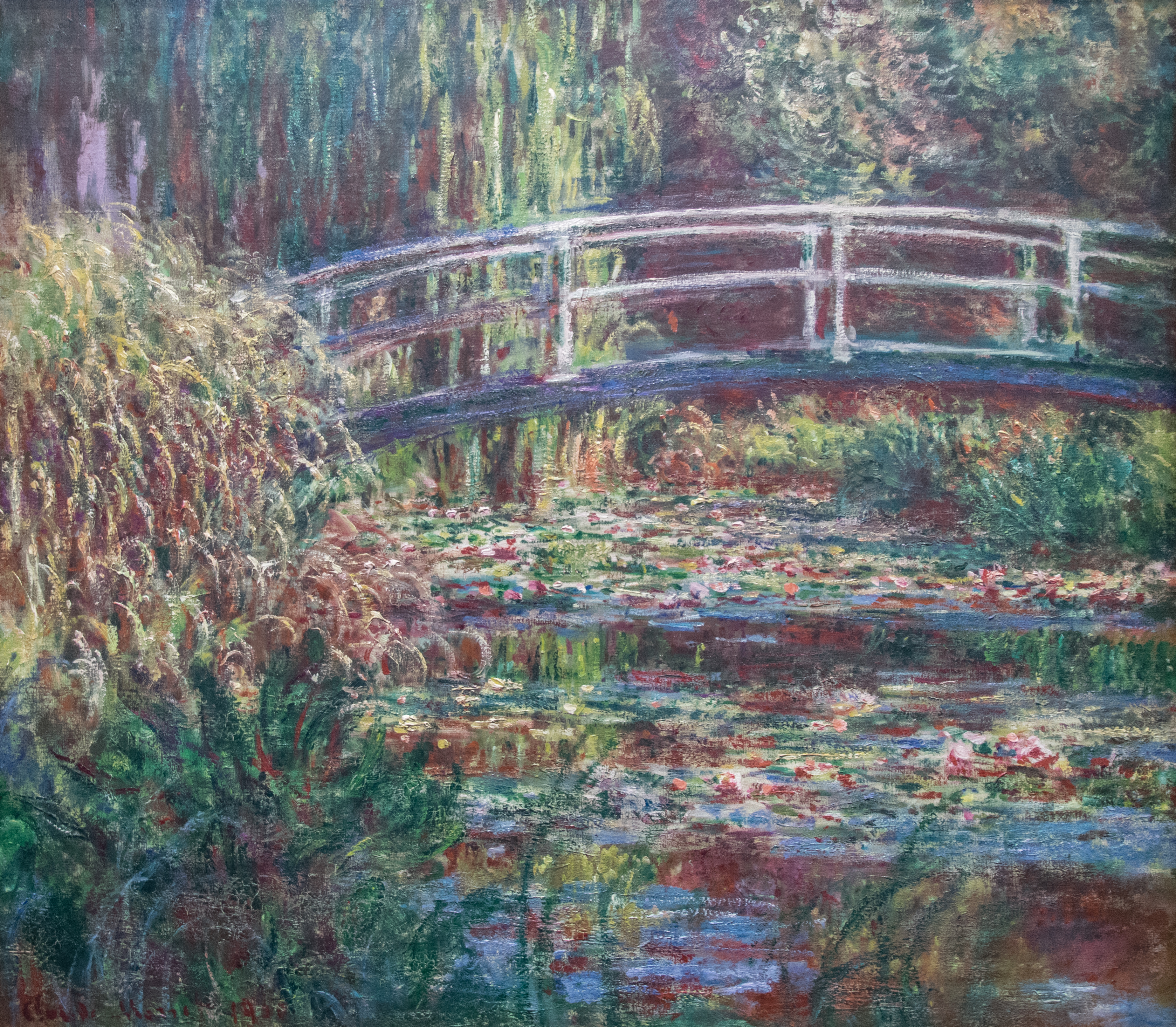
『睡蓮の池、バラ色の調和』1900年。油彩、キャンバス、90 × 100.5 cm。オルセー美術館[256]。
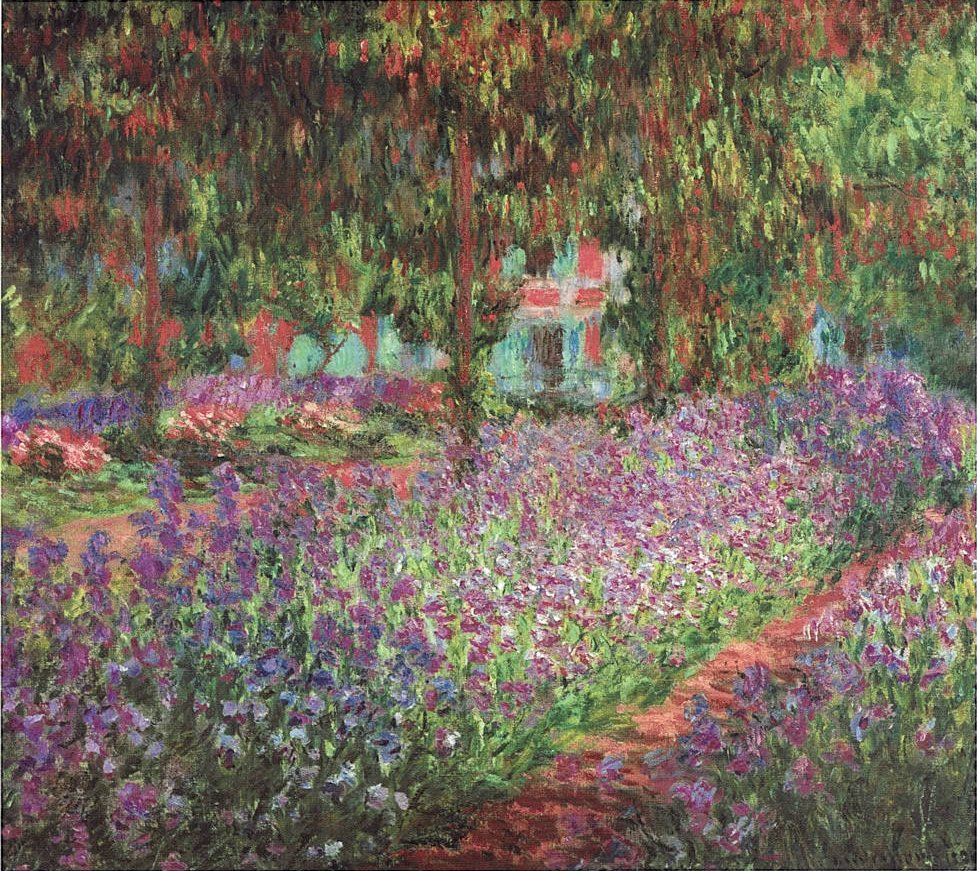
『ジヴェルニーのモネの庭（英語版）』1900年。油彩、キャンバス、81.6 × 92.6 cm。オルセー美術館[257]（W1624）。

1899年秋、1900年2月、1901年2月 - 4月には、ロンドンを再訪した。「テムズ川の霧の効果」を描くことを試み、サヴォイ・ホテルから見た『チャリング・クロス橋』と『ウォータールー橋』、聖トーマス病院から見た『国会議事堂』（ウェストミンスター宮殿）に集中して連作に取り組んだ。ロンドンでは100点ほどを制作し、ジヴェルニーのアトリエで仕上げた。これらの連作は、1904年春にデュラン＝リュエル画廊で展示されたが、印象主義の到達点として評価する見方があった一方、セザンヌにならってフォルムを重視する若い世代からは、堅牢さを欠く時代遅れの作品との批判も受けた。

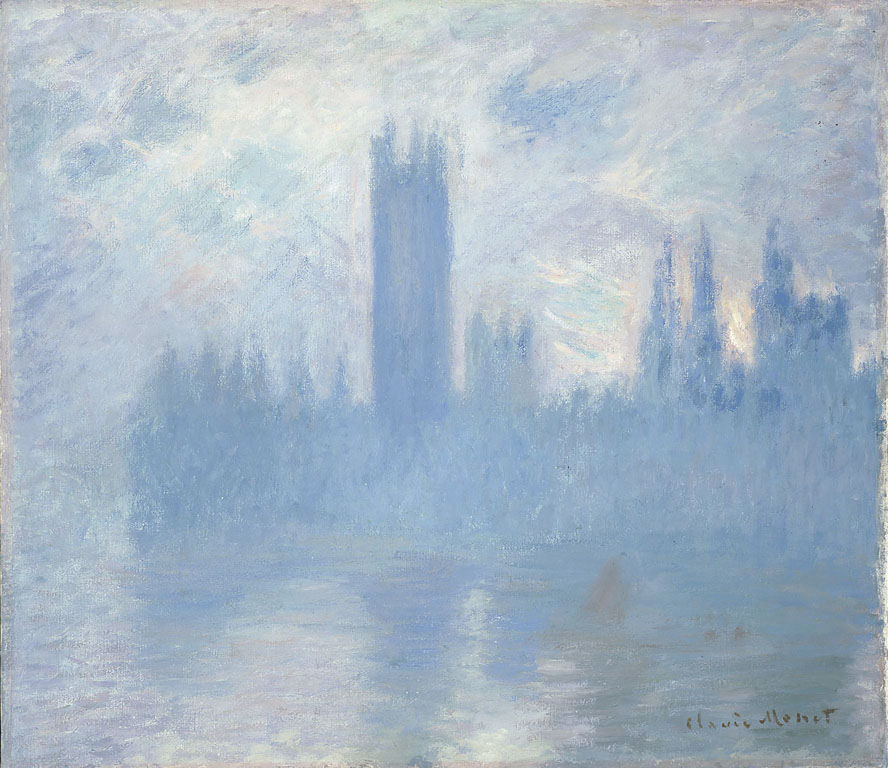
『国会議事堂（英語版）』1900 - 01年。油彩、キャンバス、81.2 × 92.8 cm。シカゴ美術館[260]（W1600）。
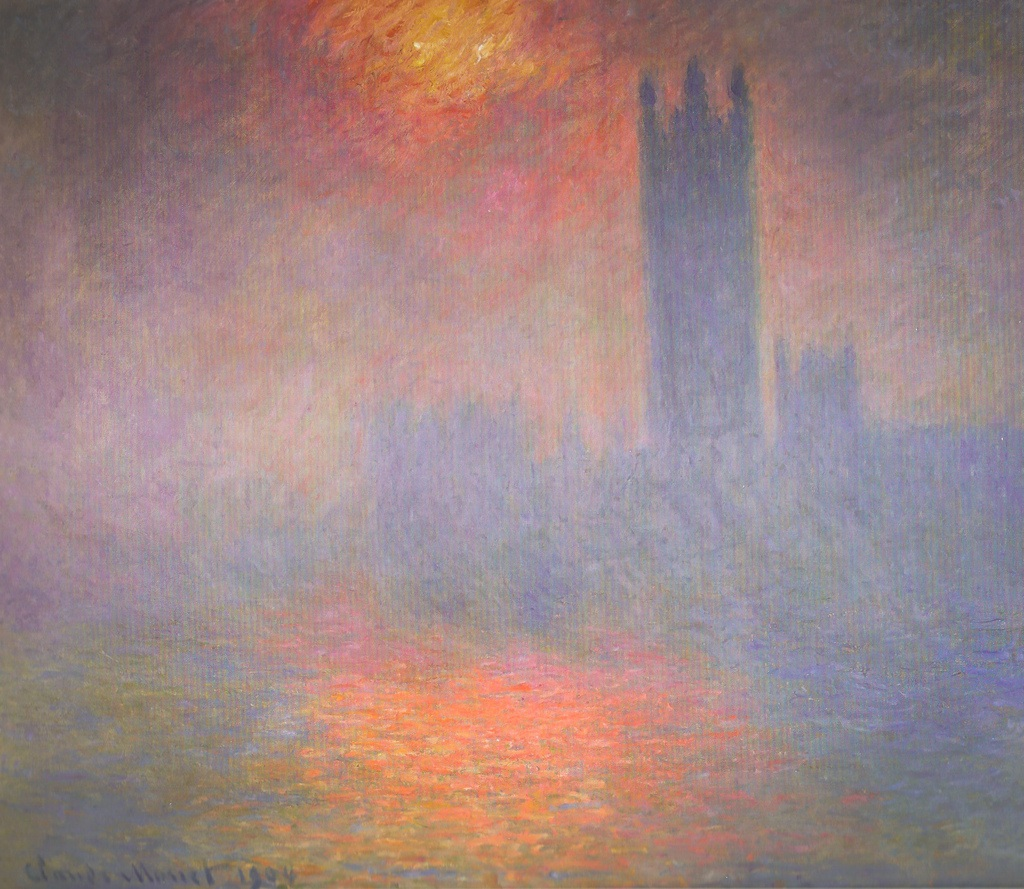
『ロンドン、国会議事堂：霧に透けて見える太陽』1904年。油彩、キャンバス、81 × 92 cm。オルセー美術館[261]（W1610）。
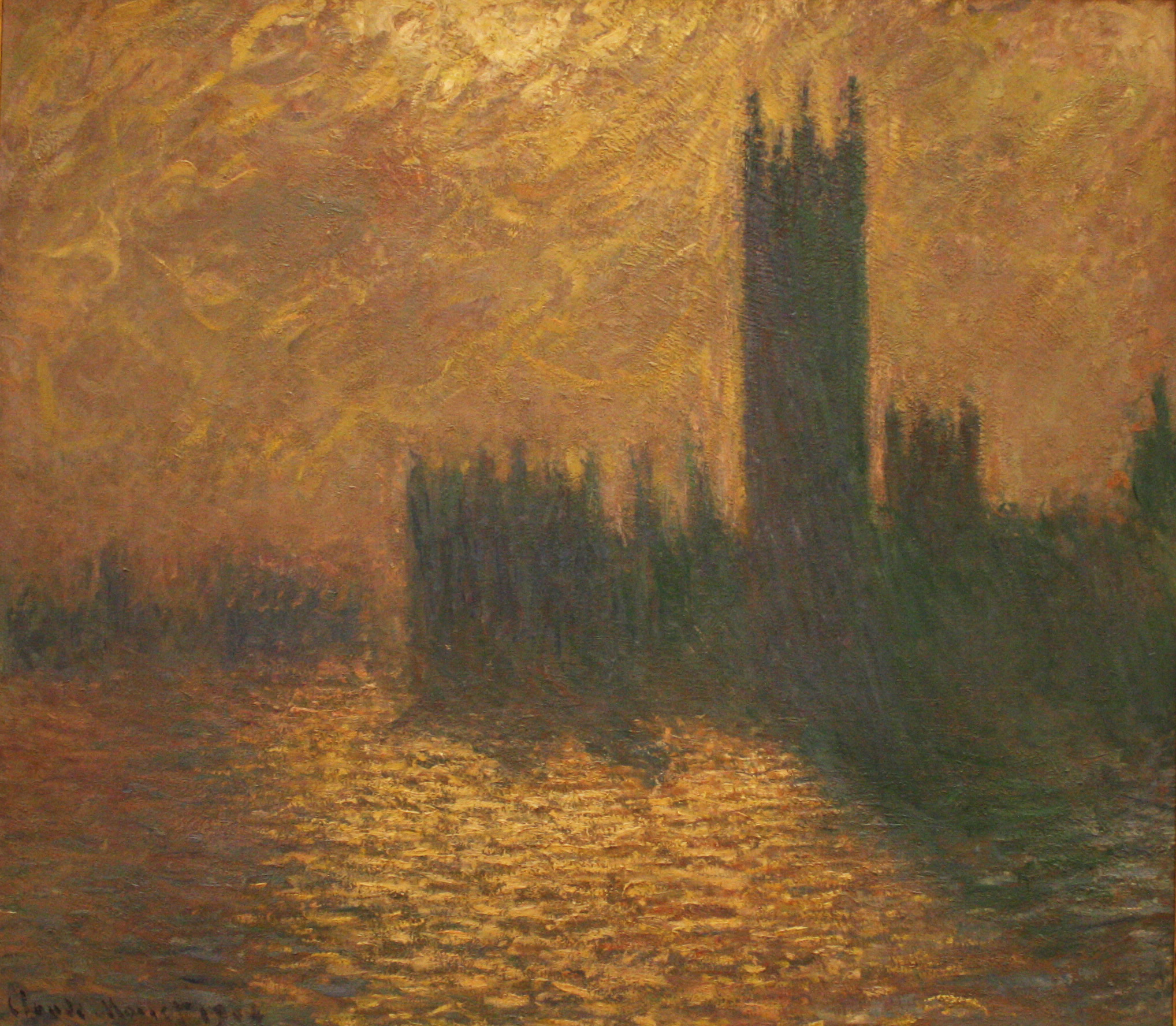
『国会議事堂、嵐をはらんだ空』1904年。油彩、キャンバス、81.5 × 92 cm。リール宮殿美術館（リール）[262]（W1605）。
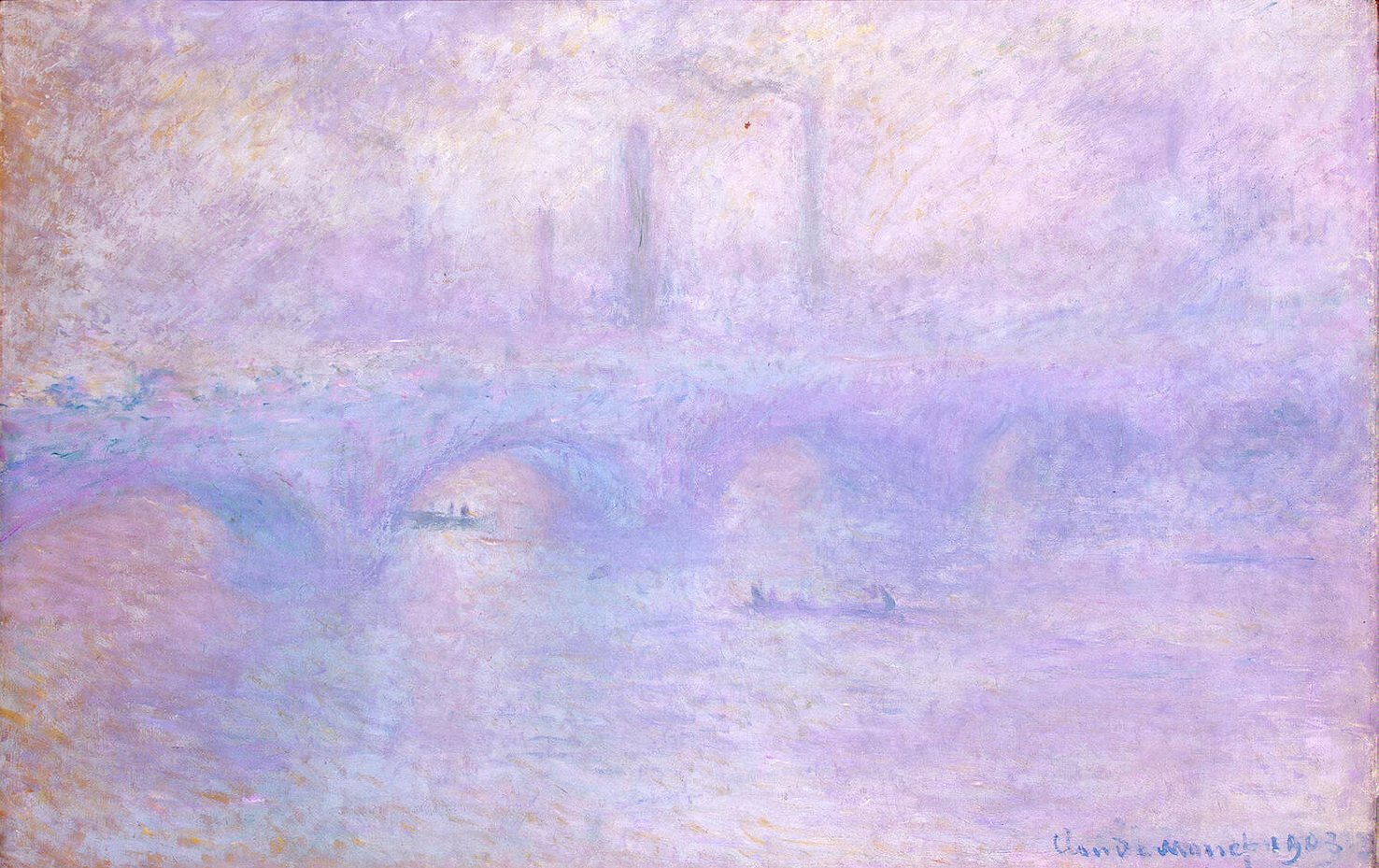
『ウォータールー橋、霧の効果』1903年。油彩、キャンバス、65.3 × 101 cm。エルミタージュ美術館[263]（W1580）。

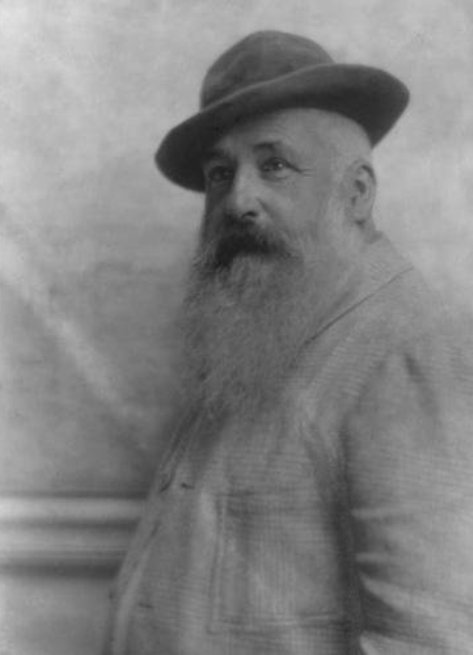
晩年のモネ

モネは1901年、睡蓮の池を拡張する工事を行った。そして、1900年代後半まで、『睡蓮』第2連作に取り組んだ。ここでは、第1連作の太鼓橋は見えず、池の水面が大きく描かれている。また、当初は睡蓮の花や葉が主なモチーフであったが、次第に水面に移る空や柳の影が主役になっていく。1900年から「モネの新連作ならびにピサロ近作展」が開かれる1902年2月までは、ヴェトゥイユでも制作をしている。
『睡蓮』第2連作は、1907年に発表が予定されていたが、モネは「人前に出せる作品があまりに少ない」として、デュラン＝リュエルに延期を伝えている。モネは、制作中に憂鬱に悩まされることが常であり、キャンバスに怒りをぶつけ、切り裂くこともあった。このときも、展覧会の1か月前に30枚のキャンバスを破壊したことをデュラン＝リュエルに明かしている。1908年8月には、ジェフロワに対して次のような手紙を送っている。
1909年5月、デュラン＝リュエル画廊で「睡蓮、水の風景の連作」と題した個展を開き、『睡蓮』第2連作のうち48点を展示した。この展覧会は大成功を収め、ジェフロワ、ロマン・ロラン、レミ・ド・グールモン、リュシアン・デカーヴ、ロジェ・マルクスらの称賛を集めた。新聞には、48枚の絵を一体の装飾として保存すべきだという議論も掲載されたが、これをまとめて買い受ける収集家は現れず、多くがアメリカに渡った。
前後して1908年10月から12月にかけて、アリスとともに、最後の大旅行となるヴェネツィア旅行に出た。1912年5月から6月にかけて、ベルネーム＝ジューヌ画廊で、大運河、サン・ジョルジョ・マッジョーレ聖堂、その他の宮殿などからなる『ヴェネツィアの眺め』29点が展示された。シニャックはこれをモネの芸術の最高の表現だとして称賛した。

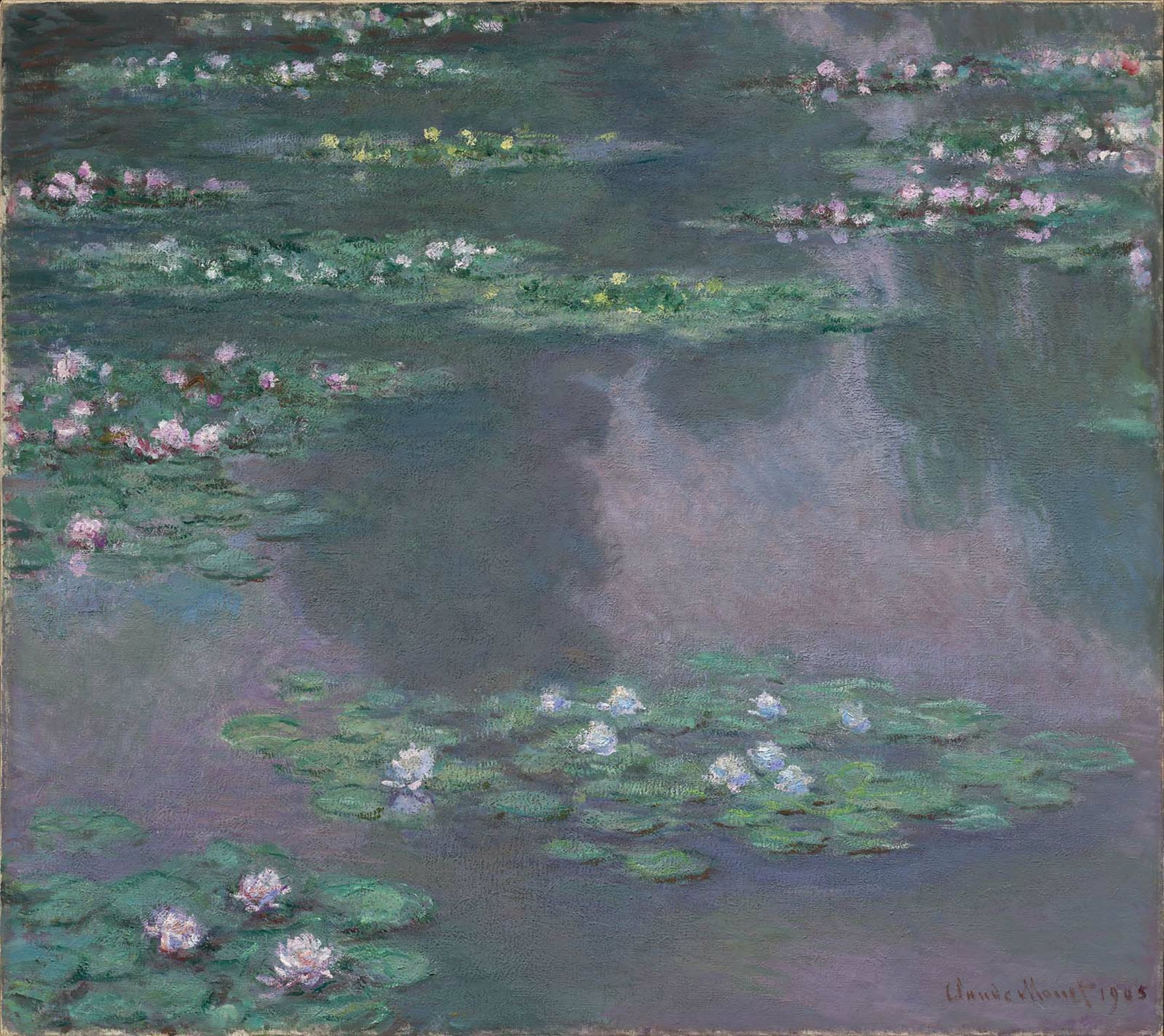
『睡蓮』1905年。油彩、キャンバス、89.5 × 100.3 cm。ボストン美術館[274]（W1671）。
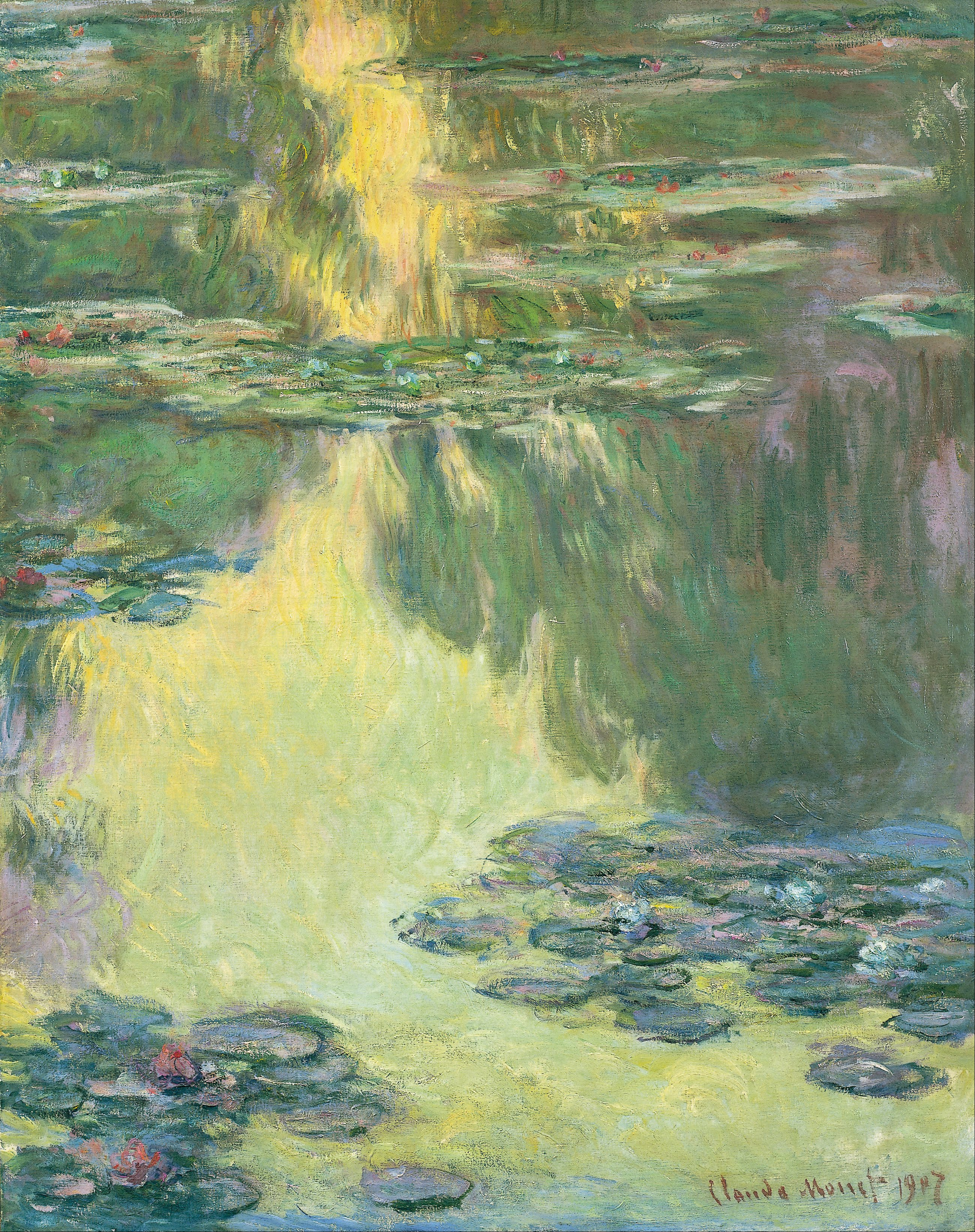
『睡蓮』1907年。油彩、キャンバス、92 × 73 cm。DIC川村記念美術館[275]（W1706）。
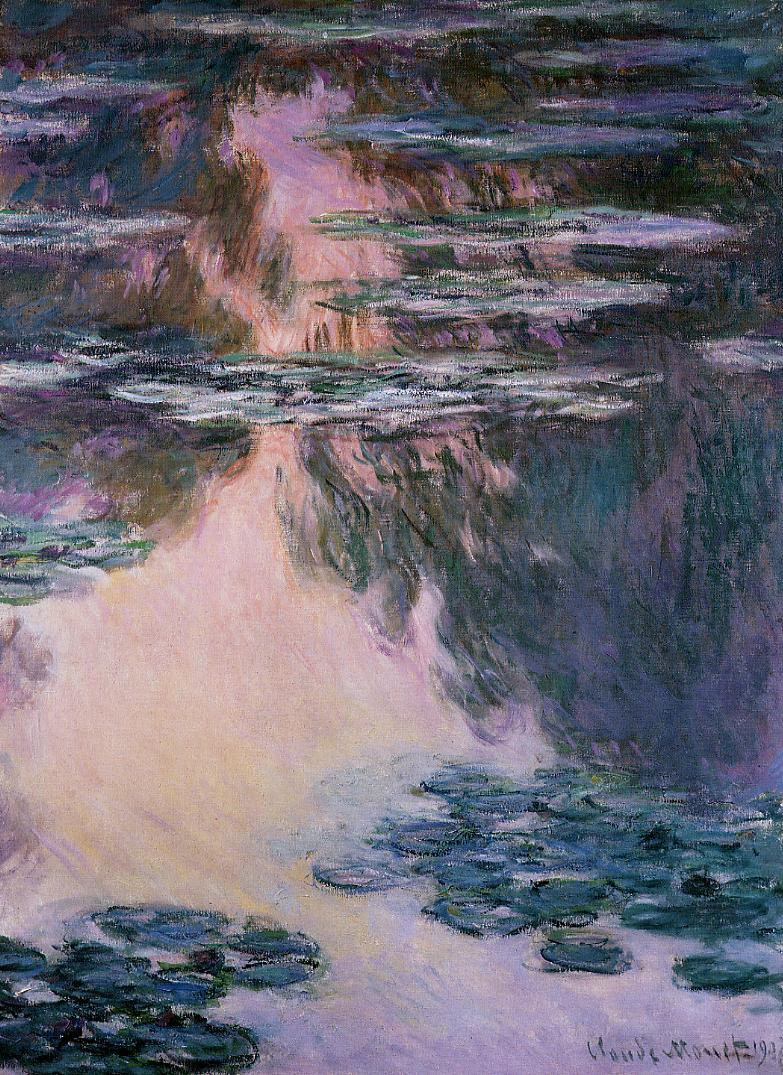
『睡蓮の池』1907年。油彩、キャンバス、100 × 73 cm。アーティゾン美術館[276]（W1715）。
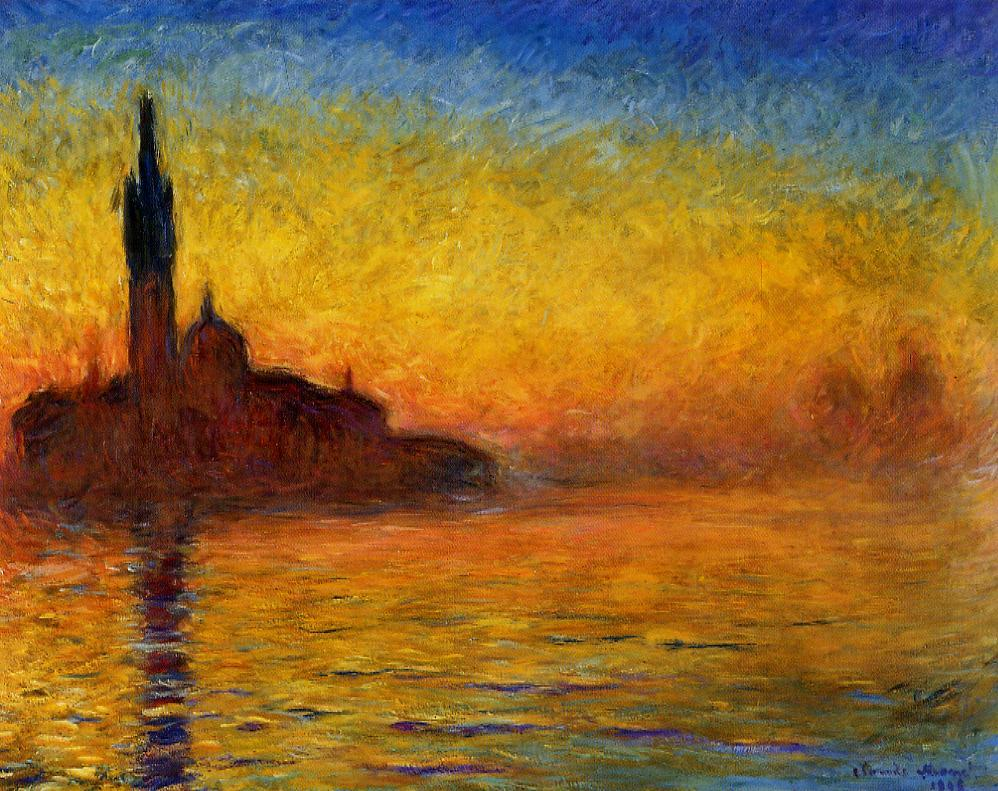
『黄昏、ヴェネツィア』1908年ごろ。油彩、キャンバス、アーティゾン美術館[277]（W1769）。

#### 「睡蓮」の部屋（最晩年）

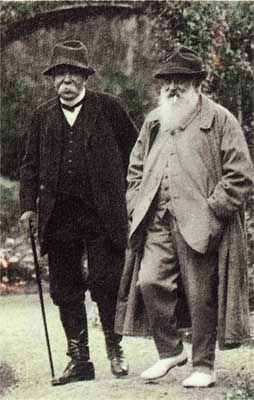
クレマンソーとモネ（1921年）

モネは、1909年の個展のとき、『睡蓮』で一室を装飾するという計画を考えついた。しかし、老化にともない視力の低下という問題に直面した。さらに1911年5月には妻アリスが亡くなり、1914年2月には長男ジャンが亡くなるという不幸に見舞われた。印象派の同志たちも次々世を去っていった。絵具の色も判別できないという絶望の中、多数の絵を引き裂いたため、1909年から1914年までの絵はほとんど残っていない。モネは、気分転換のため、ジヴェルニーの自宅に、彫刻家のロダン、サージェント、詩人のポール・ヴァレリー、画商のデュラン＝リュエル、ベルネーム、劇作家サシャ・ギトリ夫妻、日本の黒木三次夫妻、政治家ジョルジュ・クレマンソーといった友人を招き、特に園芸と料理の話題を楽しんだ。アリス死後は、その娘ブランシュ（ジャンの妻でもあった）がモネを精神的に支えた。

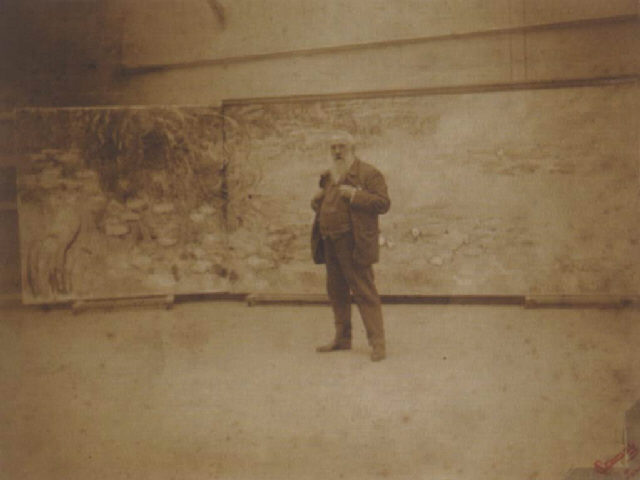
制作中の「睡蓮」の前に立つモネ（1920 - 26年）。大装飾画のために建てた高さ15メートルの巨大なアトリエであった。

1914年、大画面作品を描くための新しいアトリエを建て、制作を再開した。この年、モネ作品14点を含む収集家イザック・ド・カモンド伯爵の遺品コレクションがルーヴル美術館に収蔵されることになったが、これは、死後10年たたないとルーヴルに展示されないという原則からすると異例のことであった。モネは、ルーヴルに招かれ、特別室に展示される自作を目にした。第一次世界大戦中の1915年初め、友人への手紙で、大装飾画を目指していることを初めて明かしている。1917年、通産大臣エティエンヌ・クレメンテルがジヴェルニーを訪れ、ドイツ軍の爆撃を受けて破壊されたランスのノートルダム大聖堂を描き、その蛮行を明らかにしてほしいとの依頼をし、モネはこれを了承したが、実際には現地は爆撃が続き、制作に着手することは難しかった。ただ、政府との関係ができたことで、物資欠乏の戦時下で、ガソリンや石炭を回してもらう便宜を受けることができた。その間、アトリエで、高さ2メートル、幅4.3メートルの巨大なキャンバスを横に4枚つなげて『睡蓮』大装飾画の制作を続けた。戦争が終わった1918年、友人で当時の首相ジョルジュ・クレマンソーに、勝利を祝って、国に一連の大装飾画を寄贈することを約束した。当初は、現在のロダン美術館（ビロン邸）の庭に円形パビリオンを設置し、幅4メートルのキャンバスが12枚取りつけられる計画であった。しかし、建物建設にかかる費用の問題などで当初の計画は修正を迫られ、モネは制作自体を断念しかけた。クレマンソーがモネを強く説得し、1921年4月、オランジュリー美術館の2つのホールに収容する計画で了承させた。
こうして、1922年4月、モネの弁護士と建築家、政府当局との間で寄贈契約が署名された。その内容は、19枚のパネル（作品8点）を2年以内にオランジュリーのモネ・ギャラリーに納入するというものであった。しかしその後、白内障のため失明の危機に直面し、クレマンソーは仕事を放棄しようとするモネを励まし続けた。1923年、ようやく右目の白内障の手術を受け、視力はある程度回復した。当初約束していた引渡し期限を延期し、残りの生涯をかけて『睡蓮』大装飾画の制作に没頭した。1924年、ジョルジュ・プティ画廊で、生存中最大の回顧展が開催された。
1926年の夏の終わり、肺硬化症で病床につき、12月5日正午に86歳で永眠した。息子のミシェルや、ブランシュ、クレマンソーが彼を看取った。『睡蓮』大装飾画は、テュイルリー公園内のオランジュリー美術館に収められ、1927年5月17日、除幕式が行われた。『睡蓮』の部屋は、モネの考えに従って、楕円形の2つの部屋からなり、それぞれ4点の大画面作品で構成されている。
モネの晩年には、フォーヴィスム、キュビスムなど、次々に新しい芸術潮流が生まれており、当時『睡蓮』を顧みる人は少なかった。クレマンソーは、1927年6月、「昨日、オランジュリー美術館を訪れたが、誰一人としていなかった」と書いている。しかし、1950年代になると、ジャクソン・ポロックなど抽象表現主義の画家・批評家がモネを引き合いに出すようになり、改めて注目を浴びるようになった。アンドレ・マッソンは、『睡蓮』大装飾画を「印象主義のシスティーナ礼拝堂」と呼び、すべての現代人に見ることを勧めた。

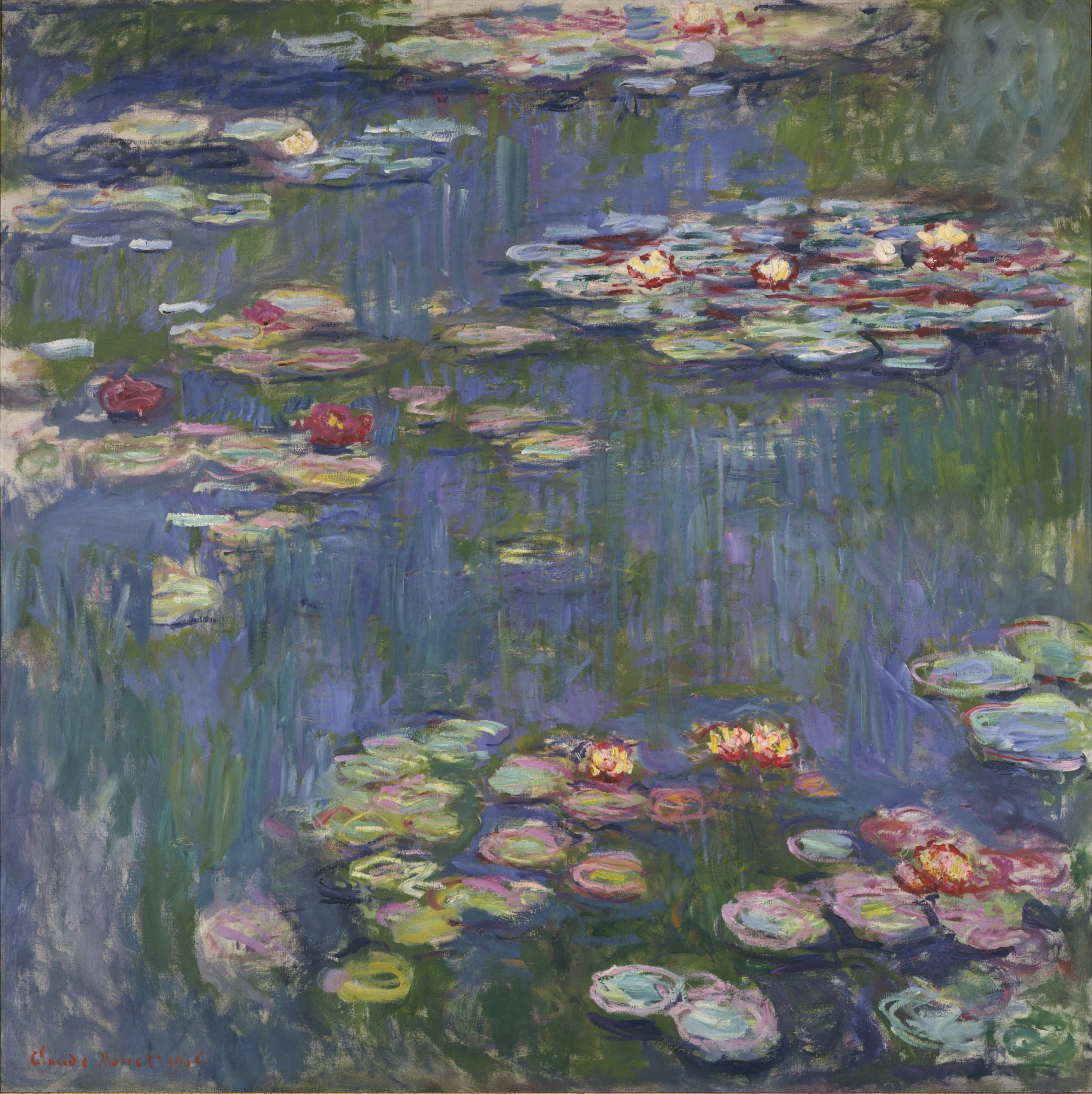
『睡蓮』1916年。油彩、キャンバス、200.5 × 201 cm。国立西洋美術館[297]。大装飾画のための大型の習作[298]（W1800）。
『睡蓮の池』1918–19年。73 × 105 cm。マルモッタン・モネ美術館。抽象表現への芸術的深化と同時に、白内障の影響も否定できない[299][300]。
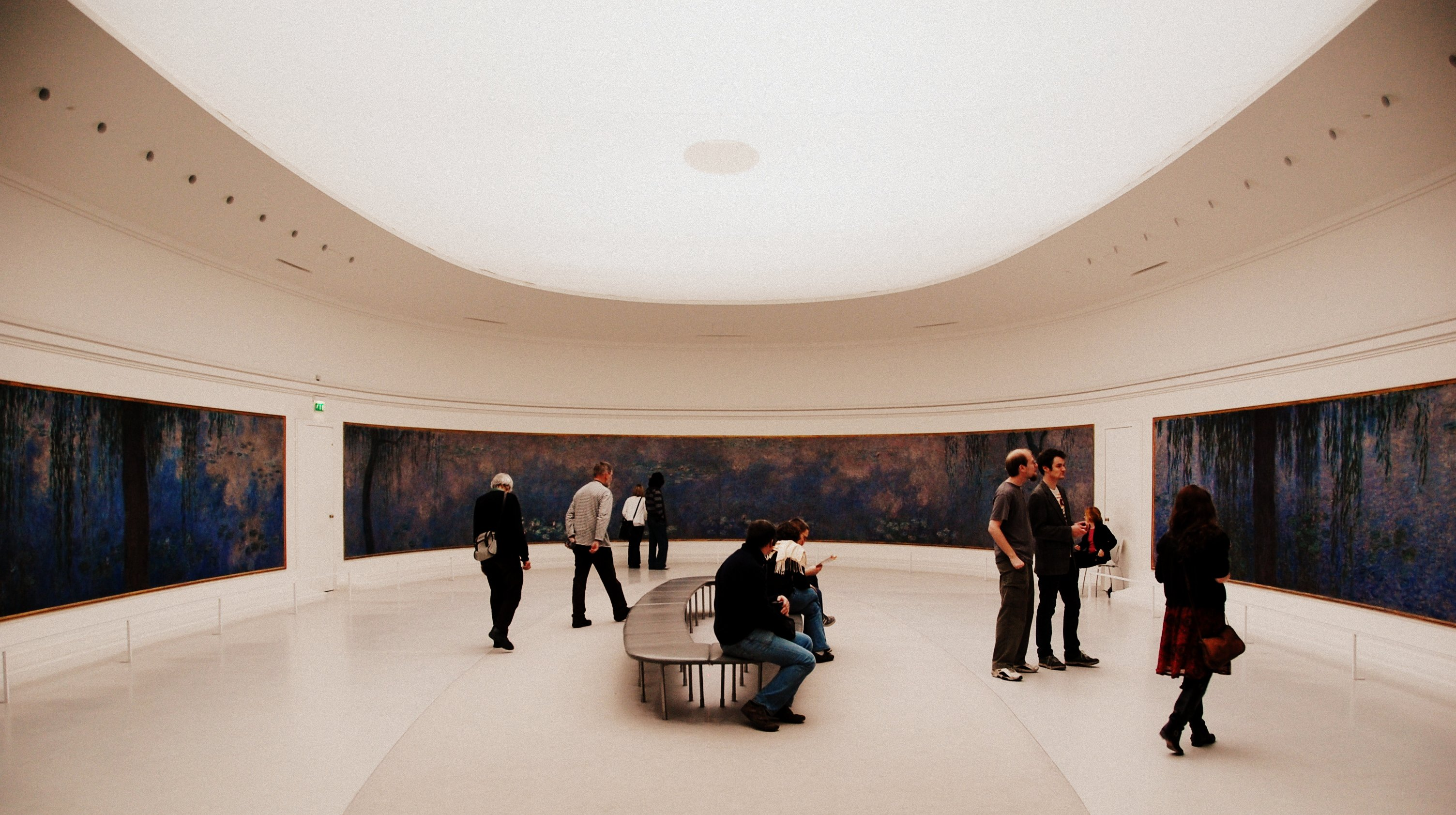
オランジュリー美術館の「睡蓮」の部屋。
オランジュリー美術館の平面図。2つの睡蓮の部屋が並んでいる。

|  | 『雲』200 × 1,275 cm。               |
|  | 『朝』200 × 1,275 cm。               |
|  | 『柳のある明るい朝』200 × 1,275 cm。 |

## 作品

### カタログ
モネの作品については、ダニエル・ウィルデンシュタインが、1974年以降、4巻および補遺からなるカタログ・レゾネを刊行している。ここには、油彩2,000点、デッサン500点、パステル画100点を超える作品が時系列順に収録されており、ウィルデンシュタイン作品番号が付されている。
そのうち、「睡蓮」の作品群は約300点にも及ぶ。
作品を収蔵するおもな美術館には、フランスのオルセー美術館、マルモッタン・モネ美術館、オランジュリー美術館、アメリカのメトロポリタン美術館、ボストン美術館、シカゴ美術館などがある。

### 時代背景、画風

#### 印象派前史

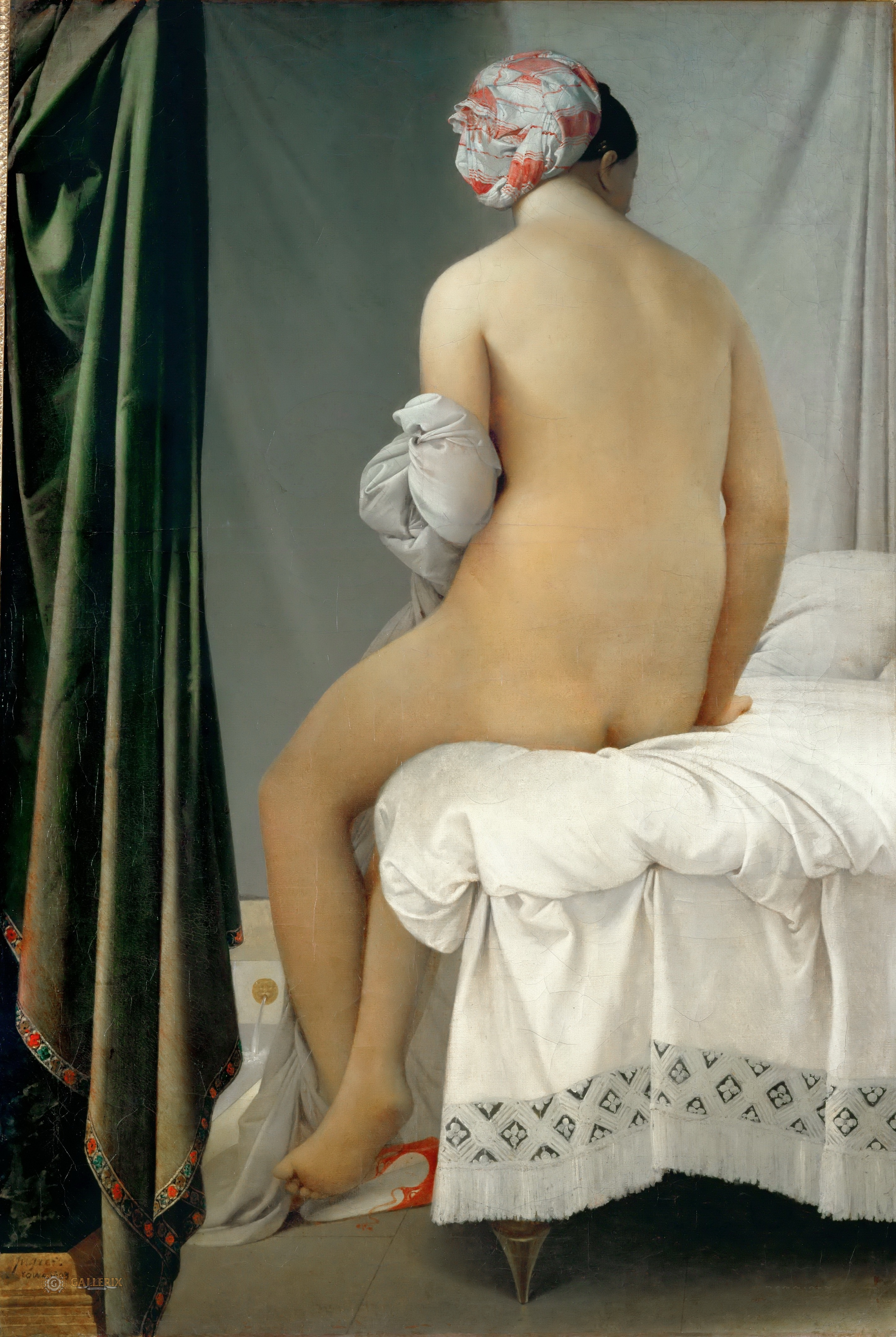
アングル『浴女』（1808年）

19世紀半ば、フランスの絵画を支配していたのは、芸術アカデミーとサロン・ド・パリを牙城とするアカデミズム絵画であった。その主流を占める新古典主義は、古代ギリシアにおいて完成された「理想の美」を規範とし、明快で安定した構図を追求した。また、色彩よりも、正確なデッサン（輪郭線）と、陰影による肉付法を重視していた。ジャンルによる価値の優劣も厳然としてあり、歴史画や神話画が高貴なジャンルとされたのに対し、肖像画や風景画は低俗なジャンルとされていた。

ドラクロワ『アルジェの女たち』（1834年）

これに対して、ロマン主義を代表するウジェーヌ・ドラクロワは、豊かな色彩表現をもって、新古典主義の巨匠ドミニク・アングルに対抗した。その明るい色彩は、のちの印象派に大きな影響を与えた。

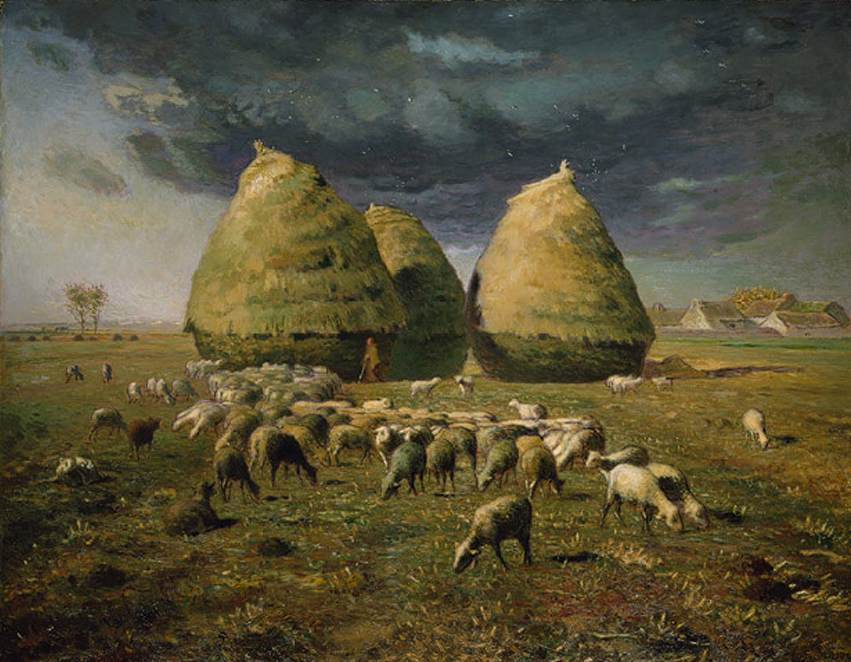
ミレー『積みわら：秋』（1874年ごろ）

その次の世代として、ジャン＝バティスト・カミーユ・コローは、「自分の前に見えるものをできるだけ丹念に描き出す」ことを目標に、優れた風景画や人物画を残した。ジャン＝フランソワ・ミレーやシャルル＝フランソワ・ドービニーといったバルビゾン派の画家たちも、公式の美術界からは軽視されたものの、ロマン派的な情熱を受け継ぎつつ、緻密な自然観察による風景画を生み出し、印象派への道を準備した。その背景には、神話的なテーマを好んだ貴族に代わり、分かりやすい風景画を好む市民階級が成長してきたことがあった。
さらに、1850年代に『オルナンの埋葬』を発表したギュスターヴ・クールベは、表現技法においては伝統的な造形を踏襲していたが、歴史画を上位とする価値観に公然と異を唱え、「眼に見えるものしか描かない」という信念の下、近代的な主題を描いた。その反逆精神は、印象派の若い画家たちを魅了した。
エドゥアール・マネは、1860年代に『草上の昼食』や『オランピア』を発表し、近代パリの頽廃した風俗を赤裸々に描いた。これらの絵は、風紀上の理由で激しく非難されたが、技法面では、伝統的な陰影による肉付法を行わず、平面的な塗り方をしている点も革新的であった。

#### 戸外制作

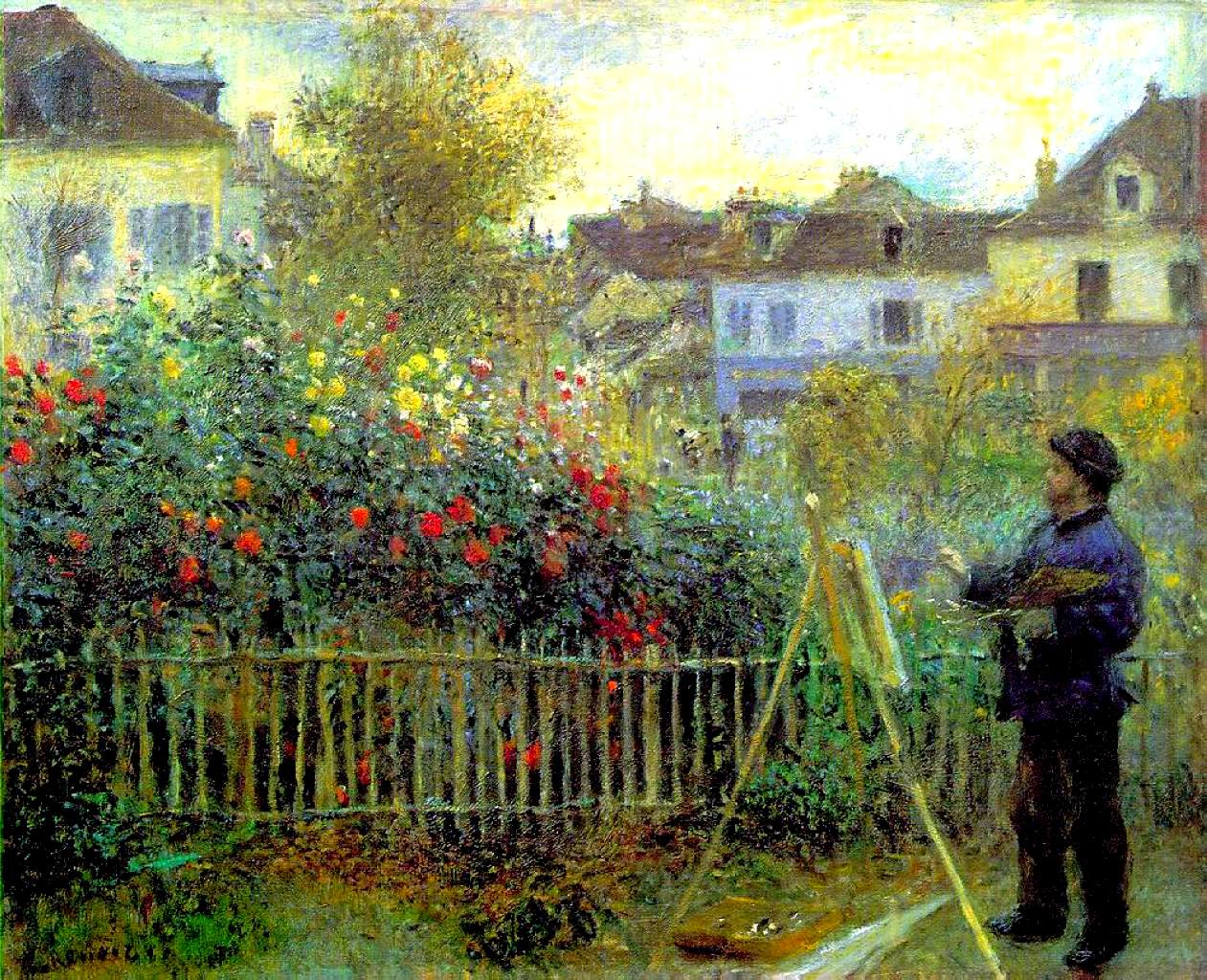
ルノワール『アルジャントゥイユの庭で制作するモネ』（1873年）

モネに代表される印象派は、こうした反アカデミズムの流れの中で登場してきた。モネは、クールベの写実主義的態度を受け継ぎ、自然に対する観察に向かった。もっとも、クールベにとって森や川といった自然が客観的に存在するものであったのに対し、モネたち印象派の画家にとっては、自然は自己の感覚に反映されたものであり、彼らはその「印象」、つまり主観的な感覚世界をキャンバスに再現することを追求した。
モネが自然の印象を正確にとらえるためにとった制作手法が戸外制作であった。モネはこの手法を先輩ウジェーヌ・ブーダンから学んだ。モネは、画家として目覚めた日のことを次のように回想している。

クールベ『画家のアトリエ』（1855年）

こうした戸外制作を可能にしたのが、1840年代にイギリスで発明された、ネジ式の蓋を持つ金属製チューブ入り絵具であった。1820年代までは、画家がアトリエで自ら絵具を調合するか、豚の膀胱で作った袋で業者から購入しなければならず、保存性が悪かった。1820年代に注射筒状の容器が発明されたが、洗浄が大変であった。そのため油彩画はアトリエで仕上げるのが当然であった。チューブ入り絵具の発明により、戸外にイーゼルを立て油彩画を仕上げることができるようになり、バルビゾン派がいち早くこれを実践していた。しかし、当時一般的な手法とはなっておらず、クールベも、『画家のアトリエ』の中で、アトリエで風景画を制作する様子を描いている。
戸外制作は、物の描き方に革命をもたらした。古典的な絵画は、明から暗へゆっくり移行する陰影を付けて物の丸みと立体感を出す肉付法をとっていたが、それは、アトリエの窓から差し込む光が物に当たってできる、なだらかな陰を前提としたものであった。しかし、戸外の太陽の光の下では、強烈な明暗のコントラストが生じ、明から暗へのなだらかな移行は見られず、物が平板に見えるし、陰の部分も、単なる黒や灰色ではなく、周りの物から光が反射して、色彩が感じられる。このことに気付いたのは、マネと、モネたち印象派の画家たちであった。彼らは、物にはそれぞれ固有色があるという約束事から自らを解放し、目に映る色彩を自由に描くようになった。
モネは、戸外制作を本格的に始めたのは自分だという自負を持っており、1900年に次のように述べている。
もっとも、特に後期の連作では、屋外でのスケッチにアトリエで手を加えている。晩年の「睡蓮」大装飾画では、池で描いた大型の習作を基に、アトリエで想像力による再構成を行っている。

#### 筆触表現と色彩分割
モネは、自然の中では、雲が太陽を遮ったり、風が水面を揺らしたりするたびに、物（モチーフ）の見え方が刻々と変化することに注目した。そのような中で、これぞという局面をとらえようとすれば、それまでの画家のように、絵具を混ぜて調合したり、茶色の地塗りの上に何層も重ね塗りをしたりしている余裕はなく、素早い筆さばきで絵具を直接キャンバスに置いていくことになった。細部よりも、全体の効果に気を遣うことになった。生乾きの絵具の上に絵具を塗り重ねるため（ウェット・オン・ウェット）、絵筆の先で絵具が混ざり、筆触（タッチ）が生々しく残ることになる。それが制作の過程の臨場感や新鮮さをもたらしている。すなわち、絵肌（マチエール）自体が、画家の手の動きを伝える。しかし、凝った構図、写実的なデッサン、なめらかな仕上げの細部を重視するアカデミズム絵画から見れば、稚拙で未完成なものと受け取られ、嘲笑の理由となった。
絵具をパレットで混ぜないことは、色の明度を落とさないためにも必要なことであった。ある色を作り出すために複数の絵具を混ぜると、色の明度が落ちて画面が暗くなり、戸外の光の明るさを表現することができなくなってしまう。これに対し、原色の絵具をできるだけ混ぜず、限られた色数だけで、細かな筆触（タッチ）をキャンバスに並べると、見る者の視覚の中で色が混ざり（視覚混合）、明度も落ちない。こうした手法は、モネがルノワールとともに『ラ・グルヌイエール』を描いたころから確立していったものである。筆触分割または色彩分割と呼ばれる手法であり、のちに新印象派の画家たちがこれを科学理論に基づいて体系化することになったが、印象派の画家たちは感覚に基づいてこれを用いた。その結果、印象派の画面は、バルビゾン派、クールベ、マネといった先人の画面と比べ、格段に明るく輝かしいものとなった。同時に輪郭線は思い切ってぼかす方向に進んだ。絵を間近から見るだけでは、いい加減な混乱した筆の跡しか見えないが、2、3メートル離れて見ると、突然画面が息づいて見えてくるのであり、これは印象派の画家たちが発見した新たな視覚体験であった。
当時、これを理解できなかったルイ・ルロワは、モネの『キャピュシーヌ大通り』に黒い点で描かれた群衆を見て、「画面の下の方の、まるで黒いよだれのような、あの無数の縦長のものは一体何なのだ」と嘲笑したが、エルネスト・シェノーは、「埃と光の中のおびただしい数の群衆の動き、道路の上の馬車と人々の雑踏、大通りの木々の揺れ、つまりとらえがたいもの、移ろいやすいもの、すなわち運動の瞬間なるものが、その流れ去る性質のままに描き留められた」ものだとして、モネの意図を捉えた。その視覚体験の前では、威厳のある主題とか、バランスのとれた構図とか、正確なデッサンといった古い概念は、もはや何の意味も持たなかった。

#### 連作の時代
モネは、自然の中の物や人物が光の作用によってさまざまな変化を見せるという発見をもとに、同じモチーフをさまざまな光の下で描くという連作に進んでいった。1865年、エトルタでモネと知り合ったギ・ド・モーパッサンは、制作中のモネの様子を、「5、6枚のキャンバスは、同じ題材について、さまざまな時間の異なった光の効果を描き留めるものである。天候が変化するのに従って、彼はそれらのキャンバスを順次取り上げるのだった」と紹介している。こうした制作手法は、後の連作につながっていったと考えられる。
ジヴェルニー時代に『積みわら』を描いたとき、30分もすれば光が微妙に変化して積みわらの色が別のものに変わっているのに気付き、それを別のキャンバスに描くことになり、多数の連作を生むことになったという。さらに、『ルーアン大聖堂』や『ロンドンの橋』の連作では、光の効果が更に支配的となっている。モネは、ルーアン大聖堂の向かいの部屋にいくつものキャンバスを並べ、朝から夕暮れまでそれぞれのキャンバスに向かったと伝えられている。その代わり、建物の質感や明確な形態は光の波の中に飲み込まれてしまっている。同時に、明確な形態把握を必要とする人物像は、モネの画面から消えていく。現実の再現というよりは、より主観的な感覚と記憶をテーマとする絵画に向かっており、世紀末芸術の時代に盛り上がってきた象徴主義やアール・ヌーヴォーといった潮流との親近性が見られる。保守派の美術史家ケネス・クラークは、石造の大聖堂が光と色彩に溶融する様子を「溶けたアイスクリーム」と批判した。もともと写実主義的な意図に発していながら、光の表現のために、現実世界に確かに存在する形態や質感を犠牲にせざるを得なかったことは皮肉であり、写実主義の破産を示すものといえる。
連作の時代には、光の当たったモチーフよりも、光そのものが主役の位置を占めるようになっていく。オクターヴ・ミルボーが、「彼の自然との交感（コレスポンダンス）は、他の人々より、もっと直接的である。もっとも賞賛される芸術家とは、自然が隠している神秘にもっとも近づいた人であり、またもっとも謙虚な人である」と評しているが、この時代のモネが体験した光とは、モチーフだけでなく画家自身をも包み、自然との交感をもたらす崇高性を帯びたものであったと解釈される。
造形においても、印象主義の時代のような強いコントラストを避け、色彩の調和を重んじるようになった。また、画面全体を均一な筆触で覆うようになった。
最晩年の『睡蓮』連作では、橋や藤の枝といったモチーフが次第に画面からなくなり、池の水面のみを描くようになった。そして、水面に映し出される光の揺らぎを追求し続けた。モネは手紙の中で、水と反射光だけが絶えず頭の中を去来すると書いている。オランジュリー美術館の「睡蓮」大装飾画では、幻想的な色と光の世界が生み出されている。訪れた人は、楕円形の部屋の中で、水の広がりに包まれ、水面下の深みへ引き入れられるような体験をすることになる。

#### ジャポニスム
1854年に日本が開国すると、1862年ごろ日本の美術品がパリの店頭に登場し、1867年にパリ万国博覧会が開かれるなど、パリにも日本美術が伝播してきた。1870年代から1880年代には、パリを中心に日本ブームが巻き起こった。フランスの美術や工芸は、エキゾティックな関心から、浮世絵などに表れたモティーフを作品に取り込むようになり、これをジャポネズリー（日本趣味）という。これに対し、構図や空間表現、色彩など、造形のさまざまな要素において日本美術からヒントを得て、新しい視覚表現を追求したことをジャポニスムという。1860年代に修行時代を過ごした印象派の画家たちは、日本美術に触れる機会を持ち、その影響を受けたことが指摘されている。
モネも多数の浮世絵のコレクションを保有しており、ジヴェルニーの家には浮世絵を飾っていた。モネが浮世絵のコレクションを始めた時期については諸説あり、早いものでは少年時代の1856年ごろ、別の説では1871年のオランダ旅行のときとされるが、モネが浮世絵の魅力を知ったのは、パリで浮世絵が商品として買えるようになった1862年以降というのが有力な説である。
モネの1860年代の町の風景画には、歌川広重や葛飾北斎と酷似しているものがあり、たとえば『オンフルールのバヴォール街』では、広い前景から道が急速に後退し、右に消えていくが、これは、西洋の遠近法を修正した広重の『名所江戸百景 猿わか町よるの景』における手法と似ている。ほかにも、『王女の庭』における俯瞰する構図、『サン＝タドレスのテラス』や『かささぎ』に見られる画面を上下に分断する水平線・地平線などは、それまでのヨーロッパの風景画にはほとんど見られず、浮世絵にヒントを得て現実の視覚体験を表現したものであることが指摘されている。
1870年代には、妻カミーユに日本の着物を着けさせて団扇などの日本のモティーフを描き込んだ『ラ・ジャポネーズ』が典型的なジャポネズリー（日本趣味）の作品であるが、こうした着想はマネやジェームズ・マクニール・ホイッスラーにならったものであり、特に目新しいものではない。また、こうしたあからさまな日本趣味はこの1点だけである。
むしろ1880年代半ば以降に、画面のモティーフを厳選し、近景と遠景とを組み合わせるといった新しい工夫が次々現れる。1884年の南仏旅行では、起伏に富んだ景観を基に、近景のそそりたつ斜面と遠景とを組み合わせた構図、前景をふさぐ木の幹と枝越しに見える町並みを組み合わせた構図などを採用しているが、浮世絵に着想を得たものと考えられる。さらに、1885年のエトルタ、1886年のベル＝イル島での海景画では、モティーフを奇岩と海だけに厳選しているが、こうした構図も、昇亭北寿の『勢州二見ヶ浦』や広重の『六十余州名所図会』（いずれもジヴェルニー、モネ・コレクション所蔵）と酷似している。1887年の『舟遊び』での視点の高さとモティーフの切り方は、ジャポニスムの成熟の表れと見られる。晩年の『睡蓮』大装飾画は、少ない自然のモティーフを使った装飾空間で観る者を包み込み、自然との一体感を演出するという点で、日本の障壁画（特に襖絵）と共通する発想であるとの指摘もされている。もっとも、自然のモティーフを使いながらも自然観察に重きを置かない日本の襖絵と異なり、モネは、装飾的であると同時に、自然観察に忠実であることを追求している。

### 評価と影響

#### 印象主義の体現
モネは、印象派を代表する画家とされている。モネは自ら「私はいつも理論は嫌悪してきた。私がやったことといえば、直接自然を前にして、きわめて逃げ去りやすい効果に対する私の印象を正確に表現しようと努めながら描き続けたということだけだ」と述べるように、印象派グループの理論や体系を打ち立てたわけではないが、鋭敏な観察力と感受性をもって、絶え間なく変わり続ける風景に対する印象をとらえ、表現しようとした彼の作品は、印象派の美学を体現するものとなった。ベルト・モリゾは、モネの作品について「彼の絵を見れば、日傘をどちらの方に向ければよいか、すぐ分かる」と述べている。また、ポール・セザンヌは晩年、「モネはひとつの眼だ。絵描き始まって以来の非凡なる眼だ。私は彼には脱帽するよ」と語り、モネへの敬意を表している。
印象派の絵は、当初はアカデミズム絵画の理想に程遠いことから嘲笑・酷評されたが、ついに革命に勝利したといえる。モネは、ルノワールとともに長生きし、その成果を十分味わうことができた。印象派の絵は価格が高騰し、各国の美術館や収集家が競って欲しがる宝物となっていった。このことは、美術批評の権威を失わせ、印象派に続く画家たちにも、世に迎え入れられなくても革新的な方法を追求するための勇気を与えた。

#### フォーマリズムと抽象絵画への道

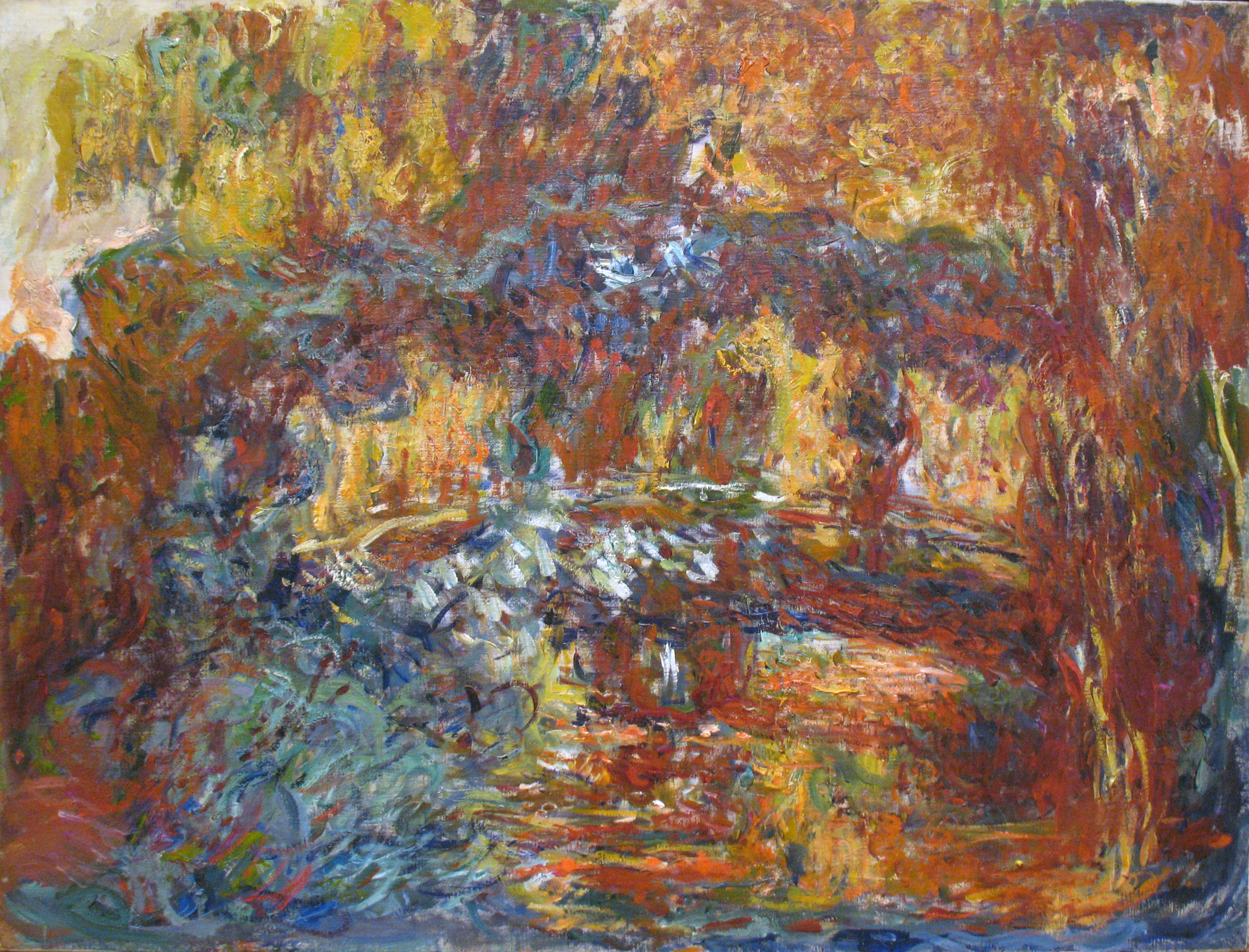
『日本の橋』1920 - 22年ごろ。モネ晩年の激しい筆触は、抽象表現主義の画家・批評家から、共通点があると受け止められた。

ルネサンス美術以来の伝統的な西洋絵画が、3次元空間における主題や物語を画面上に構築しようとしてきたのに対し、マネや印象派の絵画作品では、2次元の画面における色彩や筆触といった造形的な要素それ自体が、描かれた対象を差し置いて自律的・表現的な役割を持ち始めた。この傾向はフォーマリズム（形式主義）あるいはモダニズムと呼ばれる。モネの印象主義の作品においては、無造作に置かれたように見える筆触が、光の反射や水のゆらめきを生き生きと伝えるという表現性を獲得している。
さらにモネは、連作の時代においては、前述のように形態を放棄し、光の観察の追求に向かっており、色彩の自律性・表現性は深化している。逆に言えば、写実主義の限界を露呈するものであった。このようなフォーマリズムを推し進めていった帰結として、ワシリー・カンディンスキーらの生み出した抽象絵画をとらえることができる。1895年にモスクワでモネの『積みわら』を見たカンディンスキーはこれに衝撃を受け、「描く行為は、目覚ましい力と素晴らしさを持ったものと思われるようになる一方で、無意識のうちに、絵画にとって対象が不可欠な要素であるとは信じられなくなったのだった」と語っている。ジャクソン・ポロックら抽象表現主義の画家たちもモネの晩年の作品を高く評価したが、それはフォーマリズムの立場に立ったものであった。

#### 影響を与えた画家
抽象表現主義に属するサム・フランシスは、モネの『睡蓮』に影響を受けたことを認めている。アンディ・ウォーホルは、オランジュリー美術館に感銘を受け、パリでの個展を多数の花の絵で飾った。ロイ・リキテンスタインは、『ルーアン大聖堂』などの連作を引用したシリーズを制作した。

#### 日本での受容
モネと最初に親交を持った日本人は、パリの日本人画商林忠正であった。モネは林から浮世絵を入手し、林もモネの絵を購入したり、日本人による購入を仲介したりしたが、第一次世界大戦前の時期には、日本にはモネの作品はほとんどもたらされることはなかった。1880年代後半から1890年代初めにかけてパリに留学した黒田清輝や久米桂一郎は、印象派嫌いのラファエル・コランに師事したこともあり、当時印象派への関心は薄かった。1895年、森鷗外と新聞記者の吉岡芳陵との美術論争でモネの名前が言及されているが、鴎外も吉岡もモネの作品の現物を見たことがなかったと思われる。
1900年以降、フランスで印象派の評価が確立したのを受けて、黒田や久米が日本で印象派について紹介するようになり、日本でのモネの理解は徐々に浸透していった。1910年に創刊された雑誌『白樺』では、ポスト印象派のセザンヌ、ゴッホや、ロダンがおもに取り上げられており、日本の芸術家の間では、モネはむしろ過去の画家という扱い方がされた。しかし、第一次世界大戦後、日本人コレクターの間ではモネが一大ブームとなった。1918年以降フランスに滞在した黒木三次と、その妻黒木竹子は、ジヴェルニーのモネ邸を訪れるなど親交を持ち、その縁でジヴェルニーを訪れる日本人は多かった。その1人松方幸次郎も、モネの信頼を得て多くの作品を譲り受けた。

### 市場での高騰
モネが経済的に苦労していた1870年代、彼の静物画が780フラン（31ポンド5シリング）で売れたという記録がある。1886年にニューヨークでの印象派展覧会が開かれてから、市場での評価は徐々に高まり、1890年代には100ポンド台に達した。1890年代末には、800ポンド台に達するものも出てきて、モネは富裕な大家としての地位を確立した。1918年、『ラ・ジャポネーズ』を画商が6,000ポンドで買い取ったのが、第二次世界大戦前の最高価格であった。ただ、ルノワールと比べるとずっと低い評価であった。
1950年代、スイスの美術館が晩年の『睡蓮』を展示したのを機に、モネの再評価（リヴァイヴァル）が始まった。モネ作品はさらに高騰し、1950年代末から、1万ポンド台に達するのが恒常的となった。1967年には、『サン＝タドレスのテラス』が58万8,000ポンドで売れるなど、ルノワールと完全に並んだ。1983年には『睡蓮』が150万ポンド（5億6,052万円）で売れ、驚きをもたらしたが、1987年11月10日には別の『睡蓮』がニューヨークのクリスティーズで300万ドル（168万ポンド、4億620万円）で落札され、その翌日11月11日には、サザビーズで『花咲く庭』が530万ドル（7億1,842万円）で落札されるという高騰ぶりであった。さらに、1988年6月27日、ロンドンのクリスティーズで、『青い家、ザーンダム』の小品が350万ポンド（8億427万円）で落札され、その翌日6月28日には、サザビーズで『草原で』が1,300万ポンド（29億5,542万円）で落札され、衝撃を呼んだ。当時、ゴッホの『アイリス』『ひまわり』に次ぐ史上第3位の高価格記録となった。モネは同一構図を繰り返し描いた多作の画家であるが、投資市場の拡大によって名品が払底してきたことが、こうした急騰の原因と考えられる。
その後も1,000万ドル台が次々現れていたが、1998年6月30日、ロンドンのサザビーズで『睡蓮の池と水辺の小道』が1,800万ポンド（3,032万ドル、43億596万円）という史上最高金額を記録した。モネは、ルノワールをしのぎ、ゴッホ、ピカソに迫る市場での評価を得るに至っている。
2008年6月24日、ロンドンのクリスティーズで、晩年の『睡蓮の池』が4,100万ポンド（8,050万ドル、約87億円）を記録した。2016年11月16日には、ニューヨークのクリスティーズで、『積みわら』がさらに上回る8,140万ドルで落札され、市場での印象派の強さを見せつけた。

## 庭園

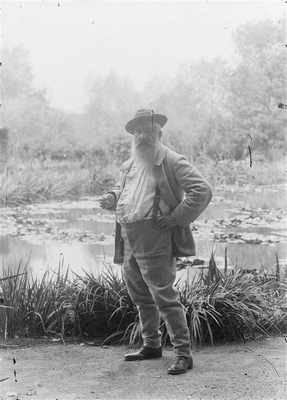
「水の庭」の前に立つモネ（1905年）

モネは1883年にジヴェルニーの家を借りたが、当時その敷地は果樹園と家庭菜園であった。1890年に地所を2万2,000フランで買い取ると、果樹園の樹木を伐採して、庭師の助けを借りながら「花の庭」を造成していった。ルーアン滞在中には、植物園の園長から珍しい外来種の育て方について助言を受け、1893年には、園芸を趣味とするカイユボットの助言を受けて温室を作った。ルーアンの植物園から分けてもらった植物や、国内外から取り寄せた珍しい植物を数多く植えていった。全26巻の植物図鑑を所有し、ことあるごとに参照していた。
1893年、鉄道線路を挟んで隣の土地を手に入れた。エプト川に流れ込むリュ川という小川が貫流し、小さい池のある土地であり、周りには植物が生い茂っていたが、モネはここを「水の庭」に造成していった。1893年から1901年までの造成で、日本から輸入した睡蓮を根付かせるため、池の水を温めようとして池の東西に水門を設けたが、これは周囲の住民から抗議を受けた。また、池に日本風の太鼓橋を作った。睡蓮や太鼓橋にちなんで「日本庭園」と呼ばれたが、石庭などの要素はなく、伝統的な日本庭園とは異なる。制作の旅先からも、アリスに、「家の庭や球根がどうなっているか気になる。池の氷に注意してくれているだろうか」（1895年）などと庭の様子を案じる手紙を送っている。
1901年には第2次の造園工事を行い、庭園が拡張され、リュ川の水が引かれた。池の周囲は200メートルに及び、現在公開されている水の庭の姿をほぼ整えた。太鼓橋の上には藤棚が設けられた。庭園には、睡蓮、橋、枝垂れ柳、アイリス、アガパンサス、バラの門といった要素がモネのイメージに基づいて入念に整えられ、それ自体がモネの芸術作品となった。

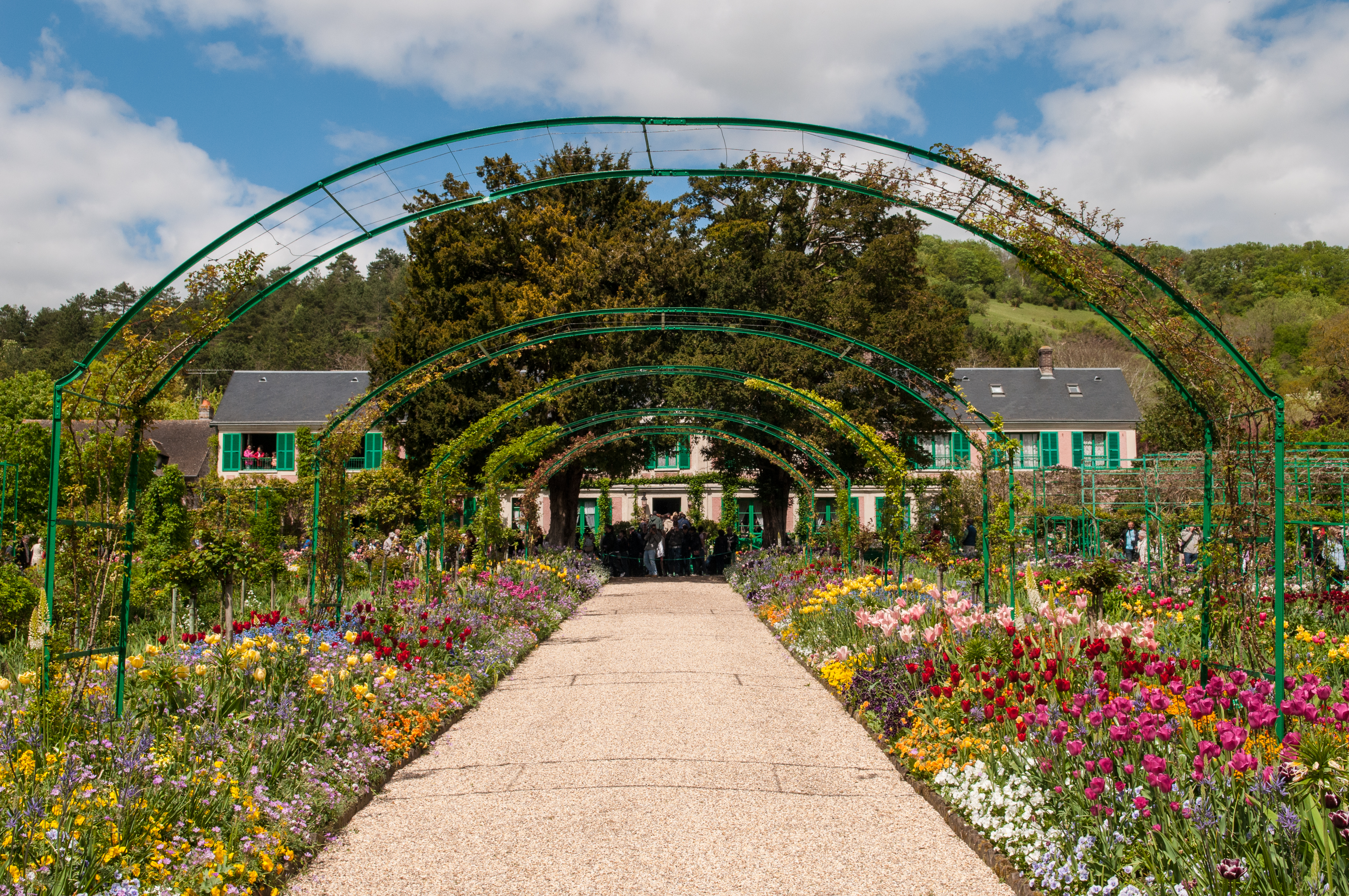
モネの家と庭園

モネの死後は、唯一の相続人は二男ミシェル・モネであったが、ジヴェルニーには不在だったため、アリスの娘ブランシュ・オシュデ・モネ（ジャン・モネの未亡人）が屋敷と庭園の管理に努めた。1947年にブランシュが亡くなったあとは、敷地は荒れてしまった。1966年、ミシェル・モネが自動車事故で亡くなり、その遺言によりジヴェルニーの地所とコレクションは美術アカデミーに寄贈された。美術アカデミーから修復を託されたジェラルド・ファン・デル・ケンプが民間の募金を集め、3年がかりの修復工事を行った結果、1980年、クロード・モネ財団が設立され、以後一般に公開されている。